# Il·lustració a Espanya
Les idees de la Il·lustració van arribar a Espanya al segle xviii amb la nova dinastia dels Borbó, arran de la mort del darrer monarca Habsburg, Carles II, el 1700. Aquest període de la història espanyola es coneix sovint com «Espanya borbònica», durant el qual, «els monarques Borbons espanyols estaven imbuïts de la identitat catòlica espanyola». El període de reforma i «despotisme il·lustrat» dels Borbons es va centrar en la centralització i la modernització del govern espanyol i la millora de les infraestructures, començant pel govern del rei Carles III i la tasca del seu ministre, José Moñino, comte de Floridablanca. En l’àmbit polític i econòmic, la Corona va implementar una sèrie de canvis, coneguts col·lectivament com a «reformes borbòniques», que tenien com a objectiu fer més pròsper l'imperi d’ultramar en benefici d’Espanya.
Els monarques borbònics van buscar l'expansió del coneixement científic, que havia estat instat pel monjo benedictí Benito Feijóo. Del 1777 al 1816, la Corona espanyola va finançar expedicions científiques per recopilar informació sobre la riquesa botànica potencial de l’imperi. Quan el científic prussià Alexander von Humboldt va proposar una expedició científica autofinançada a l'Amèrica espanyola, la Corona espanyola li va concedir no només el permís, sinó les instruccions per coronar els oficials per ajudar-lo. Els estudiosos espanyols pretenien comprendre el declivi de l’imperi espanyol des dels seus primers temps de glòria, amb l’objectiu de recuperar el seu prestigi.
La Il·lustració a l'Amèrica espanyola també va tenir un impacte en l’àmbit intel·lectual i científic, ambels criolls (espanyols d’origen americà) d’elit implicats en aquests projectes.
La invasió napoleònica a la península Ibèrica va desestabilitzar Espanya i el seu imperi d’ultramar. Les idees de la Il·lustració espanyola han estat considerades com un contribuent principal a les guerres d'independència hispanoamericanes tot i que la situació és més complexa.

## Context històric. L'Espanya dels Borbons
Els borbons francesos tenien una forta reivindicació sobre el tron espanyol després de la mort del 1700 del darrer monarca Habsburg, Carles II, qui va morir sense hereu. França va perdre la Guerra de Successió Espanyola, però els vencedors (Anglaterra, Països Baixos i Àustria), a causa del seu demandant (l'arxiduc austríac Carles) hereu del Sacre Imperi, van permetre a la monarquia borbònica heretar la corona espanyola, a la condició que les corones espanyola i francesa no es fusionessin mai. Un cop consolidat el govern a Espanya, els monarques borbònics van emprendre una sèrie de reformes per revitalitzar l'Imperi espanyol, que havia perdut significativament poder a l'època dels últims Habsburg. Les idees de la Il·lustració van tenir un fort impacte a Espanya i va afectar la Il·lustració hispanoamericana, als territoris d'ultramar.
Quan les forces franceses sota Napoleó Bonaparte van envair la península Ibèrica i van col·locar el germà de Napoleó, Josep Bonaparte, al tron d'Espanya, es va produir una crisi de legitimitat tant a Espanya com al seu imperi d'ultramar. Es va convocar unes Corts (parlament) a Cadis, que va ratificar una constitució liberal el 1812, limitant el poder de la monarquia constitucionalment i el poder de l'Església catòlica. Ferran VII va afirmar que donava suport a les constitucions liberals, però un cop restablert al poder el 1814, va renunciar a ella i va tornar a governar amb un poder absolutista. Van esclatar guerres d'independència a la major part de l’Amèrica espanyola durant el període napoleònic a Espanya, de manera que quan el Borbó Ferran VII va ser restaurat al tron el 1814, bona part de l’Amèrica espanyola havia aconseguit la independència i va establir repúbliques constitucionals. Nova Espanya (Mèxic) i el Perú van ser les excepcions, i es van independitzar el 1821 (Mèxic) i el 1824 (Perú). Mèxic va tenir una monarquia sota un oficial militar reialista que va convertir en insurgent, Agustín de Iturbide, qui va ser enderrocat en favor d'una república federada sota la Constitució de 1824.

### La Guerra de Successió Espanyola(1700-1714)
Carles II és conegut pel mal estat físic i de salut que tenia, atribuïts al resultat de diversos matrimonis endogàmics dels seus avantpassats. Va ser el darrer monarca de la dinastia dels Habsburg perquè no va arribar a tenir fills. Els problemes econòmics, la decadència de la burocràcia espanyola, una sèrie de derrotes en les guerres contra França i l'erosió de les institucions imperials al segle xvii havien deixat Carles II en el rei d’un imperi en decadència, i la seva debilitat física i mental li proporcionaven poca capacitat per revertir el rumb del seu país.
La immensitat de l'Imperi espanyol al Nou Món, juntament amb els seus recursos navals, havien convertit Espanya en una part vital de la política del poder europeu. Si un parent del rei de França accedís al tron espanyol o si s'unissin els dos països, l'equilibri de poder a Europa podria canviar a favor de França. Si el tron caiguès en mans d’un altre membre de la dinastia austríaca antifrancesa dels Habsburg, la situació quedaria en status quo. La política europea durant el segle xvii es va dominar establint una successió ordenada a Espanya que no alterés l'equilibri entre les grans potències europees.
Carles II va decretar en un dels seus darrers actes oficials que la seva corona passés al seu nebot, Felip d'Anjou, el net del rei Lluís XIV de França de la Casa de Borbó, i l’hereu del tron francès. Els legitimistes castellans, que valoraven la successió de l’hereu més proper del rei per la continuació del govern Habsburg, van donar suport al pla del rei. Els funcionaris espanyols també es preocupaven que Espanya continués sent un país independent, més que una altra part dels imperis francès o austríac. Tot i així, en conèixer la notícia que el seu net s'havia convertit en rei d’Espanya, Lluís XIV va proclamar: «Els Pirineus ja no hi són». Als 17 anys, Felip V va arribar a Madrid a principis del 1701 sense oposició visible. Felip va confirmar els furs de Catalunya i d'Aragó i, aparentment, la successió borbònica va tenir èxit i seguretat.
El reclamant austríac al tron espanyol, l'arxiduc Carles d’Àustria de la dinastia dels Habsburg, va argumentar que l’havien enganyat per fer-lo fora del tron d’Espanya de manera injusta. Anglaterra i Països Baixos, que havien recolzat el príncep electoral Josep Ferran de Baviera com a successor del tron espanyol com a mitjà per evitar que Espanya o França es convertissin en més poderoses, van acceptar Felip d'Anjou com a rei d'Espanya, però finalment va optar per donar suport a Àustria després que Lluís XIV comencés a no respetar la condició de no aprofitar-se de tenir un Borbó al tron espanyol. Àustria, amb el suport d'Anglaterra i els Països Baixos, va optar per anar a la guerra per aquest tema després que França rebutgés un pla de divisió, iniciant així la Guerra de Successió espanyola.

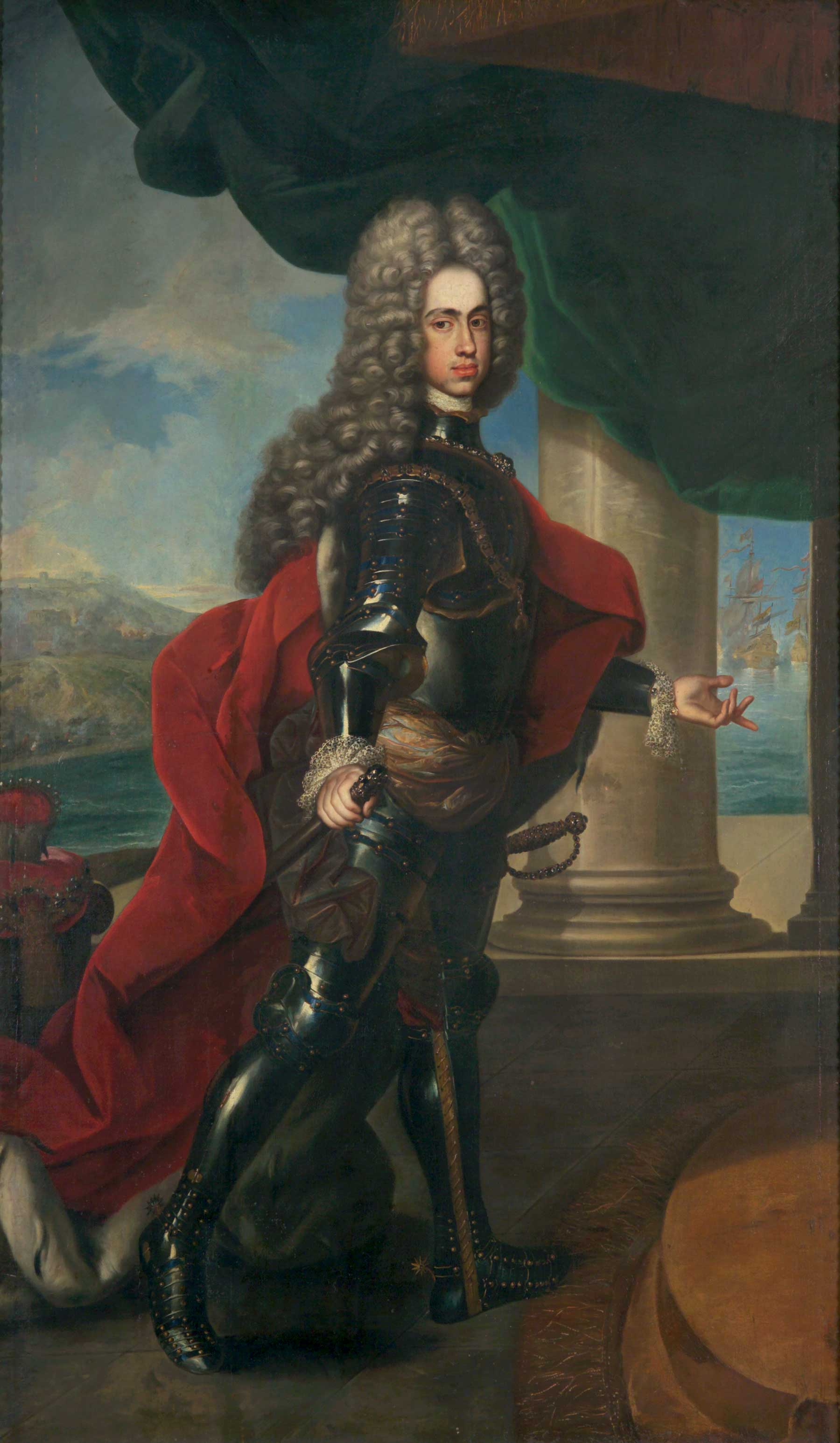
Arxiduc Carles davant del port de Barcelona
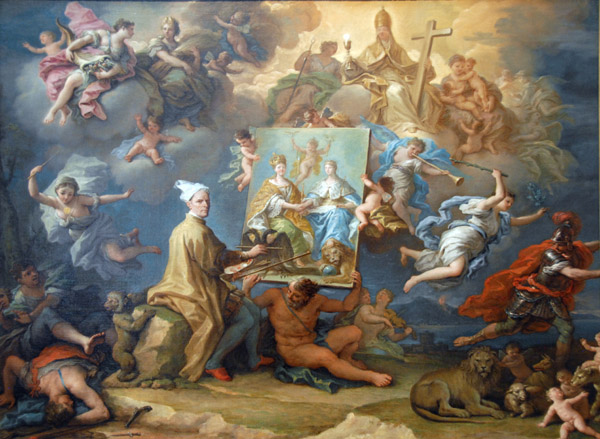
Al·legoria del Tractat d'Utrecht (1713) que posava fi a la Guerra de Successió Espanyola
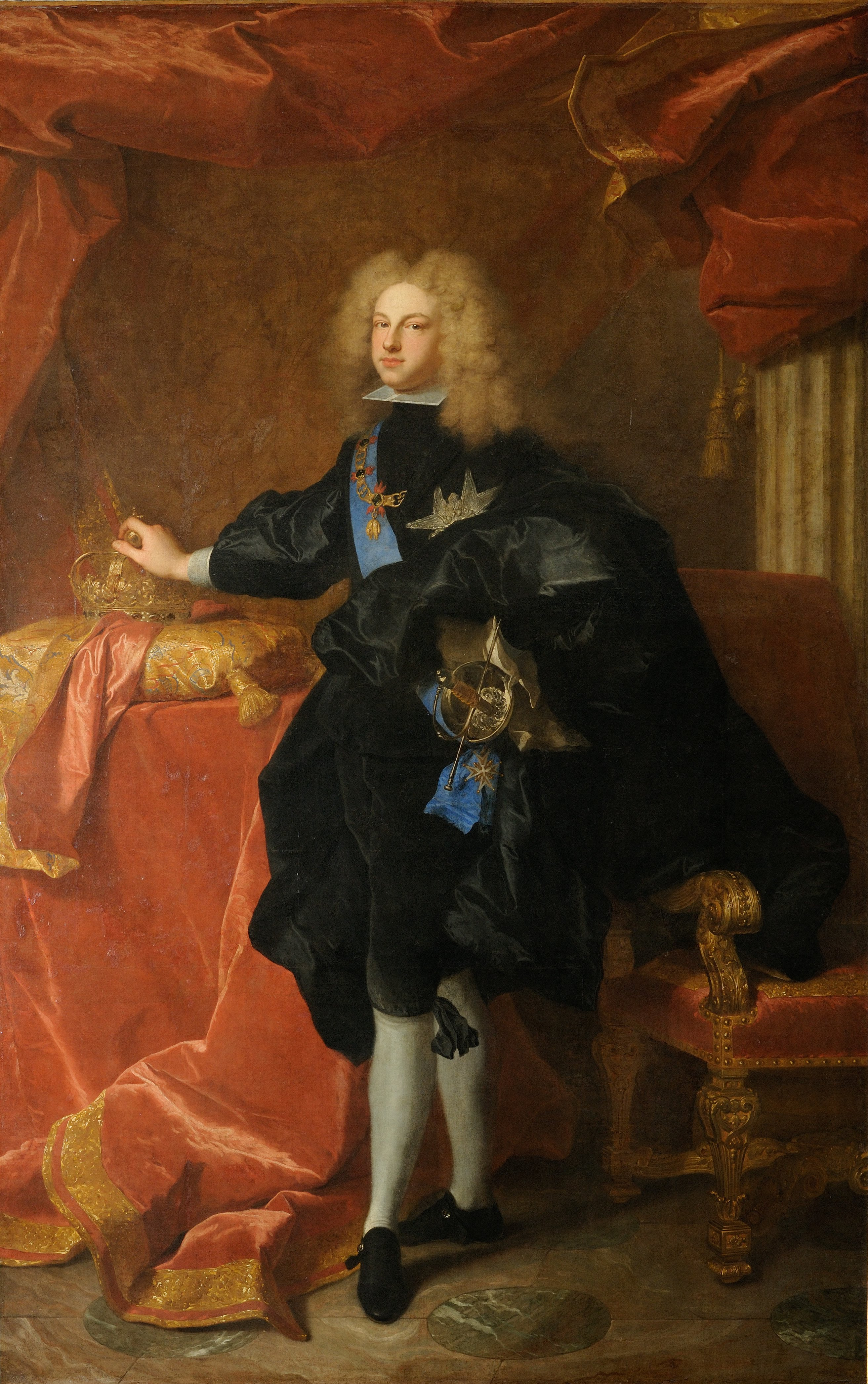
Felip de Borbó, duc d'Anjou, el 1701

Les corts espanyoles es van mantenir dividides en aquest tema i, quan es va declarar la guerra el 1702, la guerra entre les grans potències europees també es va convertir en guerra civil a Espanya. València, Catalunya i Aragó es van pronunciar a favor del candidat austríac com a rei, tement que Felip d’Anjou intentés canviar l’administració descentralitzada del país que permetia als catalans i aragonesos una autonomia considerable de Madrid. Un exèrcit anglès-holandès, marxant des de Portugal, va atacar Espanya el 1705, però durant un temps es va poder rebutjar. Inicialment, la guerra semblava anar bé per França i el seu candidat al tron espanyol, però a la batalla de Blenheim el 1704, Àustria es va salvar de la derrota per una expedició anglesa sota el comandament del duc de Marlborough. Van seguir deu anys de lluites difícils a Alemanya, Itàlia, Espanya, els Països Baixos i, fins i tot, el Nou Món (on es va fer coneguda com la «guerra de la reina Anna»). Madrid va ser ocupat el 1706 i el 1710, i bona part del camp espanyol va ser arrasat per les campanyes lluitades a través del seu sòl, tant per soldats estrangers, el seu propi exèrcit i els revoltats aragonesos, catalans i valencians.
Una pau de compromís va arribar amb el tractat d’Utrecht el 1713 entre França i la majoria de les grans potències. França i els aliats van acordar que el net de Lluís XIV, Felip, es convertiria en rei Felip V d'Espanya, però que els trons de França i Espanya mai s'unirien. Mentre que els territoris de França romanien en gran part intactes, Espanya es va veure obligada a cedir el seu imperi europeu; les seves possessions italianes, incloent Nàpols, Milà i Sardenya, van ser cedides a Àustria, juntament amb Sicília, que va ser cedida a Savoia. Espanya també es va veure obligada a renunciar als Països Baixos espanyols a Àustria, i l'illa de Menorca i Gibraltar a Gran Bretanya. En els anys posteriors, molts d’aquests territoris italians, sobretot Nàpols i Sicília, tornarien al control espanyol. A canvi d'acceptar la pèrdua d'aquests territoris europeus de l'Imperi espanyol, Felip va poder mantenir la resta de l'imperi espanyol. Fins i tot després que es signés la pau, els catalans (que havien lluitat en contra de Felip durant la guerra, operant sota el lema «Privilegis o Mort») van continuar resistint després que els britànics es retiressin; Barcelona no va ser ocupada per les forces espanyoles fins a finals del 1714. Aquesta data (11 de setembre de 1714) es commemora com la Diada Nacional de Catalunya. Tot i això, bona part del país es trobava en un estat d'inestabilitat econòmica a causa del conflicte, independentment de quin candidat al tron espanyol es recolzés.

### El regnat de Felip V (r. 1715-46). Les reformes borbòniques
Felip V va resultar un administrador eficaç, centralitzant la seva autoritat eliminant les corts regionals (parlaments) i iniciant un procés per uniformitzar les lleis entre les diferents regions de l’imperi espanyol mitjançant l'eliminació de privilegis especials (furs). La seva selecció de ministres francesos i italians capaços per ocupar funcions clau del govern va regnar en ministeris independents, aïllant els ministres corruptes que havien florit durant el darrer període del govern dels Habsburg. Felip tenia l’objectiu d’expandir l’activitat econòmica i es va dirigir cap a la llibertat econòmica, especialment pel que fa al comerç entre Espanya i el seu imperi d’ultramar, en teoria un monopoli espanyol. Es preveia l'ampliació de les manufactures i exportacions agrícoles espanyoles, de manera que el comerç no beneficiava les potències estrangeres que havien aprofitat el comerç espanyol americà. La Casa de la Contractació d'Índies, que operava des de fa molt temps a Sevilla, es va traslladar a Cadis el 1717. Felip va permetre fundar la Reial Companyia Guipuscoana de Caracas el 1728, segons el model de companyies comercials del nord d’Europa, per comerciar amb Veneçuela, un important productor de xocolata. La zona de lliure comerç dins l'àmbit espanyol es va expandir encara més amb els Borbons espanyols.
Felip va adoptar una política exterior agressiva que va portar Espanya en una sèrie de guerres costoses durant tot el seu regnat. La pèrdua de gran part del territori europeu que li va proporcionar el decret de Carles II i l’ambició personal de Felip V el van posar en desacord amb el tractat. L'esposa de Felip, Isabel Farnese, membre de la casa ducal de Parma, i el seu ministre favorit, el cardenal Giulio Alberoni, van demanar que les seves reclamacions fossin restaurades a Itàlia i les de Felip. Però una aliança de França, Gran Bretanya i Països Baixos va desafiar les ambicions d'Espanya que van amenaçar la pau d'Europa. El 1717, Felip va envair Sardenya, un dels territoris perduts després de la Guerra de Successió espanyola. La invasió de Sicília va provocar la formació de la Quàdruple Aliança de Gran Bretanya, França, Àustria i Països Baixos per oposar-se a les ambicions de Felip. El 1720, avergonyit pel fracàs de l'exèrcit espanyol al mar i en terra durant la guerra de la Quàdruple Aliança, Felip va destituir Alberoni i va signar un tractat de pau amb Àustria, ambdues parts reconeixent el tractat d'Utrecht.

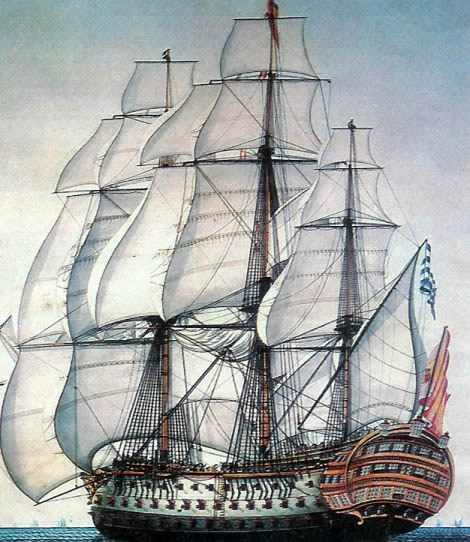
Nuestra Señora de la Santísima Trinidad. Felip V i Carles III van fer de la marina una gran prioritat durant el seus regnats
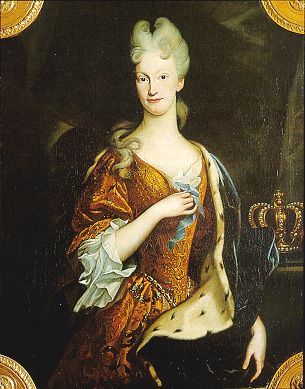
Isabel Farnese, reina d’Espanya i esposa de Felip V
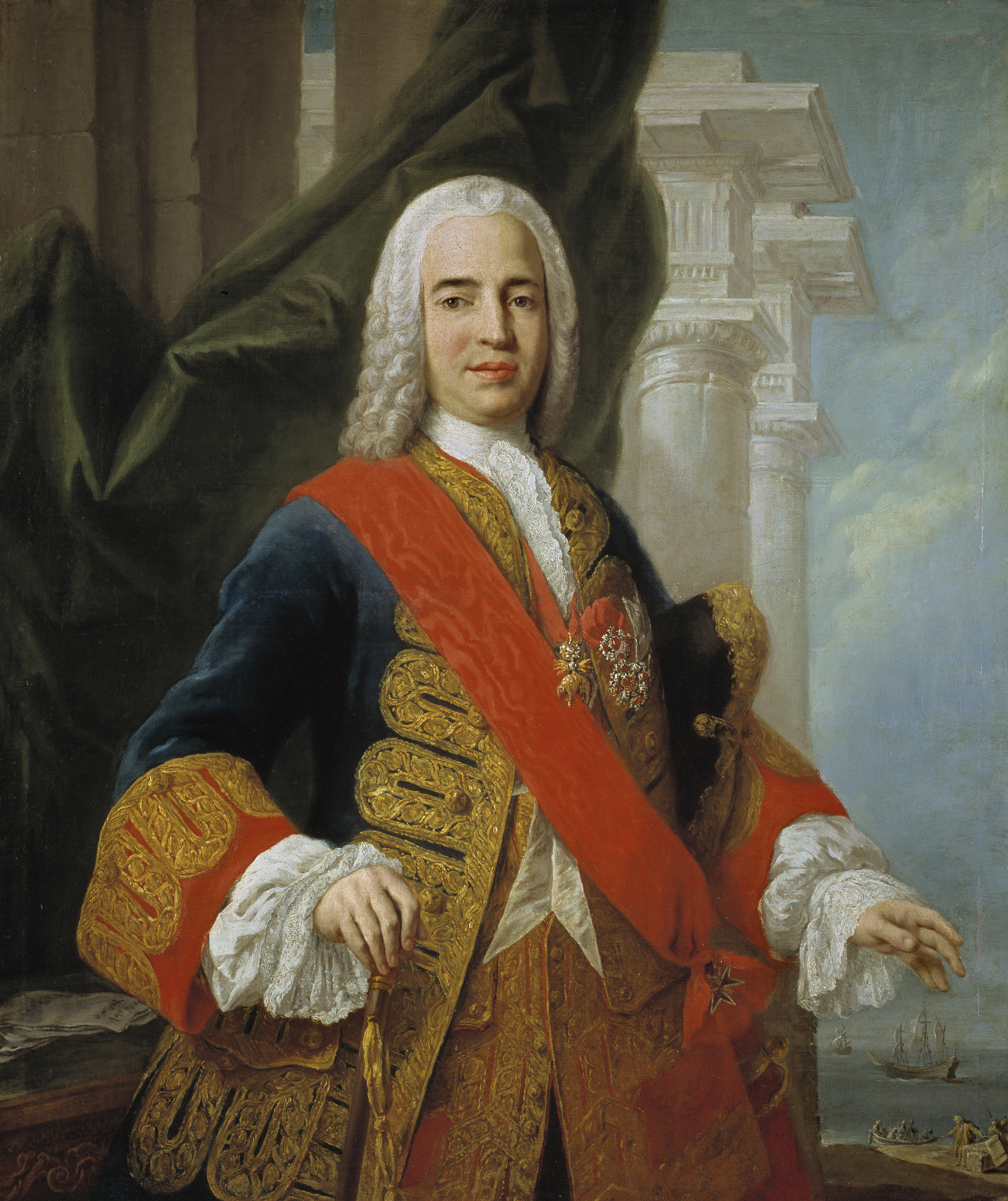
Retrat del Marquès de l'Ensenada, per Jacopo Amigoni, c. 1750. (Museu del Prado)
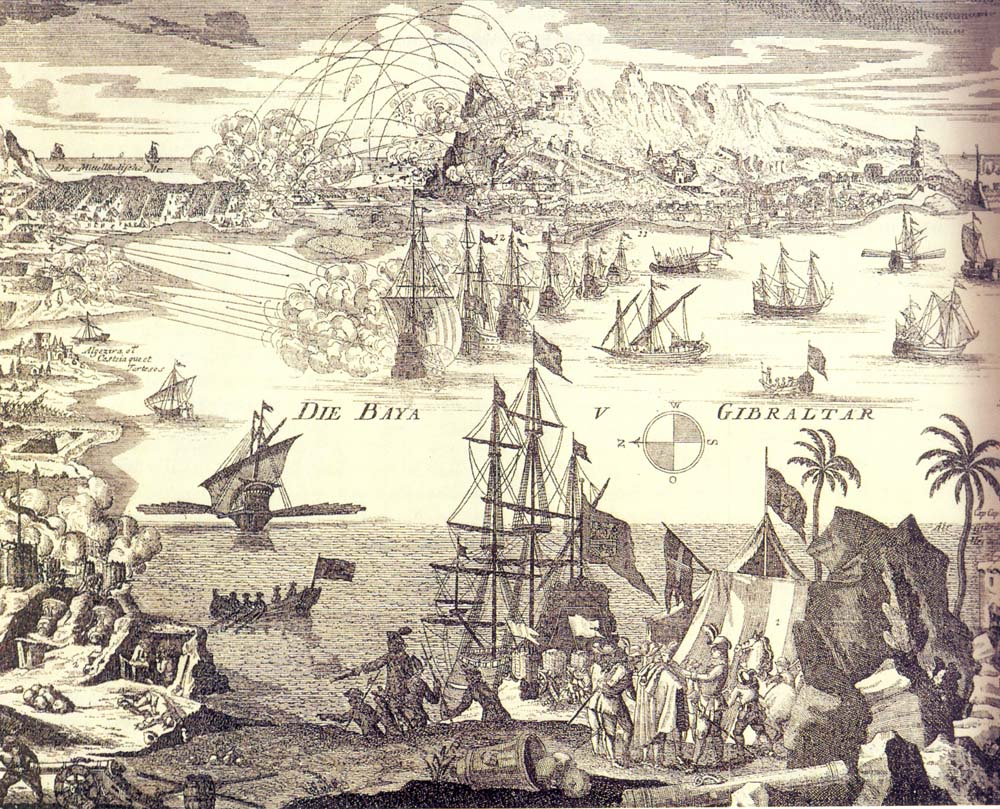
Detall d'una estampa alemanya del setge de Gibraltar de 1727

Els espanyols van tornar a intentar recuperar part del seu territori perdut en la Guerra angloespanyola (1727-1729). El 1725 es va concloure una aliança amb els austríacs, que van acordar ajudar els espanyols a reprendre les bases navals clau a la Mediterrània (Menorca i Gibraltar) dels britànics.
Com a resposta, el Secretari d'Estat britànic, Charles Townshend, segon vescomte Townshend, va formar una aliança amb França i els Països Baixos. Quan Felip va establir finalment setge a Gibraltar, Àustria va negar a intervenir contra la poderosa aliança, i Espanya es va tornar a quedar sola. Els exèrcits francesos van envair el país basc i Gran Bretanya i Països Baixos van triar per arrasar l’imperi espanyol del Nou Món i trastocar els enviaments de metalls preciosos amb l'esperança d’evitar que Filip pagués als austríacs per intervenir. Els aliats van patir més pèrdues que els espanyols, però el pla va triomfar i Felip va ser obligat a demanar la pau el 1729. Isabel Farnese va aconseguir un dels seus desitjos; els ducats italians de Parma, Piacenza i Toscana van ser restaurats a la seva família.
Després de 1729, Felip va estar més reservat en el seu ús del poder espanyol i va buscar el suport proper dels aliats, en particular França, una estratègia més prudent que va donar resultats positius. Felip va establir una relació amable amb els seus parents a França en la Guerra de Successió Polonesa, on va aconseguir recuperar Nàpols i Sicília per al seu fill, el futur Carles III d'Espanya. El Pacte de família amb Lluís XV de França es va signar el 1733, apropant els dos estats després de les derrotes contra la Quàdruple Aliança. La fricció amb Gran Bretanya impulsada per la Guerra de l'Orella de Jenkins (1739-1741) va empènyer Felip a una aliança més estreta amb França durant els anys que van portar a la Guerra de Successió Austríaca, en què Felip va obtenir més concessions d'Àustria per a la seva família a Itàlia. Això restablí el poder espanyol a Itàlia en gran part de la seva preguerra i va afegir nous territoris que abans no havien format part de l’Imperi espanyol a Itàlia.
Al final del seu regnat, Felip va elegir posar la reforma del seu govern en mans dels seus ministres. El jove i ambiciós Zenón de Somodevilla va ser nomenat marquès de l'Ensenada el 1736 per la seva diplomàcia reeixida després de la Guerra de Successió Polonesa, i set anys després, el 1743, fou convertit per Felip (i Isabel) favorit a la Cort per la resta del regnat de Felip. El marquès de l'Ensenada va governar Espanya amb efectivitat, i va buscar una política exterior cautelosa però independent que allunyés el seu país tant de França com dela Gran Bretanya, i va establir un entorn estable i pacífic on Espanya pogués reformar les seves institucions.

### El regnat de Ferran VI(r. 1746-1759)
El final de la Guerra de Successió Austríaca havia concedit al marquès de l'Ensenada una victòria que va cimentar el seu poder a Espanya. Tot i això, dos anys abans que s'acabés la guerra, el rei Felip, el seu més ferm partidari, va morir, i el va succeir el seu fill Ferran VI.
Ferran era fill de Felip del seu primer matrimoni amb la princesa Maria Lluïsa de Savoia. De petit va sofrir la influència dominadora de la seva madrastra i segurament, com a rei, no estava segur de les seves pròpies habilitats. Isabel Farnese, la reina que havia controlat efectivament Felip V, va abandonar la Cort després de la mort del seu marit. Igual que el seu pare, Ferran va ser molt influenciat per la seva dona, i ella va dictar gran part de la seva política i de les seves decisions; en el moment de la coronació de Ferran el 1746, es deia que «la reina Bàrbara ha succeït a la reina Isabel». Per la seva banda, la reina Maria Bàrbara de Bragança, membre de la família reial portuguesa, va defensar una política de neutralitat que coincidís amb les opinions dels seus principals cortesans, molt diferents de la política irredemptista d’Isabel.
El govern de Ferran va obtenir la fortuna i els beneficis de les reformes de Felip V. Va ser un governador caritatiu, alliberant l'Andalusia de tots els impostos el 1755 i dedicant grans sumes de diners a la reconstrucció d'aquella part del país. Com a rei, va diferir molts dels seus judicis als dels seus principals ministres.

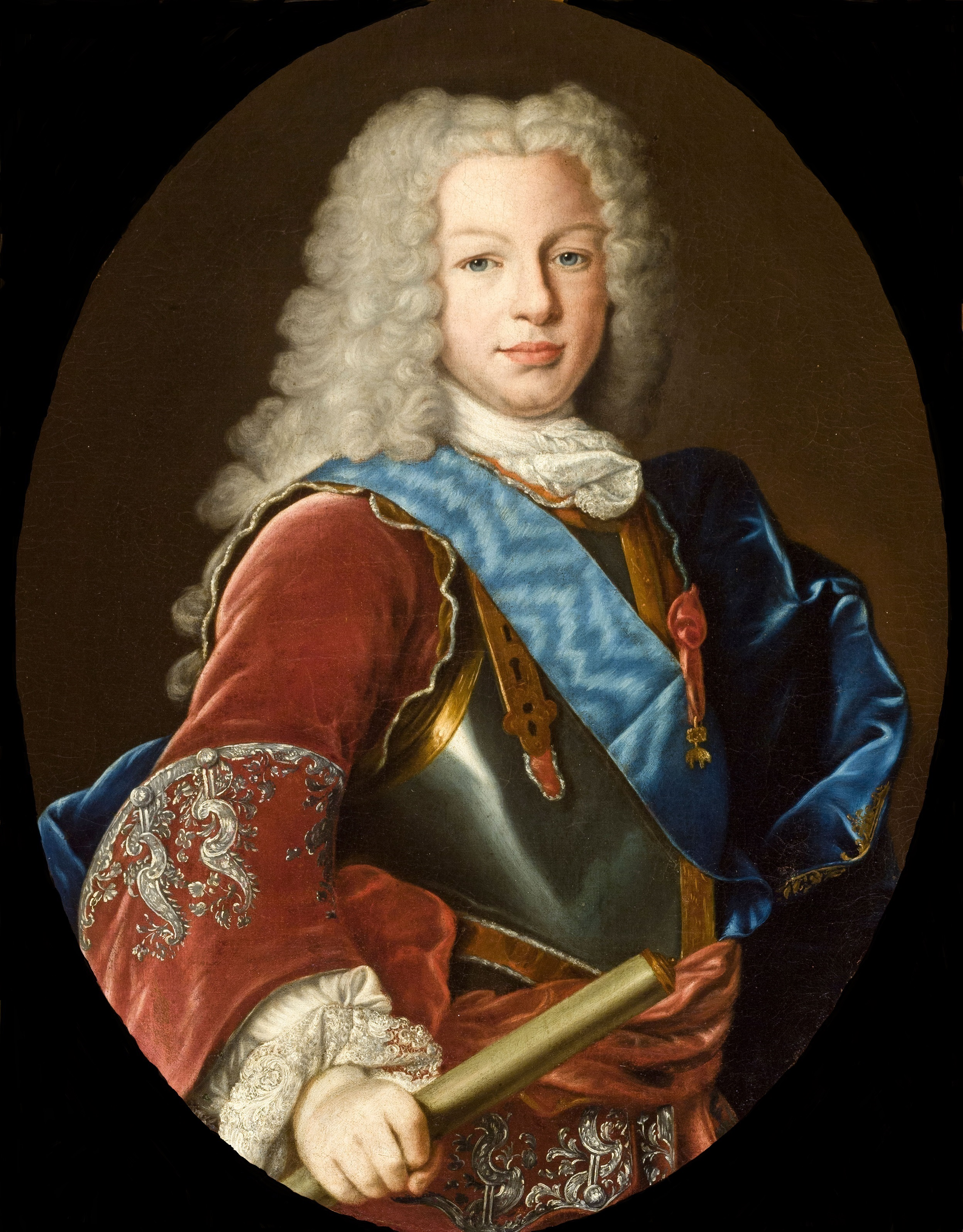
El rei Ferran VI d'Espanya (r. 1746-1759)
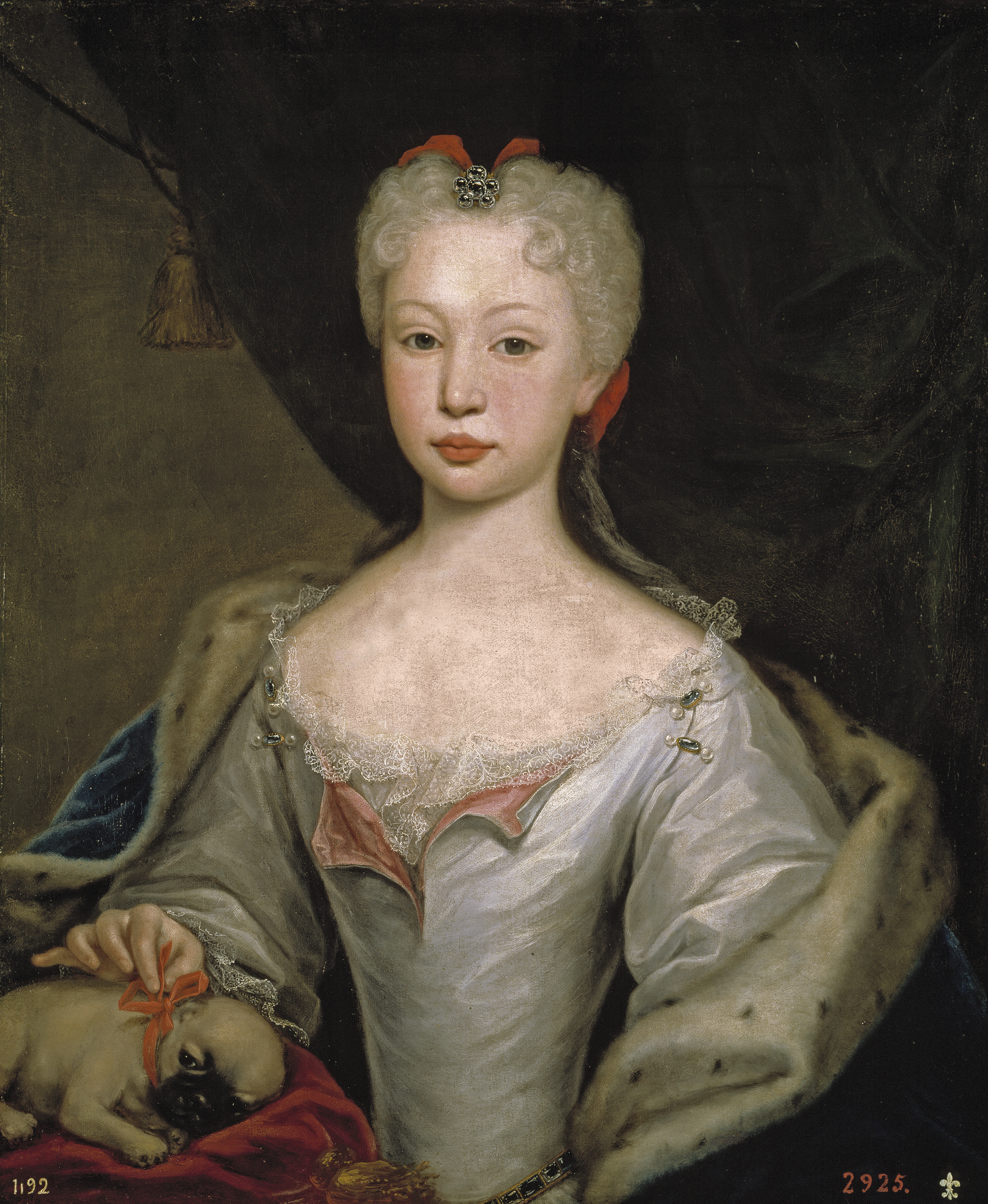
Bàrbara de Bragança, reina d'Espanya i esposa de Ferran VI d'Espanya
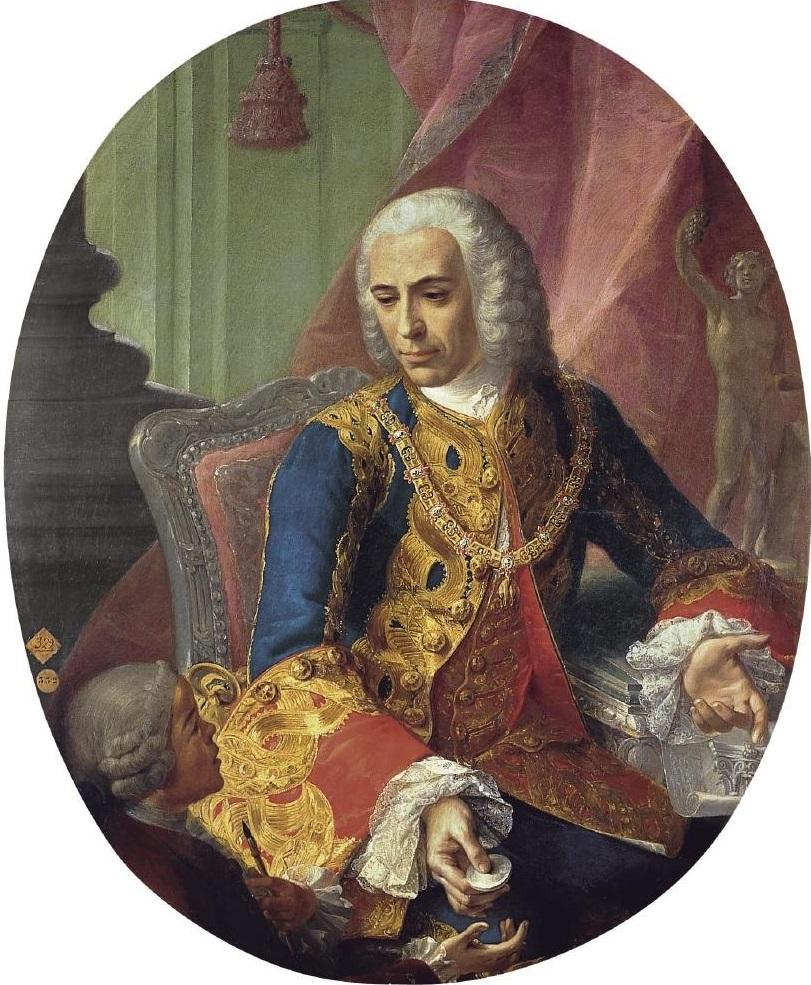
José de Carvajal y Lancáster, líder de la facció probritànica a la cort del rei Ferran VI

El marqués de l'Ensenada va continuar sent el principal membre de la Cort en la primera part del regnat de Ferran. Després de la reeixida aliança amb França a la Guerra de Successió Austríaca, va aconsellar reforçar aquest vincle com a mitjà per protegir la seguretat vulnerable d'Espanya i comprovar els interessos britànics en el seu imperi. Es va oposar a una facció anglòfila a la Cort dirigida per José de Carvajal y Lancáster, un cavaller britànic-espanyol descendent de la casa de Lancaster. Carvajal creia que la clau per a la defensa i modernització d’Espanya era una aliança més estreta amb Gran Bretanya, el poder naval de la qual podria complementar a la de l’Imperi espanyol, i la força comercial de la qual podria fomentar el desenvolupament econòmic a Espanya. L'èxit més important que va fer Carvajal va ser l'acord amb Portugal el 1750 que va posar fi a un llarg conflicte de baix nivell a la Banda Oriental (sud de l'Uruguai) entre els dos països.
Però l''acord amb Portugal va tenir conseqüències polítiques importants per a Espanya. L'acord entregava a l'Uruguai set missions jesuïtes fundades i controlades pels portuguesos establertes al sud de l'Uruguai. El pla (oposat tant pels jesuïtes com pels britànics) va iniciar una resistència jesuïta i els seus aliats guaranís nadius a la zona. Tant Espanya com Portugal van respondre en vigor a la crisi, suprimint els jesuïtes i el guaranís a la Guerra de les Set Reduccions (o Guerra dels guaranís). La guerra va trencar una relació tradicionalment amistosa entre el govern espanyol i els jesuïtes i va llançar un període de polítiques antijesuites tant a Espanya com a Portugal que van ser continuades per Carles III d’Espanya.
Un escàndol a la Cort, resultat d’una conspiració entre Carvajal i l’ambaixador britànic, va provocar el descrèdit del marquès de l'Ensenada a la Cort. Quan Carvajal va morir el 1754, Ferran i la seva dona van acomiadar Ensenada, tement que les simpaties franceses del marquès conduïssin a una aliança amb Lluís XV de França i la guerra, sense que les simpàcies britàniques de Carvajal el contrapesessin. Un irlandès, Ricardo Wall, va ser designat per substituir el marquès de l'Ensenada com a ministre en cap. Wall, un defensor ferm de la política neutral d’Espanya, va mantenir el país fora de la guerra durant la resta del regnat de Ferran, malgrat l'esclat de la guerra europea més gran des de la Guerra dels Trenta Anys, la Guerra dels Set Anys.
Tot i que la seva dona sempre havia temut que Ferran morís abans que ella i la deixés en una mala situació (i va acumular una gran riquesa personal com a previsió contra això), Bàrbara de Bragança va morir abans que ell, el 1758. Profundament afectat per la seva mort, Ferran es va tornar apàtic a les seves funcions com a rei. Va morir un any després, el 1759, sense deixar descendència.

### El regnat de Carles III (r. 1759-88). El Despotisme il·lustrat
El successor de Ferran va ser Carles III, fill de Felip V i de la seva segona esposa, Isabel Farnese. Carles era el mig-germà de Ferran VI i va ser considerat «el monarca més reeixit d'Espanya després de Ferran i Isabel» des de finals del segle xv i principis del xvi. «Es mereix un rang elevat entre els dèspotes il·lustrats del segle xviii, perquè va aconseguir, en molts aspectes, més que governants tan famosos com Frederic el Gran de Prússia i Josep II d'Àustria». Carles va ser nomenat duc de Parma a petició de la seva mare a l'edat de setze anys. La seva experiència allà li va donar un lloc on experimentar amb la pràctica del despotisme il·lustrat. Va mostrar un esperit marcial ben aviat, adquirint Nàpols i Sicília amb la força de les armes i convertint-se en «Rei de les Dues Sicílies», tot i que els seus gustos eren generalment més pacífics. En arribar a Espanya, no compartia el gust de Carvajal per una aliança amb Gran Bretanya; ja havia tingut una certa desconfiança des que una flota britànica va forçar la seva neutralitat a la Guerra de Successió Austríaca.
El seu mentor a Sicília, Bernardo Tanucci, el va introduir a les reformes. Tot i que Tanucci va romandre a les Dues Sicílies per aconsellar el fill de Carles, el rei Ferran I de les Dues Sicílies (ja que els dos trons no es podien unir com a conseqüència del tractat), Carles va portar amb ell un equip de reformistes italians que veien en la burocràcia espanyola un potencial per a la modernització. L’arquitecte de la primera fase de les reformes de Carles III va ser un italià, Leopoldo de Gregorio, un home d’origen humil que la seva habilitat com a proveïdor militar per a l'exèrcit napolità va impressionar el rei i el va elevar a la prominència reial. Creat el títol «Marquès d'Esquilache» el 1755, Gregorio va ser un dels principals estadistes espanyols des de l'arribada de Carles III fins a la mort del marquès el 1785.
Tot i que la Guerra dels Set Anys havia esclatat el 1756, Espanya es va poder mantenir estrictament neutral sota el ministeri de Ricardo Wall, qui va continuar al capdavant del govern espanyol durant els primers anys de Carles III. Tanmateix, Carles tenia rancúnia contra els anglesos i, quan França començava a perdre la guerra, va anar en contra dels desitjos del seu primer ministre i va intervenir en nom de França el 1762. Espanya va sortir malparada de la guerra i els britànics van ocupar breument l'Havana i Manila, durant un any. Florida va ser cedida als britànics i Espanya va reconèixer el control britànic sobre Menorca i Gibraltar el 1763, tot i que el vast territori de Louisiana va ser entregada a Espanya per compensar-la per les seves pèrdues. Tanmateix, després del Tractat de París (1763), Espanya es va poder centrar en el desenvolupament intern.
Amb molta diferència, el propietari més gran d'Espanya, l'Església, havia estat tractada amb molta caritat pels reis espanyols del segle xvii; en particular, Felip IV va fer una donació de grans extensions de terrenys amb pietat religiosa. Bona part d'aquesta terra no es va utilitzar, i gran part de les restants terres eren propietat d'hidalgos que vivien principalment fora de l'estat. El sistema havia quedat obsolet i una població en creixement (la població espanyola passaria de 8 a 12 milions entre el 1700 i la Revolució Francesa) havia pressionat al govern per a que fes una reforma agrària. Igual que la veïna Portugal, la burocràcia antiquada espanyola havia crescut depenent dels ingressos i la producció de les seves colònies per donar suport a una gran quantitat de propietaris de terres no productives, tant gentils com clerges.

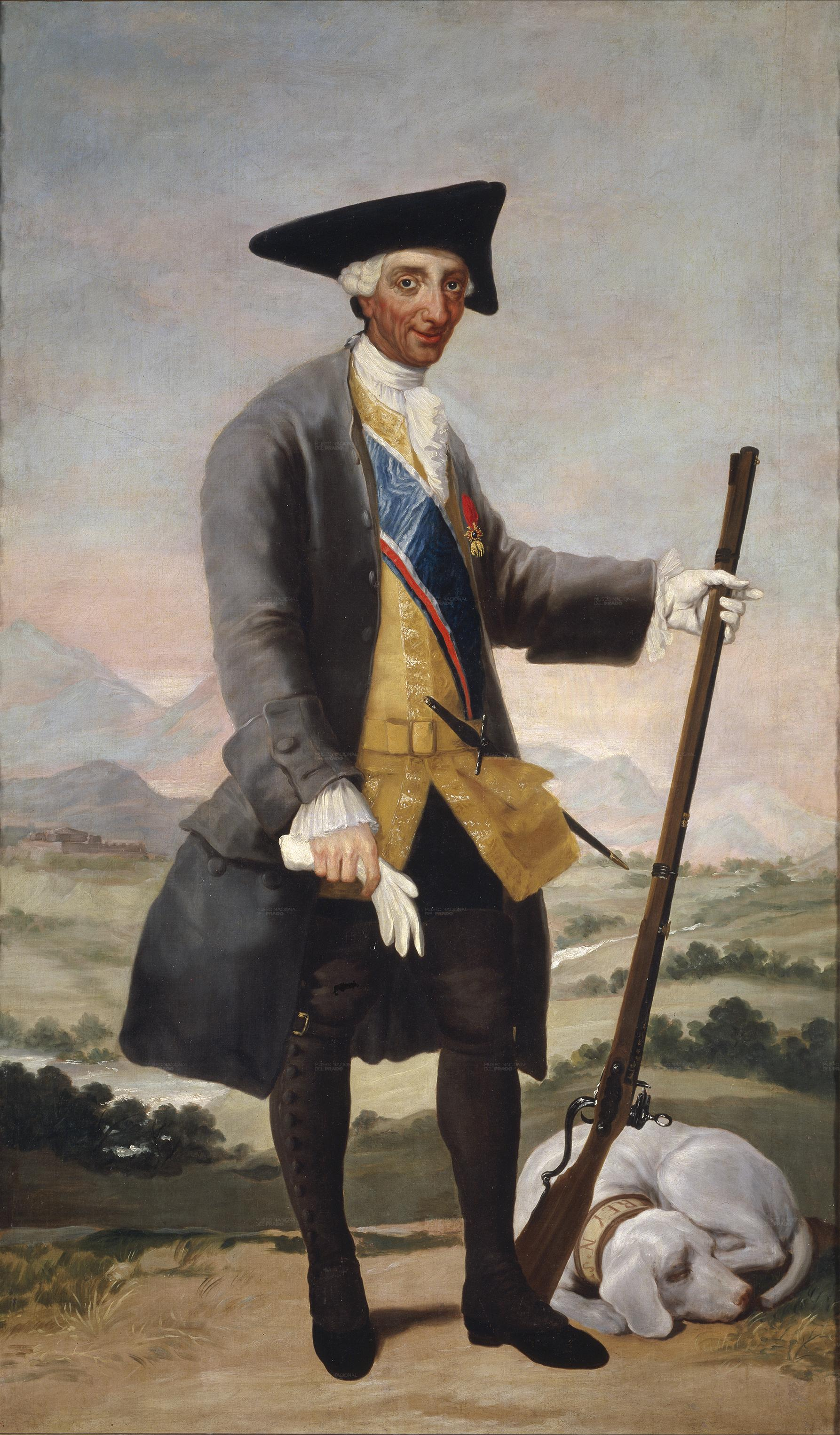
Retrat de Carles III com a caçador, per Francisco Goya, 1786-1788
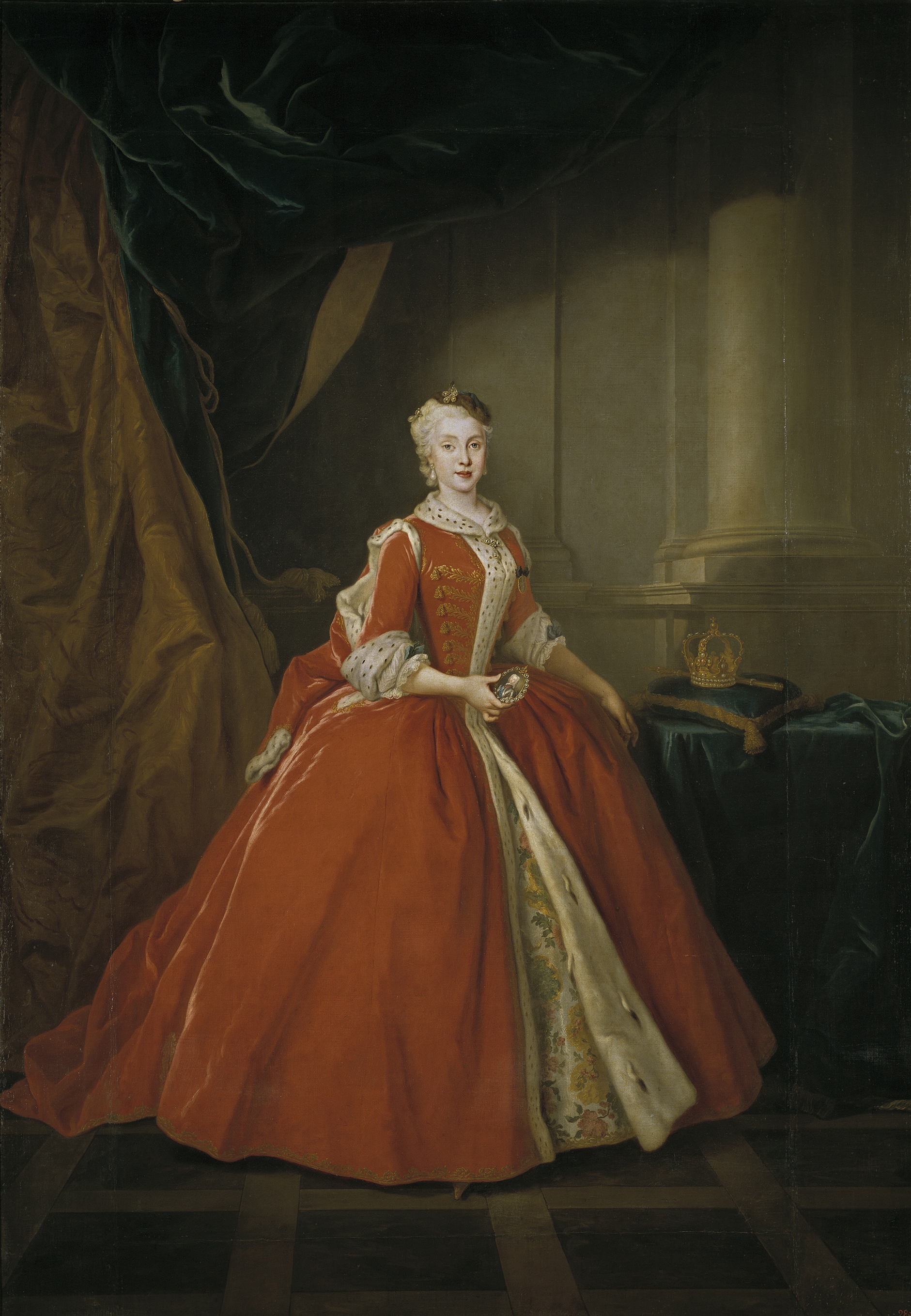
Maria Amàlia de Saxònia, reina d'Espanya i esposa de Carles III. Obra de Louis de Silvestre, 1738 (Museu del Prado)
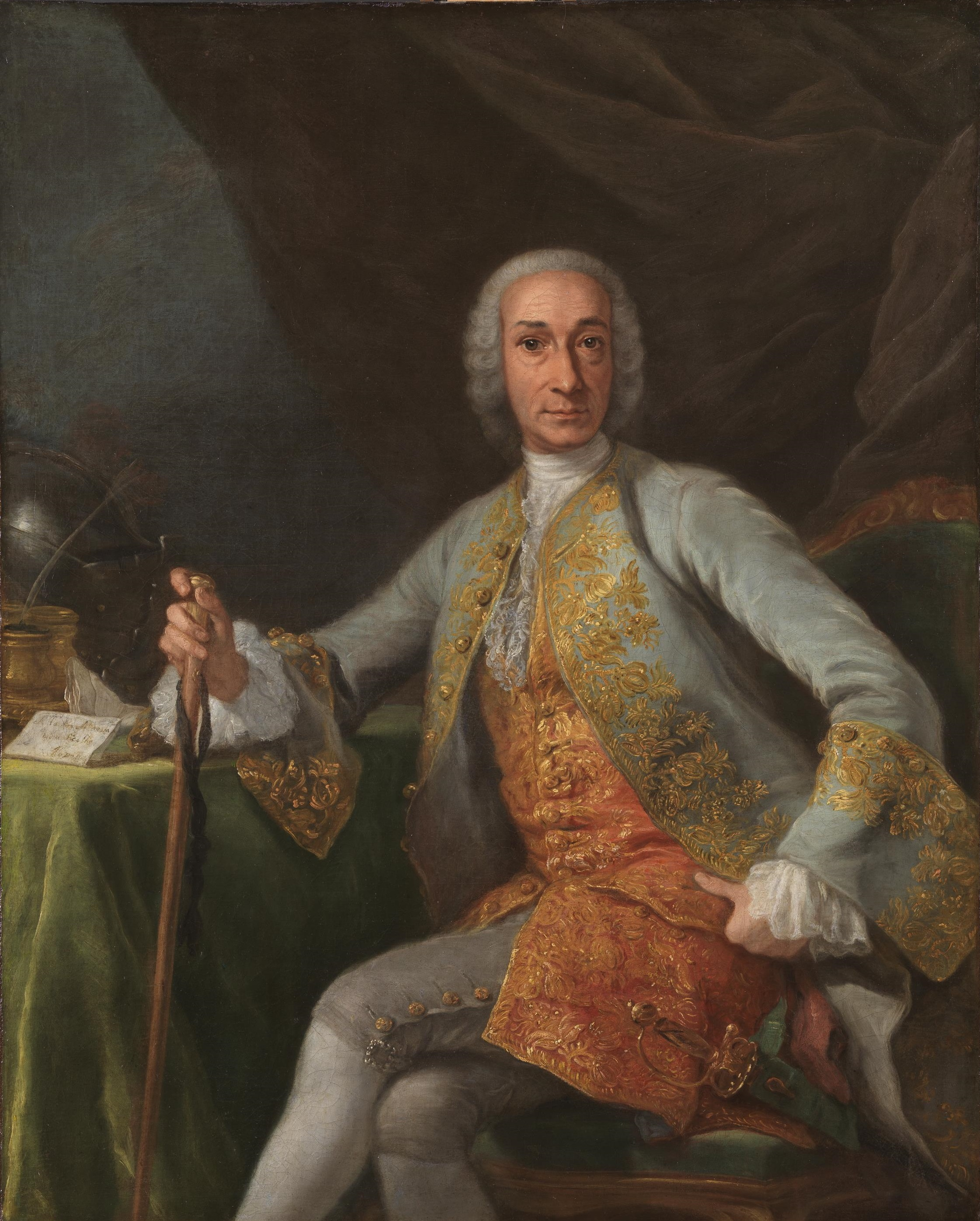
El marquès d'Esquilache, estadista i reformador sicilià al servei del rei Carles III
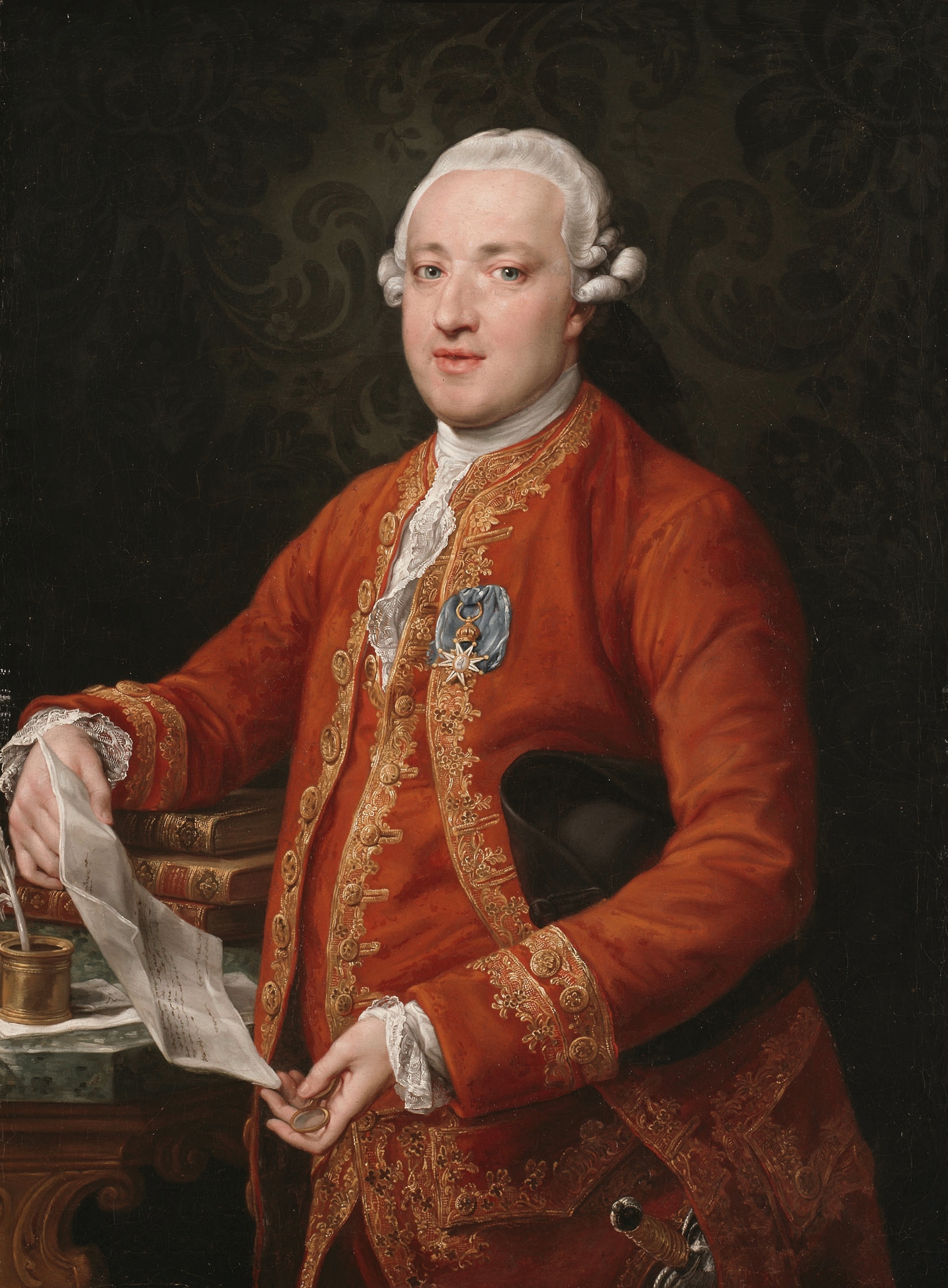
El comte de Floridablanca, estadista i reformador espanyol, per Pompeo Batoni

La Il·lustració havia estat una força de l'anticlericalisme a Europa, i Carles, quan va aplicar les seves lliçons a Espanya, va buscar enfortir el poder de la Corona (regalisme) enfront del poder de l'Església catòlica i el Papat. Ferran VI s'havia compromès a reduir el poder dels jesuïtes a Espanya i havia disposat als reis d'Espanya a designar els seus propis bisbes, un poder que els reis de França havien tingut des del segle xv. Carles, qui va defensar una política radical i una ràpida modernització del país, i el 1767 va expulsar completament d’Espanya l'Ordre dels Jesuïtes (vegeu Supressió de la Companyia de Jesús). La Inquisició es va reduir, però no es va erradicar del tot; fins al 1787, una dona va ser cremada com a bruixa.
La reforma agrària i de l'agrícultura van alienar els clergues i els terratinents a Espanya. Carles va optar per aliar-se amb els comerciants del seu país i amb una classe mitjana creixent que va obtenir una nova prosperitat durant el seu govern. Defensor del lliure comerç, Carles va reduir les barreres tarifàries que havien estat el nucli de la política comercial espanyola durant segles. El marquès d'Esquilache va liberalitzar amb èxit el comerç de cereals el 1765, però els disturbis van esclatar el 1766 a causa de l'augment dels preus del gra.
Tot i que va creure en el govern centralitzat i va continuar les reformes dels seus predecessors per reduir l’autonomia dels parlaments regionals que potencialment podrien desafiar el seu poder, Carles va aprovar la creació de prototip de cambres de comerç, les Societats Econòmiques dels Amics del País, per animar el desenvolupament i iniciativa de l'economia local. Es va millorar la infraestructura nacional per fomentar el desenvolupament de la fabricació espanyola i es va implementar un sistema monetari unificat.
Les reformes no van tenir cap cost, però, el 1766, en el context d'una escassetat mundial de cereals i de les dificultats del recent liberalitzat comerç de cereals, es van esclatar disturbis a Madrid i altres ciutats d'Espanya contra l'augment dels preus del gra. El «Motí d'Esquilache» va expulsar el rei de la seva capital i va avergonyir el principal ministre del rei. L'aragonès comte d'Aranda va guanyar protagonisme durant la crisi i va dirigir el govern en absència del rei. Aranda va ser l'únic aristòcrata titulat a l'administració de Carles; el rei preferia generalment els homes d’origen social inferiors que fossin graduats universitaris de fora de Castella. Carles va atorgar títols nobles a homes capaços de la seva administració, que van passar a formar part d’una burocràcia lleial i progressista. Carles va expulsar Esquilache de Madrid, nomenant-lo ambaixador a Venècia.
El comte d'Aranda, com a líder de la facció aragonesa a la Cort, va afavorir un sistema de govern més descentralitzat. Durant un temps, després d'expulsió d’Esquilache, Aranda va ser la figura líder de la política espanyola. Un fiscal criminal anomenat José Moñino va guanyar protagonisme com a investigador dels disturbis i com a partidari de les polítiques reformistes del rei. Els disturbis van ser atribuïts als jesuïtes, que eren partidaris del poder papal quan els borbons centralitzaven el poder regi. El «paper dels jesuïtes en els disturbis» va ser el motiu per expulsar els jesuïtes d'Espanya i del seu imperi el 1767. Esquilache va ser nomenat ambaixador a Venècia el 1767, i el 1773 Moñino va aconseguir que el Papa revoqués la butlla Regimini militantis de 1540 que aprovava l'Ordre dels Jesuïtes. Per a aquest èxit, Carles va nomenar Moñino «Comte de Floridablanca».

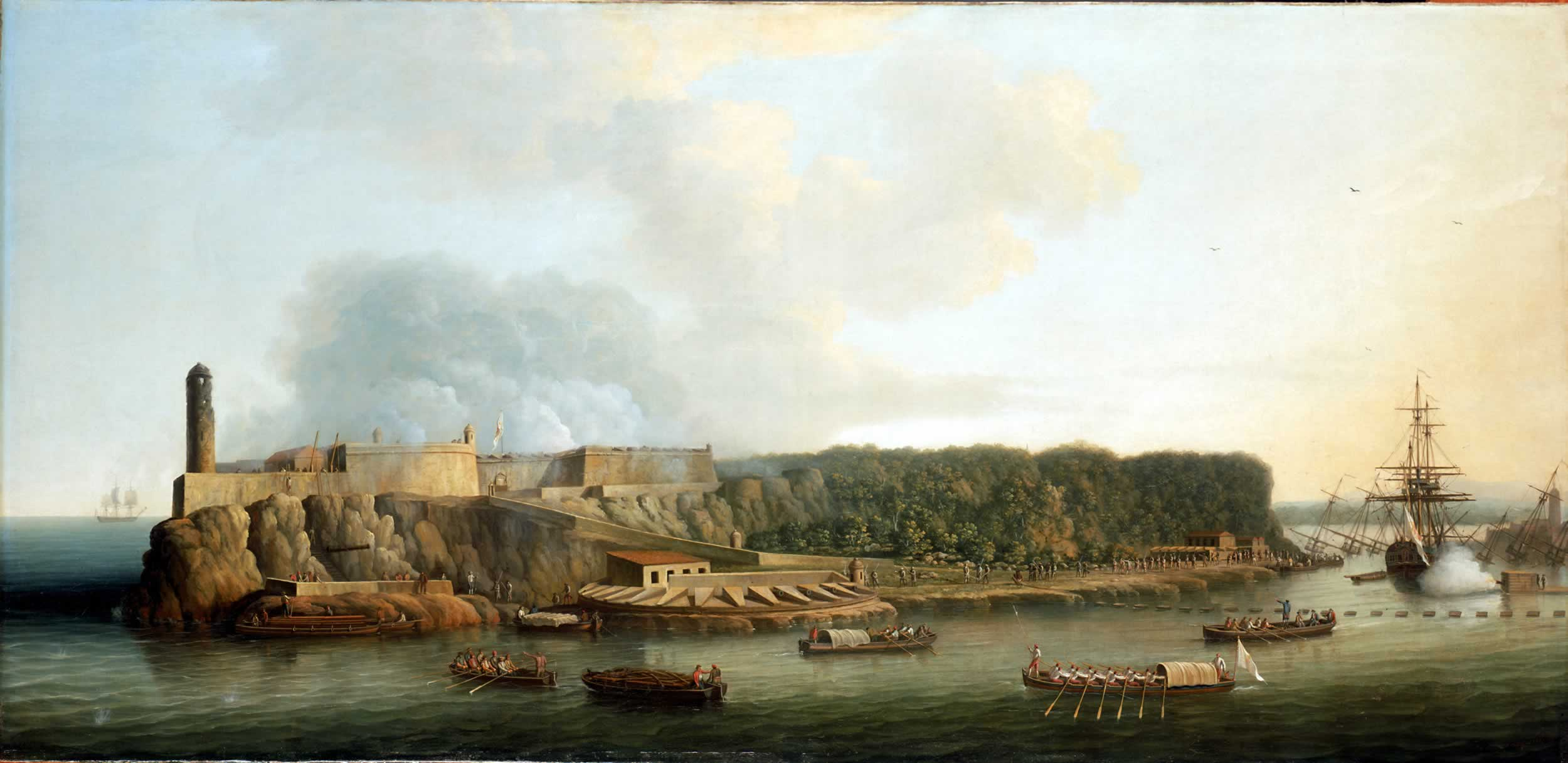
Presa de l'Havana (1762) durant la Guerra dels Set Anys, quan els britànics van capturar el Castell dels Tres Reis del Morro, pintat per Dominic Serres
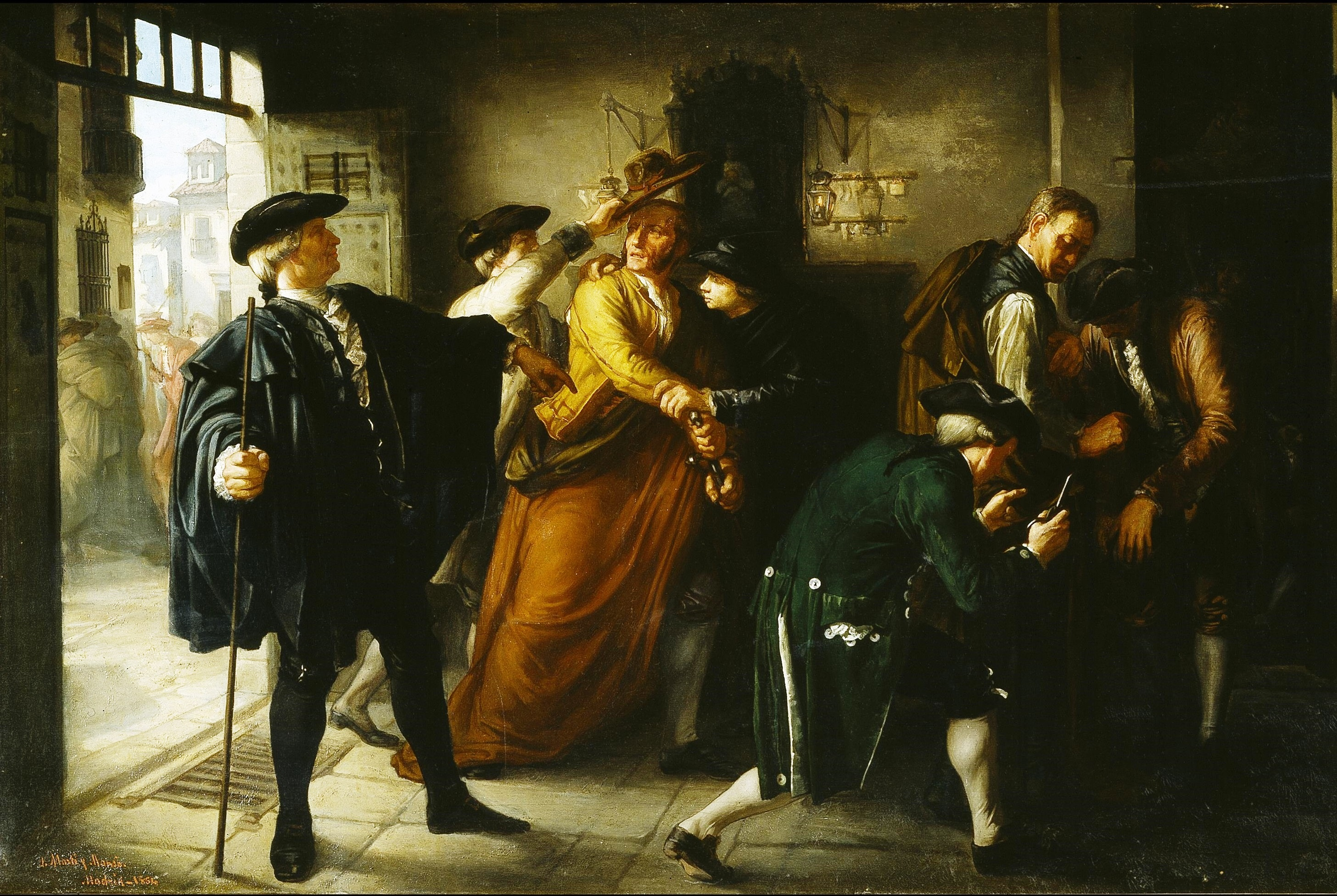
Un episodi del motí d'Esquilache, una pintura de José Martí y Monsó. La liberalització del comerç de cereals per part del marquès d'Esquilache va provocar un fort augment dels preus del gra i, al seu torn, aldarulls

El nou comte va ser nomenat ministre en cap el 1777, i va emprendre la reforma material de la burocràcia espanyola. Els seus principals èxits burocràtics van ser la creació d'un autèntic sistema de gabinet de govern el 1778 i la creació del primer banc nacional espanyol, el Banc Nacional de San Carlos, el 1782. Reconeixent els danys causats al sistema educatiu espanyol després de l'expulsió dels jesuïtes, Floridablanca va dur a terme una reforma dràstica per contractar nous professors i modernitzar el sistema educatiu espanyol. L’èxit més perdurable de Floridablanca va ser la llibertat de comerç als territoris americans de l'Imperi espanyol per als estrangers.
Tot i que Floridablanca, com Carvajal abans que ell, admirava la governança britànica i creia que una relació cordial amb Jordi III del Regne Unit era la millor política per a Espanya, la Guerra de la Independència dels Estats Units era una oportunitat massa gran per al rei Carles, i Espanya es dirigí a la guerra contra Gran Bretanya, junt amb França i Països Baixos, el 1779, després de proporcionar assistència monetària als rebels. Bernardo de Gálvez, governador de la Louisiana espanyola, va dirigir la campanya per recuperat els forts ocupats pels britànics des del 1762; es va recuperat Pensacola (Florida) el 1782, i les Bahames van ser conquerides en aquell mateix any. El Tractat de París (1783) restablí bona part del que Espanya havia perdut durant la Guerra dels Set Anys, inclosa la Florida.

### El regnat de Carles IV(r. 1788-1808).Problemes a l'estranger
El rei Carles III va morir el 14 de desembre de 1788. Set mesos després, els revolucionaris francesos van assaltar la Bastilla, iniciant la Revolució francesa.
El fill gran de Carles III era epilèptic i mentalment discapacitat, i va cedir tron en favor del seu segon fill, Carles IV. Carles IV va ser vist per molts dels seus contemporanis com un desinteressat de la política com ho havia estat Ferran VI. El seu principal interès a la seva arribada a Espanya (havia crescut a Nàpols) era la caça i, durant tot el seu govern, les seves polítiques estaven dominades per la voluntat de la seva esposa.
Però la seva esposa, Maria Lluïsa de Parma, va prendre com a amant Manuel de Godoy, un soldat d’una família humil que va conèixer el 1788, mesos abans que es convertís en reina. El rei apreciava molt a Godoy, tot i que era plenament conscient de l'adulteri de la seva dona, i Godoy el va convertir en el primer ministre d’Espanya el 1792.
El primer ministre en el moment de l'ascens al tron de Carles IV, José Moñino, comte de Floridablanca, no fou fàcilment destituït, i tenia molts partidaris a la Cort (particularment a Castella). El principal opositor de Floridablanca en la política espanyola va ser el comte d'Aranda, el líder de la facció aragonesa. Godoy va fer una aliança amb Aranda contra Floridablanca. Amb l'esclat de la Revolució francesa i l'execució de Lluís XVI el 1792, el liberalisme de Floridablanca va enfrontar-se a un major escepticisme. Aranda i Godoy van empresonar a Floridablanca el 1792 per malversació, el qual va ser absolt després.

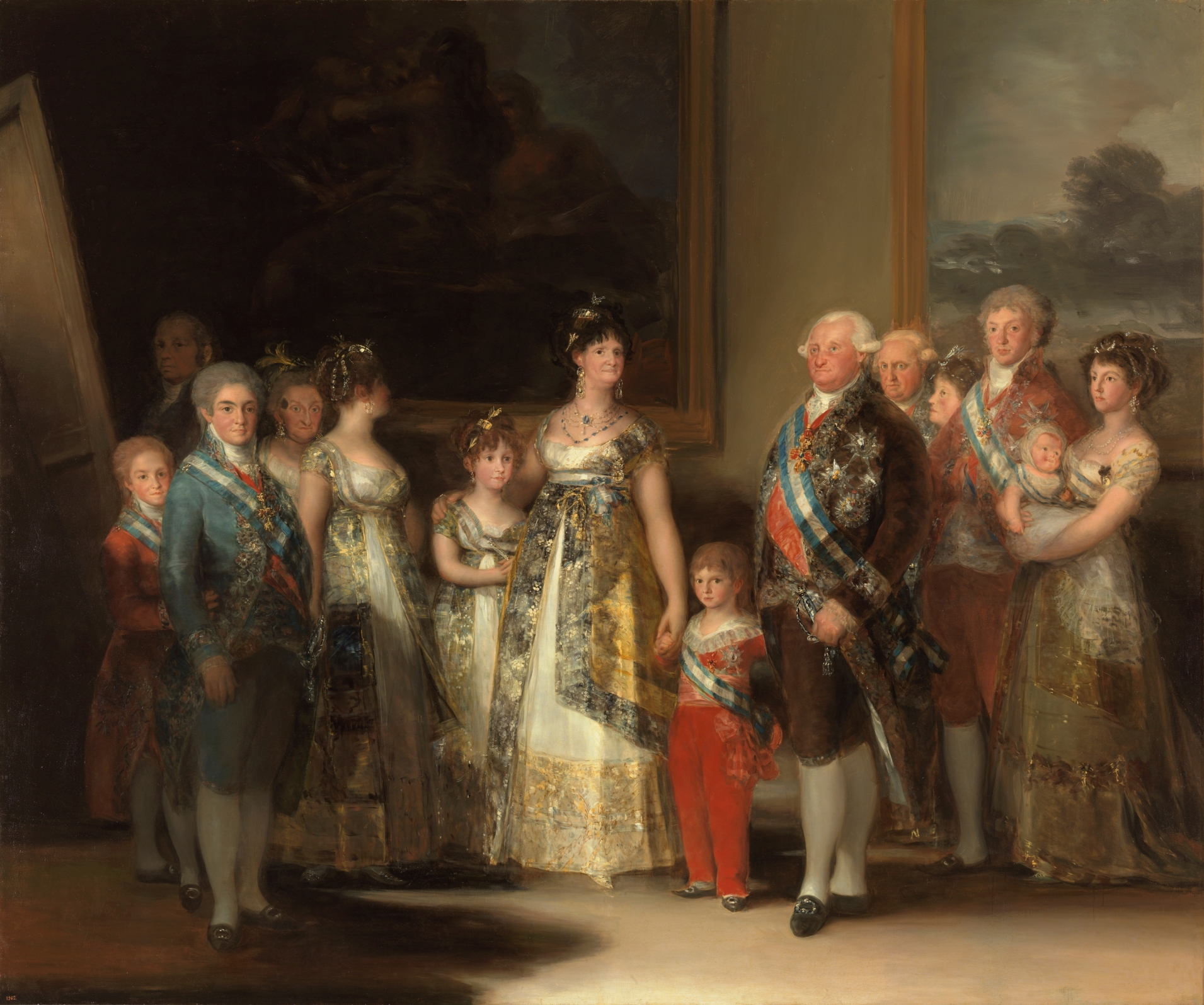
La família de Carles IV, per Francisco Goya
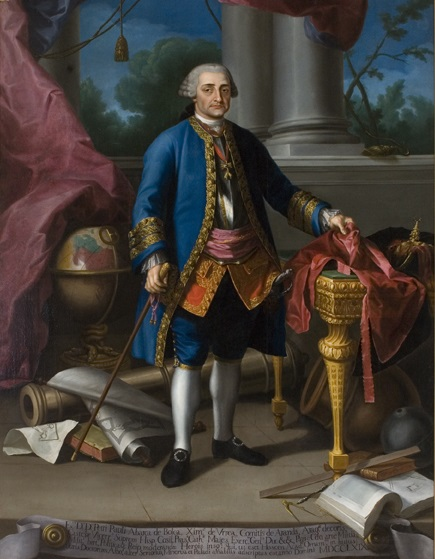
El comte d'Aranda, líder de la facció aragonesa a les Corts de Carles III i Carles IV
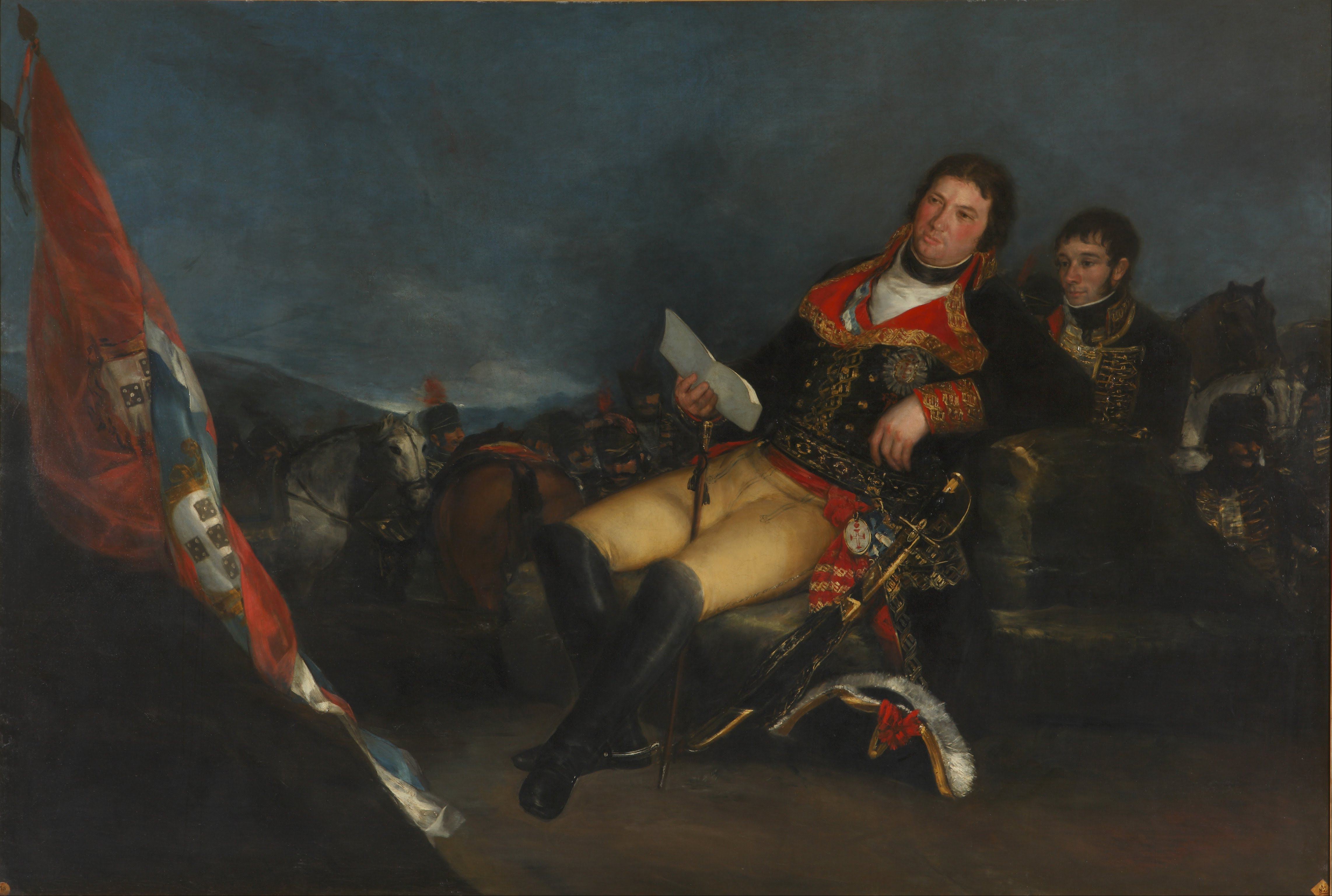
Manuel de Godoy, per Francisco Goya

L'esperit de reforma que havia fet del regnat de Carles III una època de prosperitat renovada per a Espanya es va extingir en el regnat de Carles IV. La seva reina i el seu amant no es mostraven interessats en la millora de la burocràcia espanyola i consideraven Floridablanca com un exponent del mateix tipus de liberalisme que separava França. La facció aragonesa dirigida pel comte d'Aranda, que es va aliar a moltes de les causes que s'havien oposat a les reformes de Carles III, va aconseguir desfer bona part dels canvis provocats en la tinença de Carles III.
Després de l'execució de Lluís XVI el 1793, 20.000 homes es van mobilitzar i van marxar cap a la frontera francesa. Però l'exèrcit s'havia descuidat durant el regnat de Carles III i estava mal equipat i mal format per fer front a una invasió de França. Navarra es va apoderar ràpidament terres dels francesos, tot i que els espanyols van aconseguir mantenir el territori a Catalunya i fins i tot van envair el Llenguadoc francès. Godoy, poc impressionat per l'eficàcia militar d'Espanya, va decidir posar-se en acord amb la nova República francesa, i el 1795 va signar el Tractat de Basilea, garantint la pau amb França amb la cessió de Santo Domingo a la República.
Godoy, després d’haver abandonat els seus aliats del Regne Unit i Àustria, es va enfrontar a una decisió; si continuaria lluitant contra la França revolucionària que ja havia derrotat Espanya un cop abans, o bé s'unia al bàndol francès i esperava moments millors. L'espanyol, després d'oposar-se inicialment als francesos, va signar el tractat de San Ildefonso el 1796, aliant Espanya amb França, a canvi del suport francès a les relacions de Carles IV que regien el ducat italià de Parma. Com a resposta, els britànics van bloquejar Espanya el 1797 i van separar el seu imperi colonial de la metròpoli. A finals de 1798, la flota espanyola va ser derrotada pels britànics, i Menorca i Trinitat van ser ocupades. El 1800, els espanyols van retornar Louisiana a França, que se'ls havia donat com a compensació per les seves pèrdues al final de la Guerra dels Set Anys.
Els portuguesos, que es van oposar als francesos, van continuar negociant amb els britànics malgrat una sèrie de demandes franceses que tanquessin els seus ports als vaixells britànics. El 1801, els espanyols van lliurar un ultimàtum en nom de França i, en la següent guerra fronterera, va ocupar la ciutat d'Olivença abans que els portuguesos acceptessin les demandes espanyoles i franceses. La ciutat, que continua disputada fins avui, continua sent administrada per Espanya, tot i que Portugal sosté que el Congrés de Viena la va restituir a Portugal.

Imperi espanyol (blau) i Imperi Portuguès (verd), 1790
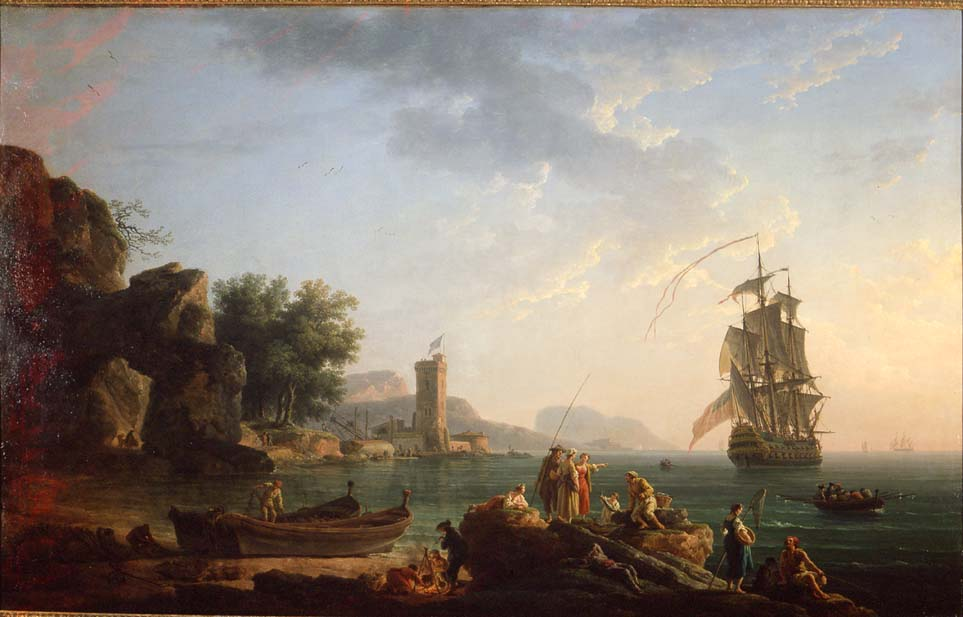
Escena de la costa amb un man-of-war britànic, de Claude-Joseph Vernet. El caos provocat a Espanya per les intervencions de potències estrangeres va contribuir a engrandir els moviments independentistes dins de l’Imperi espanyol
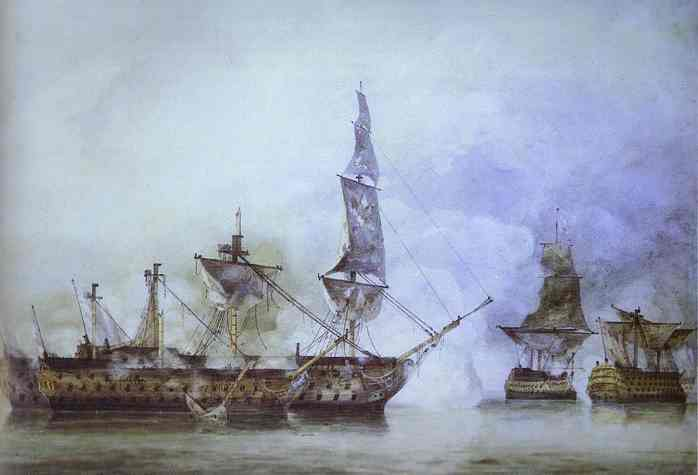
El HMS Victory, vaixell insígnia de l'almirall Nelson, a la batalla de Trafalgar entre dos vaixells francesos de la Línia, per John Constable
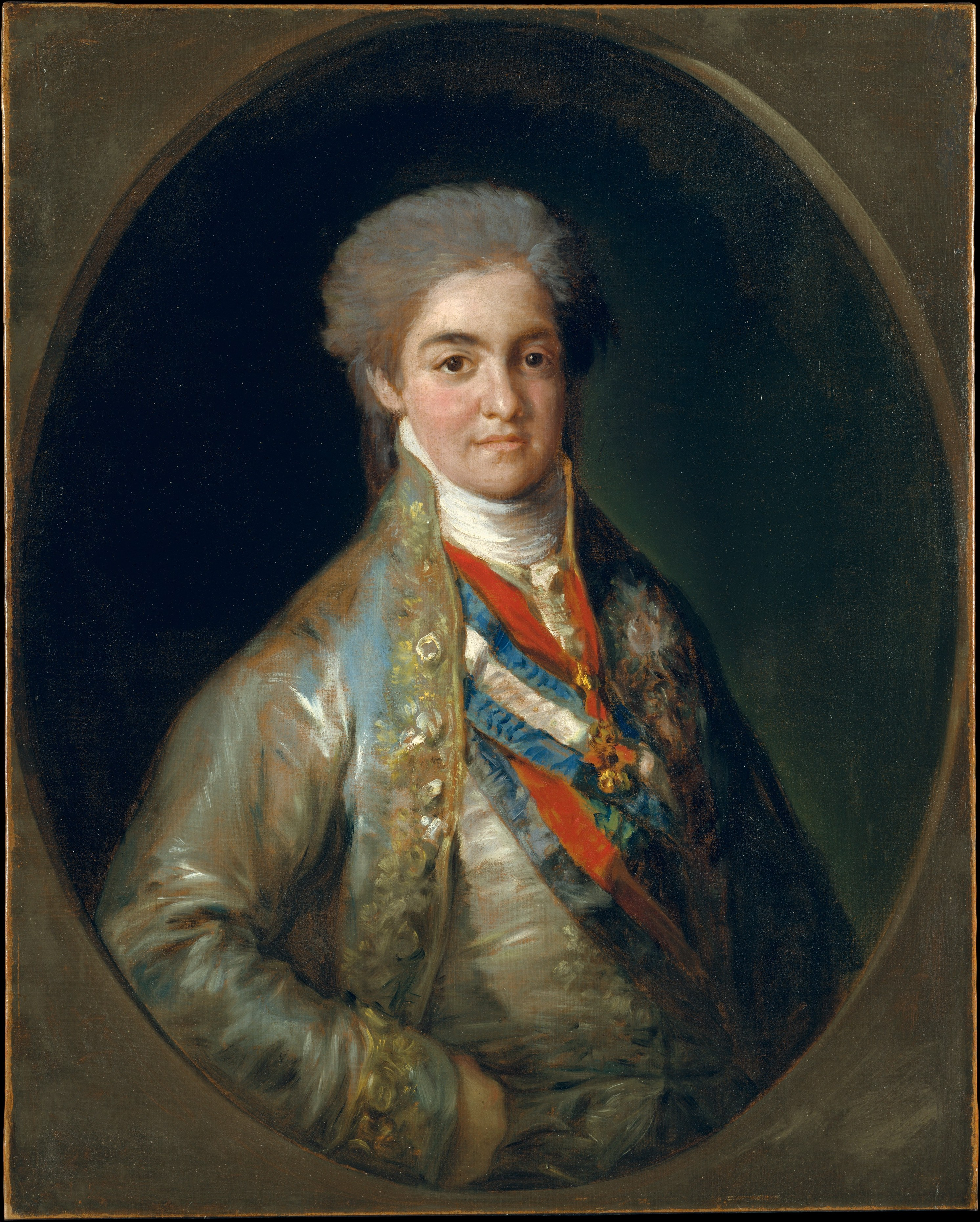
Ferran VII quan era Príncep d'Astúries, per Francisco Goya

El Tractat d'Amiens de 1802 preveia una treva temporal en les hostilitats. Només es va trencar el 1804, quan els britànics van capturar una flota d'Índies a la costa de Cadis. Els francesos van planejar una invasió d'Anglaterra l'any següent; la flota espanyola havia de ser part integral per ajudar aquesta invasió. A la batalla de Trafalgar de 1805, la marina espanyola i la flota mediterrània francesa (intentant unir forces amb les flotes franceses al nord per a la invasió), van ser atacades per l'almirall Lord Nelson al capdavant d'una flota britànica en una de les més grans batalles navals de la història. La desastrosa derrota que van sofrir els espanyols i els francesos va assegurar la dominació britànica a la mar, i va fer que els espanyols comencessin a dubtar de la utilitat de la seva aliança amb el règim de Napoleó.
Després de Trafalgar, Godoy es va retirar del Bloqueig Continental que Napoleó havia pensat per combatre la Gran Bretanya, només per incorporar-se de nou el 1807 després que Napoleó derrotés els prussians, però Napoleó ja havia perdut la seva confiança en Godoy i el rei Carles. També hi havia un suport creixent a Espanya pel fill del rei, Ferran, qui es va oposar al menyspreat popularment Godoy. Però Ferran va afavorir una aliança amb Gran Bretanya, i Napoleó, sempre sospitós dels Borbons, va dubtar de la fiabilitat de qualsevol rei espanyol.
El 1807 Espanya i França van acordar el repartiment de Portugal, que havia renovat el seu suport als britànics després de la batalla de Trafalgar. Els francesos i espanyols van ocupar ràpidament el país. El príncep Ferran va viatjar a França i es van estendre rumors que demanava que Napoleó expulsés Godoy del poder; el rei espanyol es va enfrontar amb el seu favorit. Els disturbis van esclatar al país contra Godoy, i va ser arrestat per una multitud. Per salvar-lo, el rei va abdicar a favor del seu fill Ferran. Napoleó ja havia perdut la confiança en la monarquia espanyola, i quan Ferran va viatjar a França per obtenir el suport de l'emperador francès, Napoleó va pressionar Ferran perquè abdiqués. Fou substituït per Josep Bonaparte, germà de Napoleó.

### La Guerra del Francès(1808-1814)
El poble espanyol es va reunir al voltant de la causa del príncep Ferran, que, fins i tot com a presoner a França, es va convertir en un heroi nacional en la que va esdevenir una «guerra d'independència» per a Espanya. Godoy, Carles IV i la seva dona es van retirar primer a França, després a Itàlia i van deixar la política espanyola definitivament.
La instal·lació de Josep Bonaparte com a rei d'Espanya va provocar una revolució a Espanya. El 3 de maig de 1808, una revolta a Madrid va ser suprimida sanguinament per l'exèrcit francès, que ara es trobava intentant l'ocupació tant de Portugal com d'Espanya. L'incident i la brutalitat percebuda de la resposta francesa van crear un punt de concentració per als revolucionaris espanyols; les execucions foren capturades cèlebrement pel pintor espanyol Francisco de Goya. L'exèrcit espanyol, en general, es va pronunciar a favor de Ferran i es va unir als britànics i portuguesos en un front unit contra els francesos.
Es van establir juntes regionals que declaraven nul·la la monarquia de Josep; el clergat es va reunir contra els francesos «sense déu». Les juntes van demanar ajuda a Gran Bretanya col·lectivament, i Londres estava encantada d'ajudar-les. La Junta de Sevilla es va declarar la Junta Suprema per a Espanya el 1808, i la majoria de juntes regionals (i de les colònies americanes) van assentir a la supremacia de la Junta de Sevilla, que es va convertir en un govern provisional per a Espanya en absència de Ferran. Una nova ofensiva francesa l'any següent l'obligà a retirar-se a Cadis, on romandria fins a prop del final de la guerra.

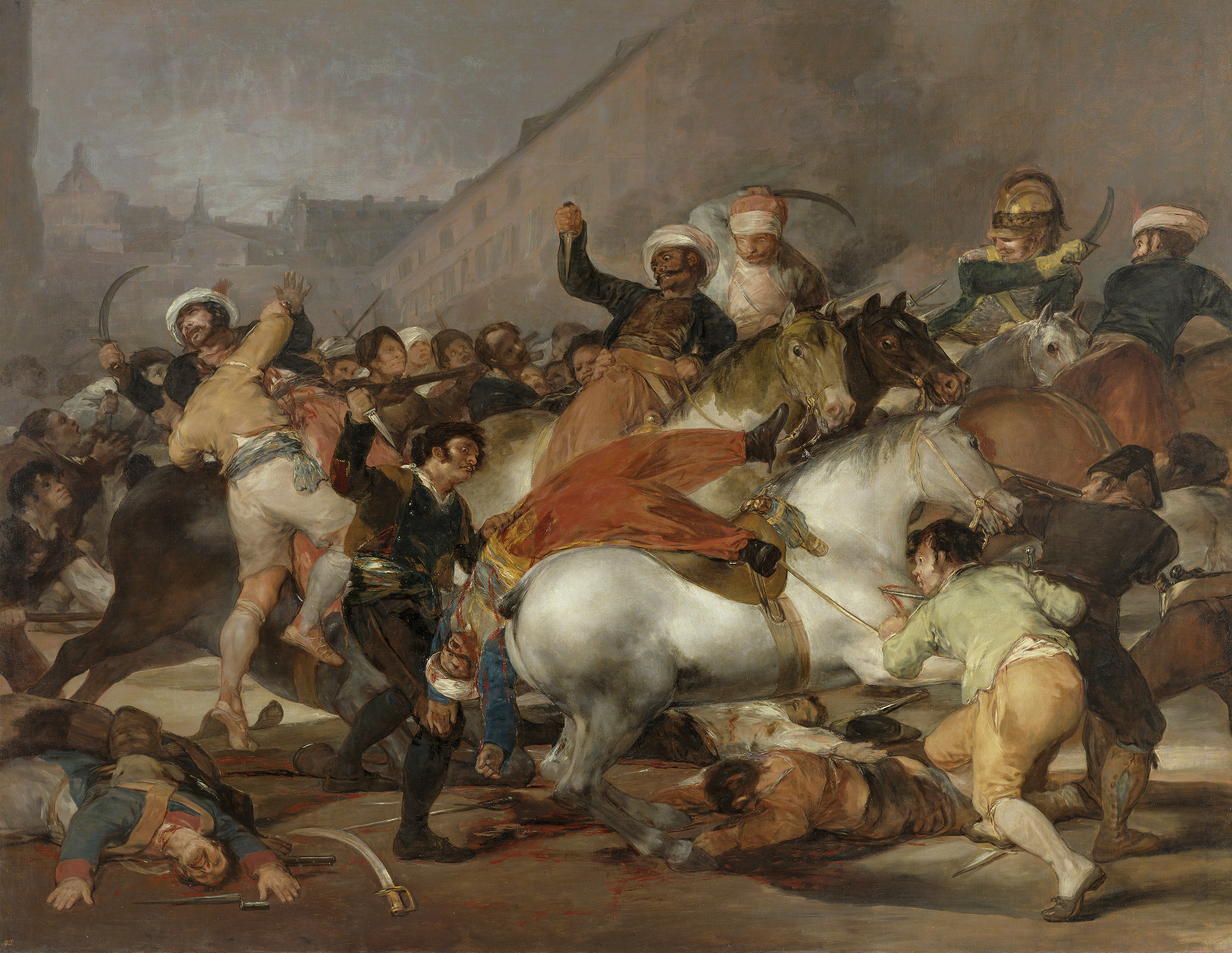
El dos de maig de 1808 a Madrid, de Francisco de Goya, on es representa la lluita dels espanyols contra les tropes franceses. (Museu del Prado)
El tres de maig a Madrid, de Francisco Goya, on es representa la repressió que els invasors francesos van fer servir a manera d'escarment. (Museu del Prado)
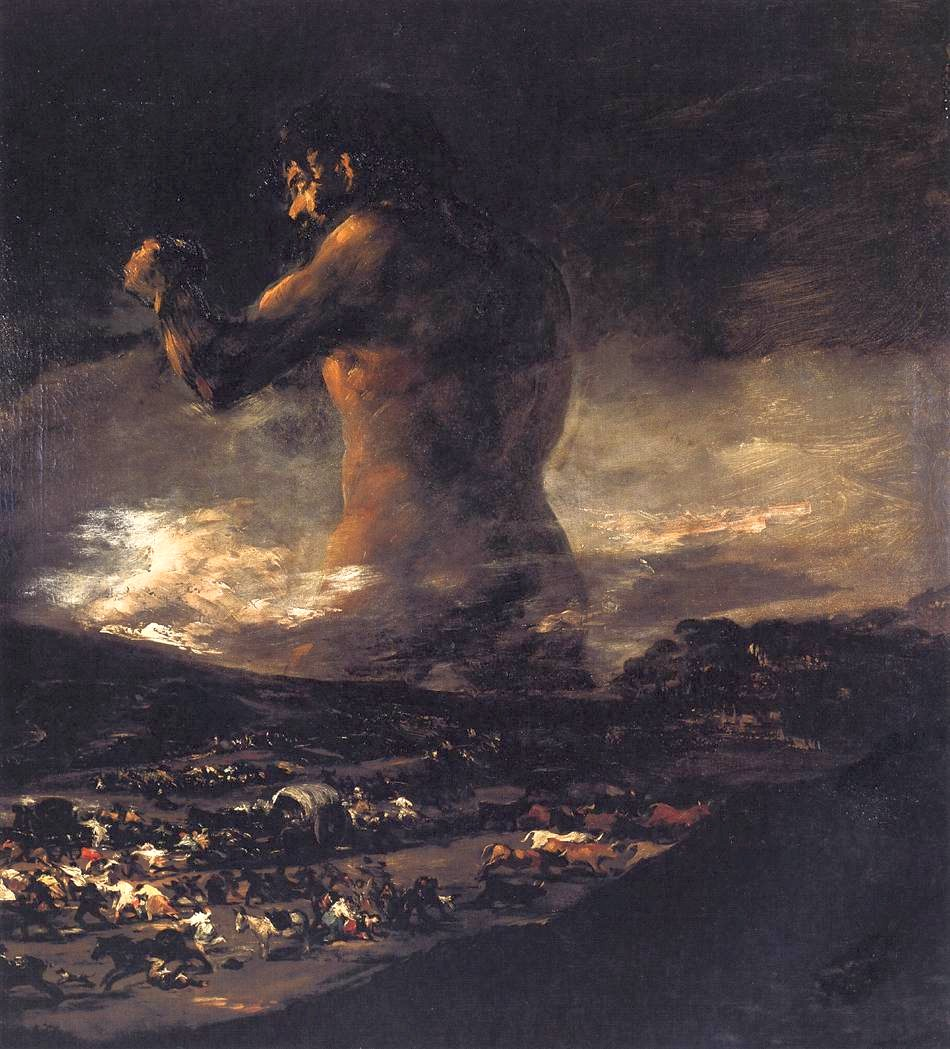
El Colós, de Francisco Goya, una representació de la Guerra del Francès. (Museu del Prado)

El rei Josep va intentar reconciliar-se amb els espanyols des de ben aviat; a Baiona, després de l'abdicació forçada de Ferran, Josep va reunir una assemblea de notables espanyols per redactar una constitució per al seu nou règim bonapartista a Espanya. Els membres més destacats de la política espanyola (inclòs el comte de Floridablanca) van negar-se a assistir-hi. El gabinet i la constitució que presentava Josep es consideraven il·legítims. Josep va arribar a Madrid el 25 de juliol de 1808, després que la rebel·lió contra el seu govern ja estigués en marxa.
Una sèrie de victòries contra els francesos el 1808 van impulsar el propi Napoleó a envair Espanya el 1809, obligant els britànics i els seus aliats a evacuar la península en només dos mesos. Satisfet, Napoleó va posar el comandament de la guerra en mans d’un dels seu mariscal Nicolas Jean de Dieu Soult. Amb la destrucció de l'exèrcit espanyol el 1808, la resistència espanyola es transformà en ferotges guerrilles. Tot i que numèricament superior als exèrcits regulars britànics, portuguesos i espanyols, tan efectiu van ser els guerrillers espanyols que de 350.000 homes de l'Armée de l'Espagne francesa, 200.000 van ser empleats per a la protecció de les línies vulnerables de subministrament dels francesos que s'estenien per tota l'amplada d'Espanya
Molts liberals espanyols, que seguien la tradició de Carles III i els seus ministres, van veure en una estreta relació amb França l'esperança de modernitat i progrés del seu país. Anomenats «afrancesats», veien el final de la Inquisició i l'establiment d'una monarquia liberal més secular amb afecte, però a mesura que s'allargava l'ocupació francesa, la popularitat del domini francès fins i tot entre els liberals va desapareixier. Cap al 1812, molts d’aquests afrancesats s'havien convertit en membres de les guerrilles espanyoles. La Constitució espanyola de 1812 (la Constitució de Cadis) va ser redactada per la Junta Suprema. La constitució, escrita per una assemblea dominada per reformistes liberals, descrivia una monarquia constitucional. La Inquisició seria abolida, tot i que el catolicisme romà continuava sent la religió de l'estat i l'heretgia un crim. La Constitució de Càdis, la primera d'Espanya, preveia la llibertat d'expressió, la llibertat d'associació i el sufragi universal masculí.
Els britànics, sota el comandament de Sir Arthur Wellesley, van envair Espanya des de Portugal el 1810. Una força espanyola, reunida entre les restes de l'exèrcit espanyol i combatents voluntaris, es va unir a ell i va derrotar amb èxit els francesos sota el comandament personal de Josep Bonaparte a la batalla de Talavera. Per a la seva victòria, Wellesley fou convertit en duc de Wellington, tot i que no molt després de Talavera es va veure obligat a retirar-se a Portugal. Malgrat que Wellington va prendre Madrid el 6 d'agost de 1812, es va retirar no gaire després de tornar a Portugal. Amb les tropes franceses extenuades i assetjades, quan Napoleó va agrupar les tropes per la que seria una desastrosa ofensiva contra Rússia, Wellington va veure una oportunitat i va atacar de nou el 1813. A la batalla de Vitòria, el 21 de juny de 1813, els francesos sota el comandament personal del rei Josep van ser derrotats de nou i, després, van ser forçades a retirar-se fins als Pirineus a principis de juliol. Els combats van continuar a la muntanya durant tot l'hivern, tot i que a la primavera de 1814 els aliats van avançar cap al sud de França.

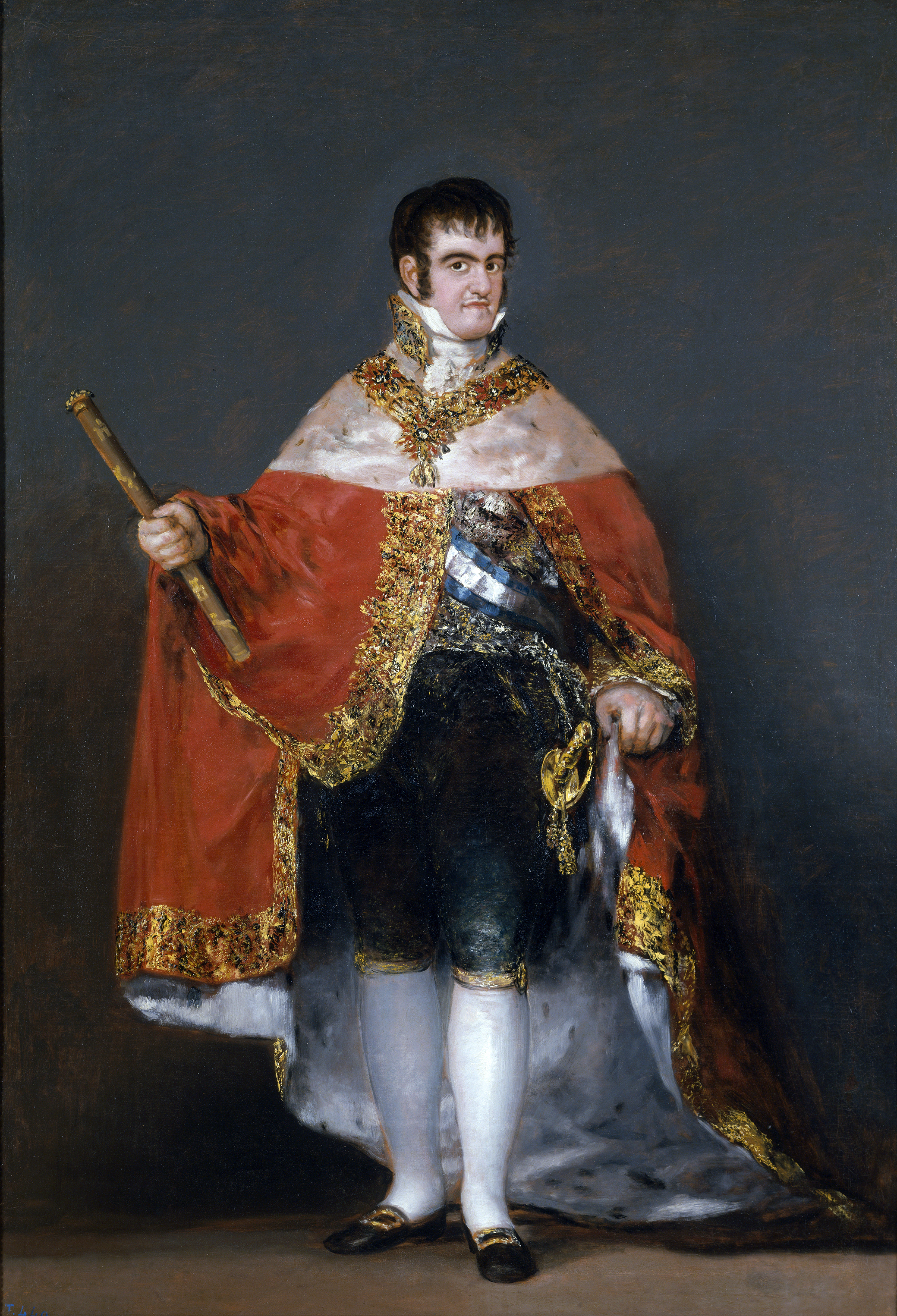
Retrat de Ferran VII d’Espanya amb la seva roba d’Estat, 1815.
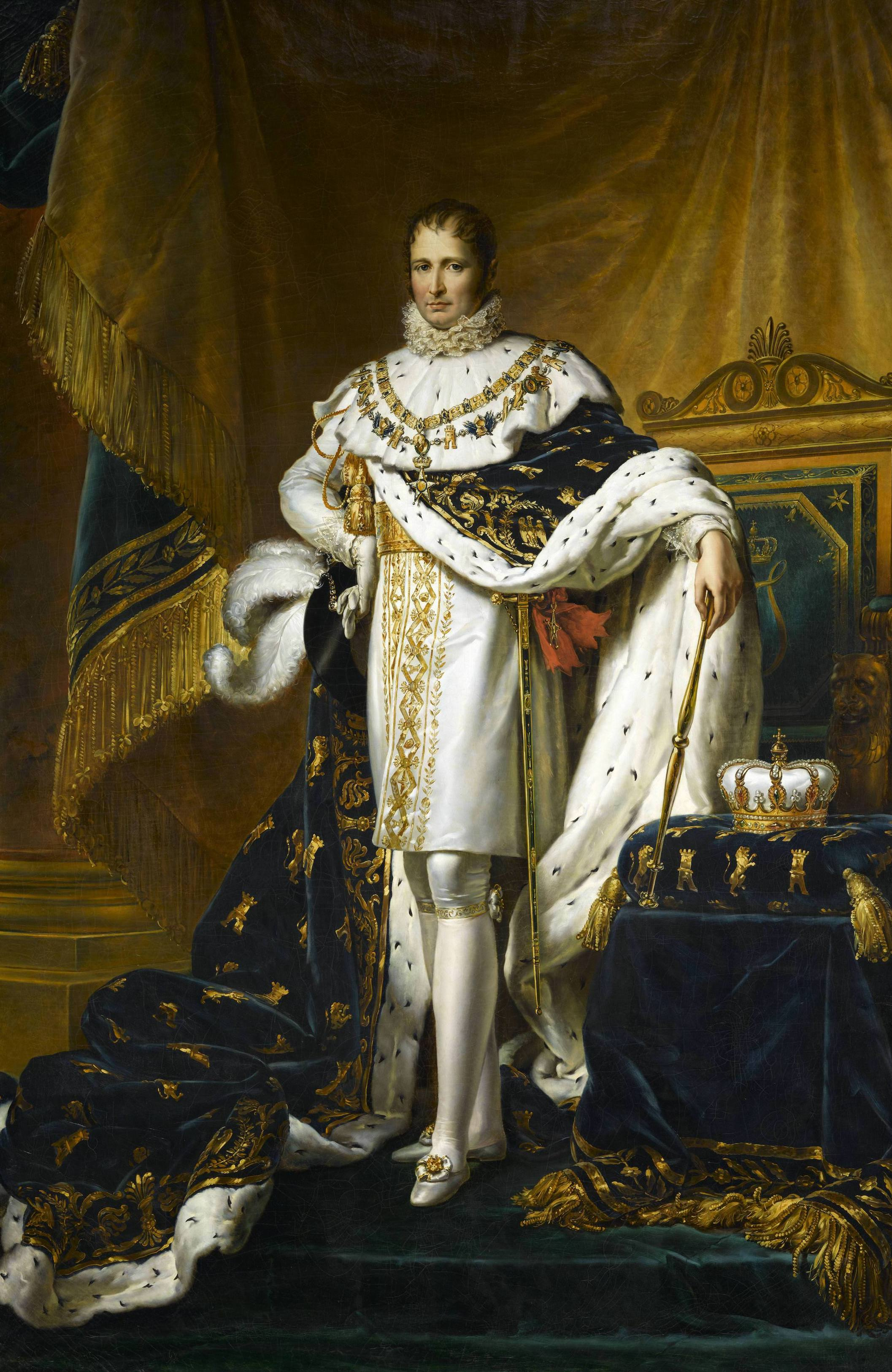
Josep Bonaparte, rei d'Espanya (r. 1808-1814)
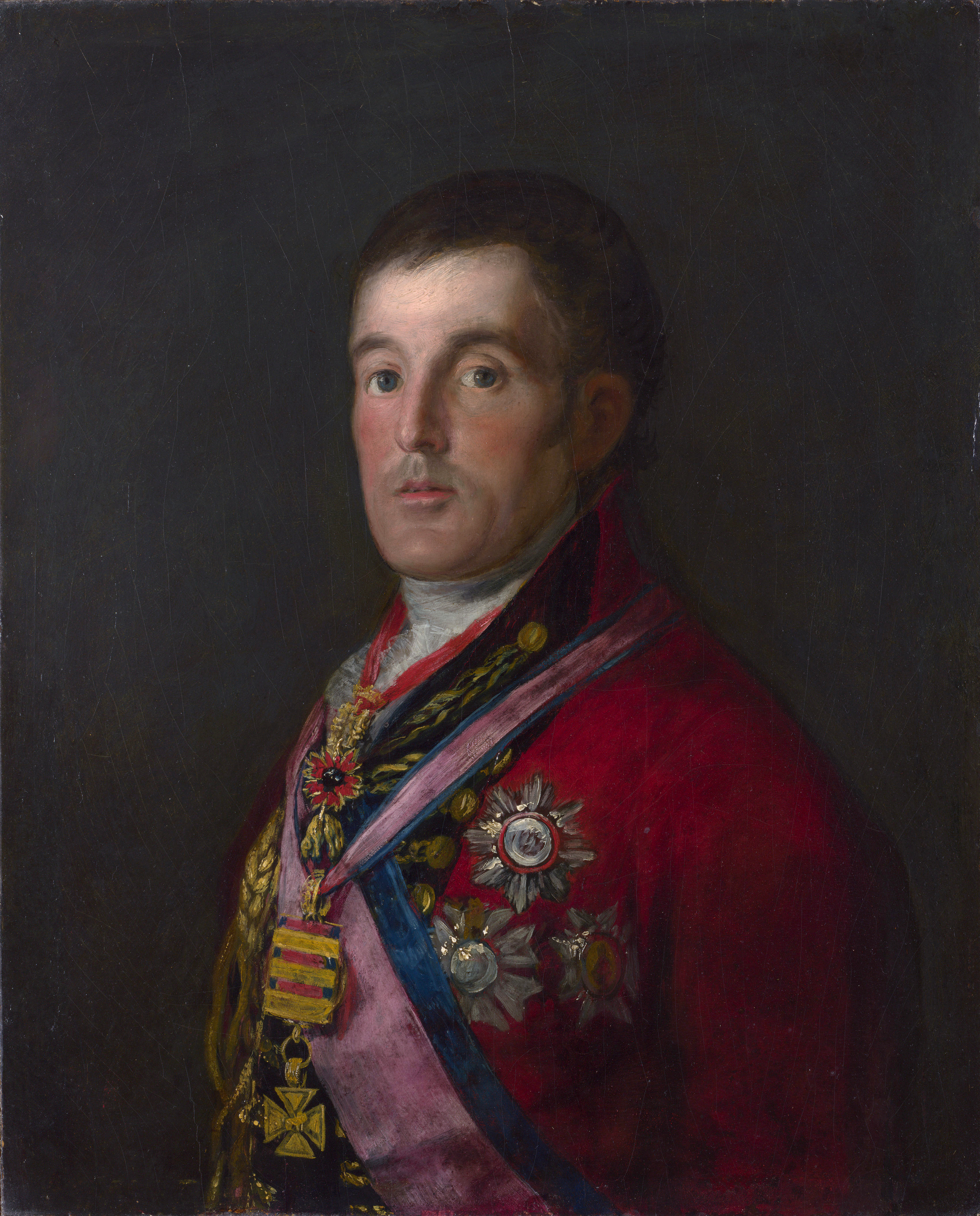
Arthur Wellesley, 1r duc de Wellington i comandant de l'Exèrcit angloportuguès durant la guerra del francès

Ferran va ser alliberat pels francesos després de la caiguda de Napoleó el 1814. En arribar a Espanya, la qüestió més important era si jurava la Constitució de 1812 que la Junta Suprema havia compost al seu lloc. La constitució, que limitava considerablement els poders del rei a favor d’una legislatura unicameral, era profundament impopular entre el clergat conservador espanyol. Ferran es va negar a acceptar la constitució liberal i va continuar el seu govern a Espanya tal com ho va fer Carles IV; com a monarca absolut, i va ser durant el seu regnat que Espanya va perdre la major part del seu imperi a l'estranger a les guerres d'independència hispanoamericanes.

## La Il·lustració a Espanya
Les idees de la Il·lustració francesa van arribar a Espanya després de l'establiment de la dinastia borbònica a Espanya. La figura espanyola destacada fou Benito Feijoo (1676-1764), un monjo i professor benedictí. Va ser un popularitzador amb èxit destacat per fomentar el pensament científic i empíric en un esforç per debatre els mites i la superstició. En el seu Teatro crítico universal (1726-39) va afirmar que «la física i les matemàtiques són gairebé estrangeres a Espanya».
El segle xviii va ser una època amb l'absolutisme creixent a Europa, amb la centralització del poder de les monarquies, que pretenia minar els poders rivals (com l'Església catòlica romana), modernitzar l’administració i promoure mesures econòmiques per a una major prosperitat i poder en l’àmbit internacional. A Espanya, les idees de l’Edat de la Il·lustració van arribar a Espanya de forma atenuada cap al 1750, i van destacar les reformes que poguessin augmentar la prosperitat d’Espanya i la tornessin a la seva posició anterior com a gran potencia. Fins i tot al començament de l’època borbònica, Espanya ja estava creant institucions per sistematitzar i promoure la investigació intel·lectual a principis del segle xviii amb la fundació de la Biblioteca Nacional (1711), la Reial Acadèmia Espanyola (1713) i la Reial Acadèmia de la Història (1738). L’atenció es va centrar en la medicina i la física, amb una mica de filosofia. Els visitants francesos i italians van ser influents, però van ser poc desafiants contra el catolicisme o l'Església. A Espanya, un dels principals intel·lectuals va ser el ministre de Justícia, Gaspar Melchor de Jovellanos, qui quan era membre la Reial Acadèmia de la Història va fer una crida als «patriotes» per estudiar la història jurídica, particularment del passat profund de l'època visigòtica, i va culpar Espanya pel seu fracàs «per conservar la constitució en la seva primitiva puresa». En el seu Informe en el expediente de ley agraria (1795), deplorava l'acumulació de terres per part dels aristòcrates i l'Església, que va mantenir sense terra la majoria dels espanyols. Una solució, instada també per Campomanes, va ser la venda de totes les terres de l’Església.
Cap a la dècada del 1770, els conservadors van llançat un contraatac i utilitzaven la censura i la Inquisició per suprimir les idees de la Il·lustració, però l'«Enciclopèdia francesa ... estava tanmateix a disposició dels lectors que ho volguessin». Els escrits de Montesquieu, Rousseau, Adam Smith, Condillac, Raynal, Buffon i Linné estaven en circulació entre les elits intel·lectuals d'Espanya. L'historiador Jonathan Israel sosté que el rei Carles III es preocupava poc per la Il·lustració i els seus ministres van prestar poca atenció a les idees il·lustradores influents en altres llocs del continent. Israel diu: «Només uns quants ministres i funcionaris es van comprometre seriosament amb objectius de la Il·lustració. La majoria eren absolutament absolutistes i el seu objectiu era sempre reforçar la monarquia, l'imperi, l'aristocràcia ... i el control eclesiàstic i l'autoritat sobre l'educació».

### Característiques específiques de la Il·lustració espanyola
El moviment il·lustrat va sorgir a l'Europa del segle xviii com una forma d'entendre el món, l'existència i la societat, que no derivava dels textos sagrats ni de la «tradició» sinó que volia constituir-se com a alternativa a aquests, a l' «il·luminar» les societats europees perquè abandonessin definitivament la ignorància i la superstició i es basessin en idees racionals. En el Diccionari d'autoritats publicat per la Reial Acadèmia Espanyola entre 1726 i 1739 es definia «llum de la raó» com «el coneixement de les coses que prové del discurs natural que distingeix els homes dels bruts», que anava unit a la «llum de la crítica» o les «llums crítiques», ja que «les llums» «no només remetien al cultiu de la intel·ligència i al coneixement adquirit per un reduït nombre de persones, sinó també ... a l'ús crític de la raó enfront dels prejudicis heretats del passat».
Tot i que la Il·lustració «no va ser una doctrina o un sistema filosòfic, sinó un moviment intel·lectual heterogeni», els il·lustrats van compartir una sèrie de principis, actituds i valors estretament interrelacionats. Així per als il·lustrats la raó era l'instrument essencial per assolir la veritat pel que havien de ser sotmeses a crítica totes les «veritats» (o creences admeses) heretades de la «tradició» (del passat), especialment aquelles que es basaven en els prejudicis, en la ignorància i en la superstició o en els dogmes religiosos. Mitjançant la raó l'home és capaç, tot sol, de conèixer i explicar la realitat, entesa com La Natura (no com La Creació de cap «déu», encara que els «deistes» reconeguin que hi ha algun tipus de «Ésser Suprem», principi de tot l'existent), recorrent exclusivament als instruments que li proporcionen la filosofia i la ciència. Aplicant aquest coneixement (mitjançant la tècnica) i estenent-lo a tota la societat (mitjançant l'educació) l'home serà capaç de perfeccionar-se a si mateix, de progressar (de millorar les seves condicions de vida i de alliberar-se de la ignorància i de la superstició), i aconseguir així la felicitat, sense esperar aconseguir-la en la «altra vida».

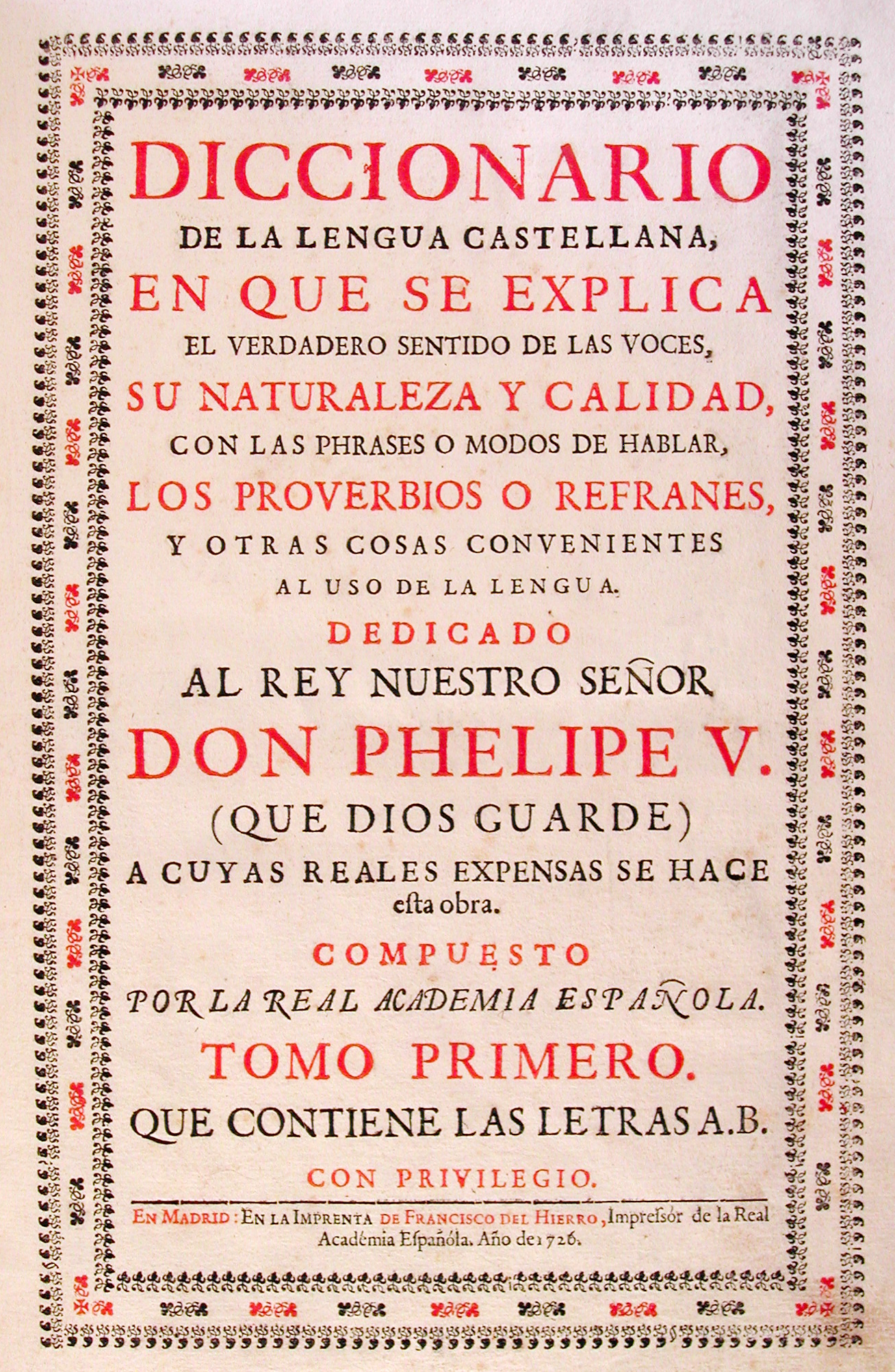
Primer volum (1726) del Diccionari de les autoritats de la RAE
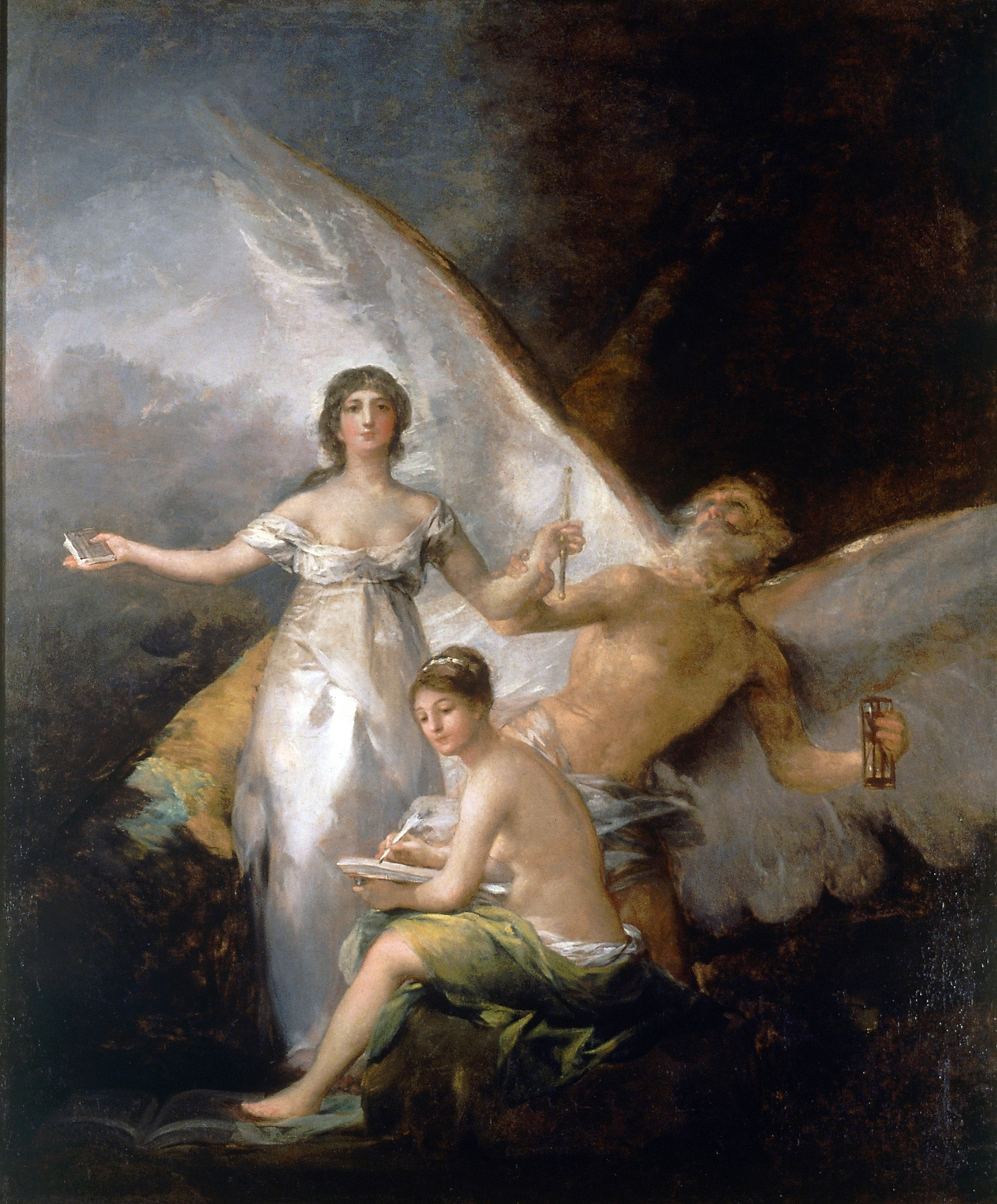
La Veritat, el Temps i la Història, una al·legoria de Francisco de Goya, 1800
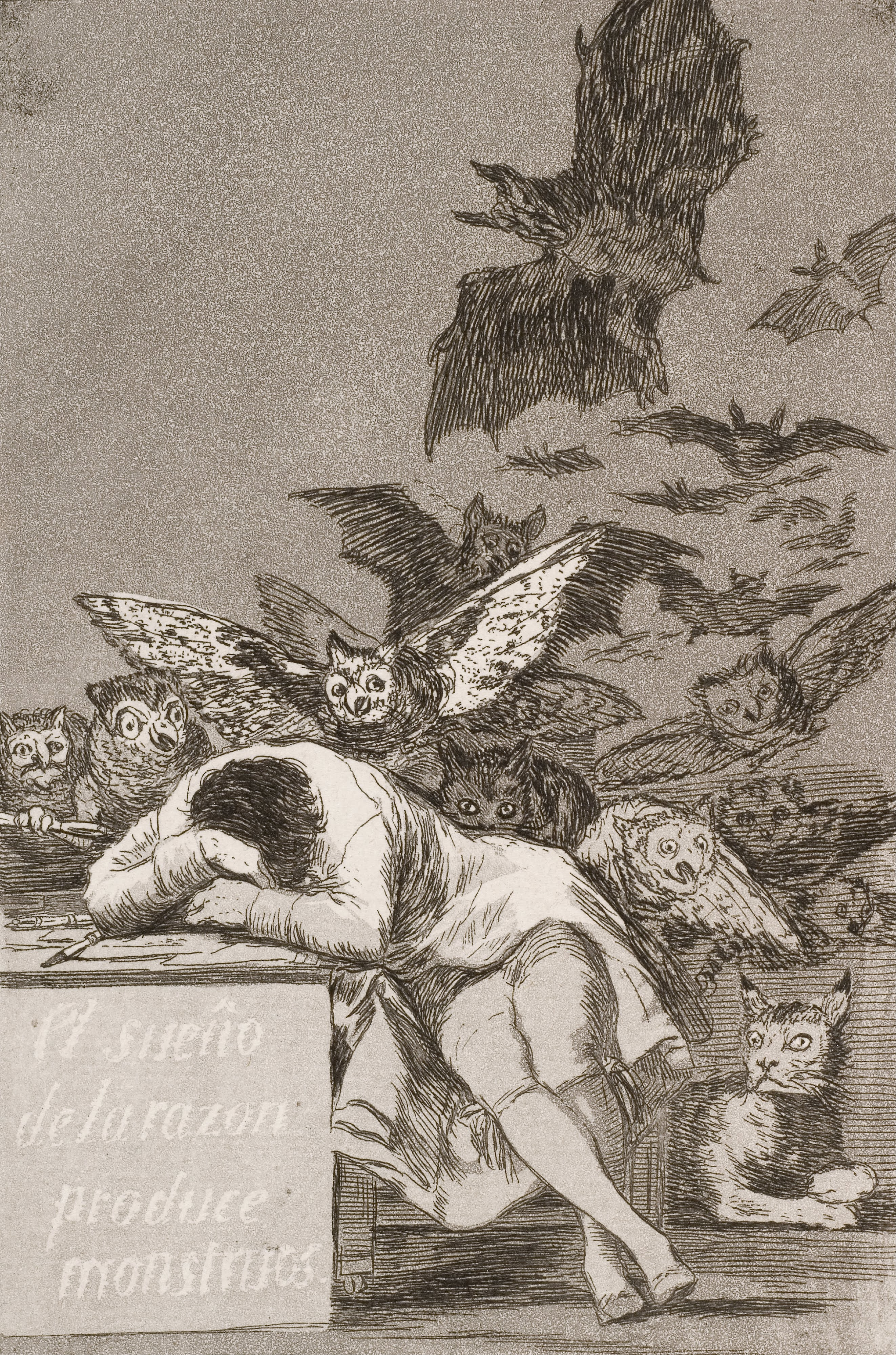
El son de la raó produeix monstres. Capritx 43, de Francisco de Goya
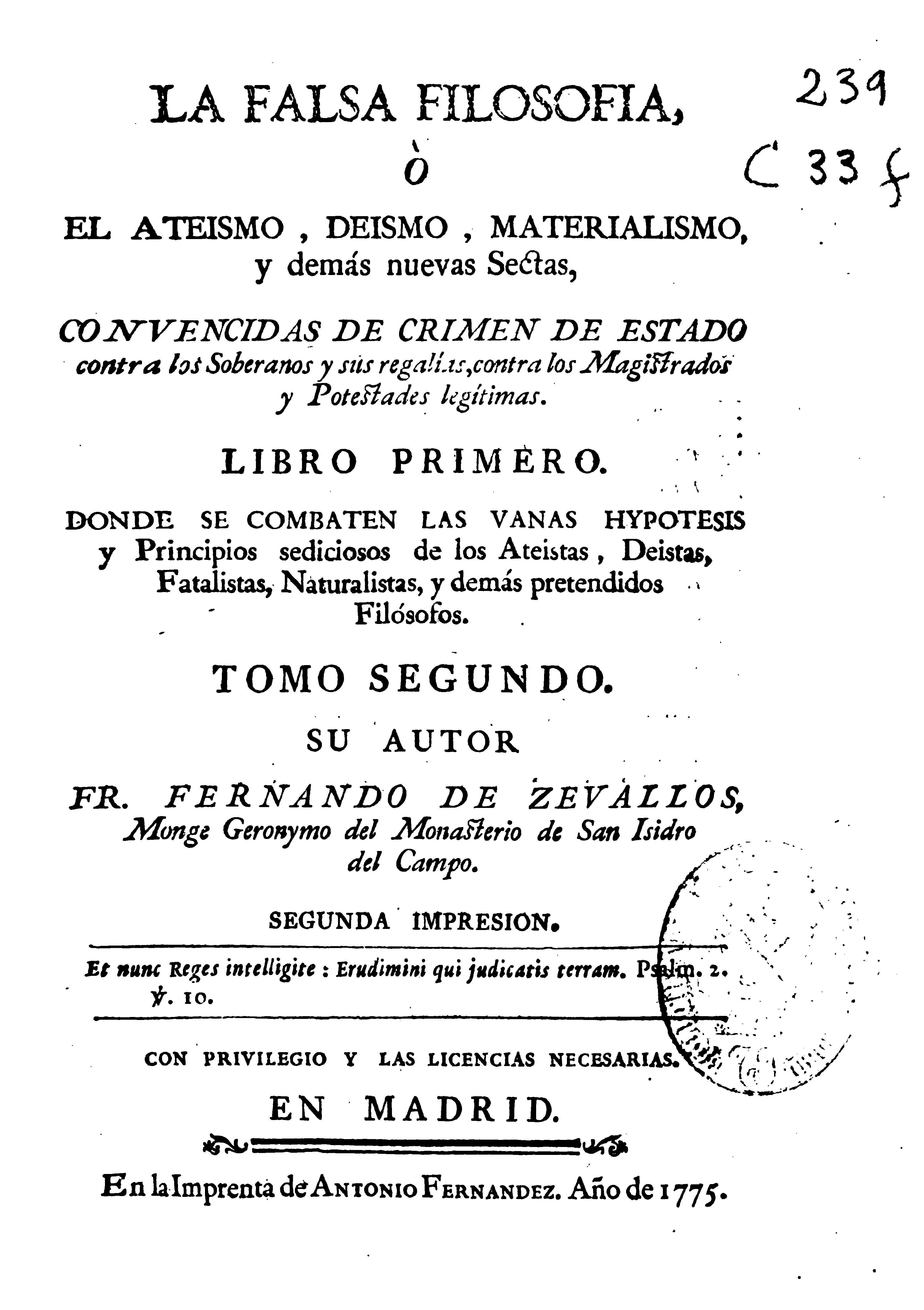
Portada del llibre La falsa filosofia, segona edició de 1775, de Fernando de Ceballos

A Espanya, el moviment il·lustrat només es va difondre entre determinades elits (entre alguns nobles i clergues, i entre alguns professionals i membres acomodats del «tercer estat») i, com han assenyalat Mestre i Pérez García, convé recordar que «no tota la producció cultural de la dissetena centúria mereix segells d'Il·lustració. Els il·lustrats, en realitat, sempre van constituir una minoria, dinàmica i influent, però minoria a la fi i a la cap. I, encara que els principis que van defensar va arribar a impregnar tota la seva època, el cens dels indiferents, dels tradicionalistes i dels enemics de les «Llums» sempre va ser molt més voluminosos que el dels partidaris del progrés, la raó i la llibertat».
El substantiu «il·lustració» no es difon a Espanya fins després de 1760, designant un programa d'instrucció, ensenyament, transmissió o adquisició de coneixements en benefici d'una persona o de la societat en el seu conjunt. Abans d'aquesta data s'havia utilitzat el verb «il·lustrar», encara que amb dos sentits diferents, el catòlic i tradicional, lligat a Déu i a la fe i de «llustrar o donar esplendor» a «la pàtria» o «la nació», i el nou d' «instruir, ensenyar, transmetre coneixements» que s'usava indistintament amb «donar llums». Així l'abat Gándara el 1759, donant la benvinguda el nou rei Carles III, es va mostrar convençut que aviat es «desterrarà la desídia, es prescriurà la ignorància, s'adquiriran «llums», i s'il·lustrarà al Regne». També cap el 1760 va començar a utilitzar-se a terme «Segle de les Llums» o «Segle il·lustrat», tot i que aquesta última expressió paradoxalment va ser molt utilitzada, en sentit pejoratiu, pels que s'oposaven a les noves idees, com el frare Fernando de Ceballos qui va escriure el 1776 Demencias de este siglo ilustrado, confundidas por la sabiduría del Evangelio (Demències d'aquest segle il·lustrat, confoses per la saviesa de l'Evangeli) o el també frare José Gómez d'Avellaneda qui va escriure en el mateix any una sàtira contra Pablo de Olavide, titulada El Siglo Ilustrado. Vida de D. Guindo Cerezo, nacido y educado, instruido, sublime y muerto según las Luces del presente siglo (El segle il·lustrat. Vida de D. Guindo Cerezo, nascut i educat, instruït, sublim i mort segons les Llums del present segle).

#### La «moderació» del moviment il·lustrat i la col·laboració amb la monarquia absoluta borbònica
Durant molt temps es va creure que el caràcter «moderat» de les propostes dels il·lustrats espanyols era un tret específic d'Espanya, però els últims estudis sobre la Il·lustració europea han qüestionat la tradicional visió d'aquesta com la desencadenant de la fi de l'Antic Règim, i han destacat que la Il·lustració hauria estat un moviment essencialment reformista. «Els il·lustrats (excepte quan van evolucionar cap al liberalisme a finals de segle xviii) no aspiraven a modificar substancialment l'ordre social i polític vigent. Pretenien introduir reformes que fomentessin el que van denominar «pública felicitat» i per això desitjaven involucrar els grups privilegiats en la seva materialització». Un exemple ho pot constituir el següent text de l'il·lustrat asturià Gaspar Melchor de Jovellanos:
| « | Jo no em detindré en assegurar a la Societat [Econòmica d'Amics del País d'Astúries] que aquestes llums i coneixements només poden derivar-se de l'estudi de les ciències matemàtiques, de la bona física, de la química i de la mineralogia; facultats que han ensenyat als homes moltes veritats útils, que han desterrat del món moltes preocupacions pernicioses i els que l'agricultura, les arts i el comerç d'Europa deuen els ràpids progressos que s'han fet en aquest segle. I en efecte, com serà possible, sense l'estudi de les matemàtiques, avançar l'art del dibuix, que és l'única font on les arts poden prendre la perfecció i el bon gust?. I, com s'aconseguirà el coneixement d'un nombre increïble d'instruments i màquines, absolutament necessàries per assegurar la solidesa, la bellesa i el còmode preu de les coses? Com sense la química, podrà avançar-se el art de tenyir i estampar les fàbriques de pisa i porcellana, ni les manufactures treballades sobre diversos metalls? | » |

Precisament aquesta faceta reformista és el que atrauria l'atenció dels governs absolutistes europeus disposats a impulsar el «progrés» però sense alterar l'ordre social i polític establert. Així els governs s'haurien servit de la Il·lustració per «dotar els seus plans de reforma econòmica, fiscal, burocràtica i militar d'una aurèola de pura modernitat, justificant així, com a necessària i inevitable la creixent intervenció de l'Estat en tots els ordres de la vida social». I per això quan alguns il·lustrats van traspassar certs límits van acabar patint en carn pròpia el poder coercitiu de l'Estat.

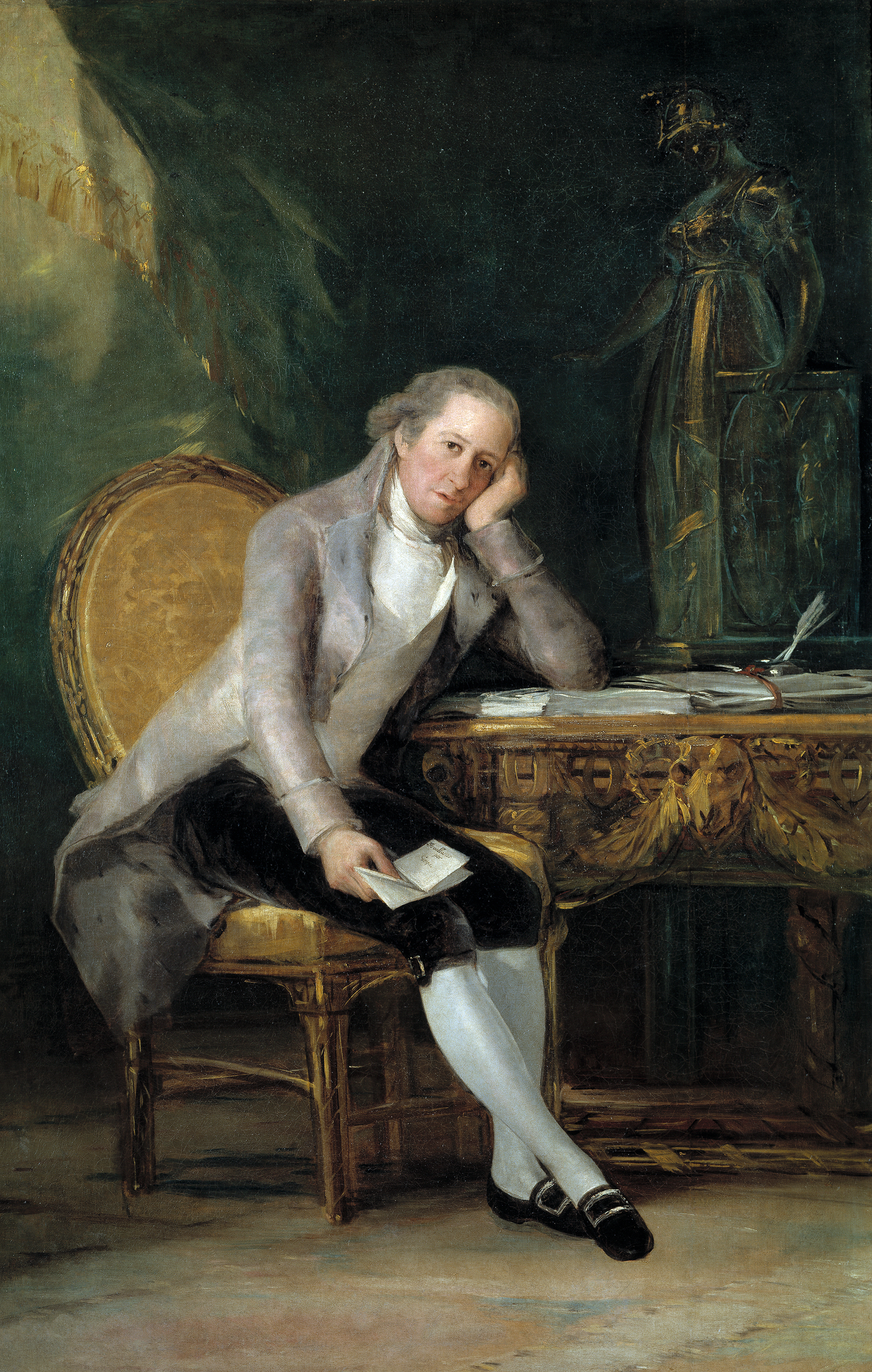
Gaspar Melchor de Jovellanos, pintat per Francisco Goya
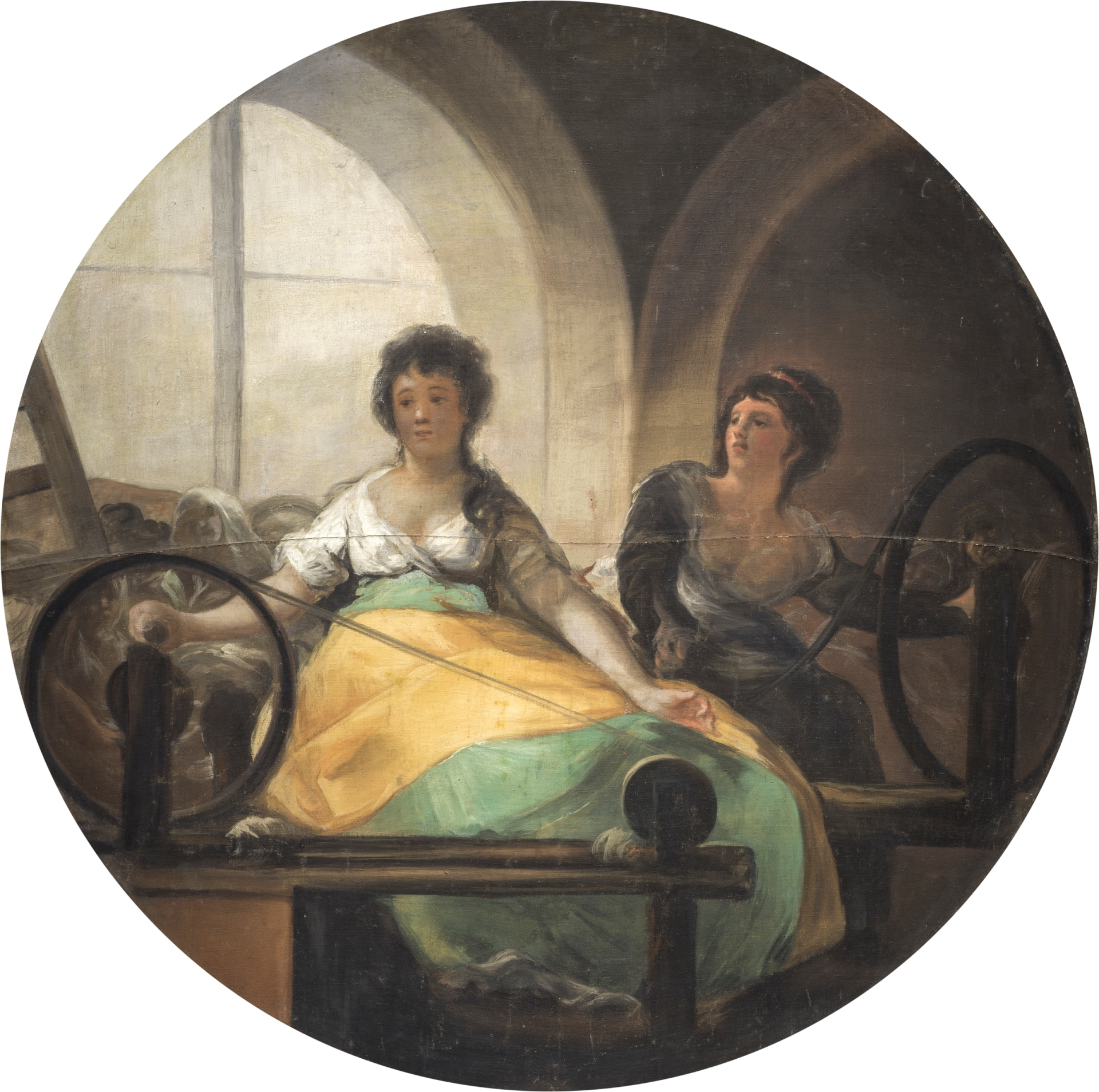
Al·legoria de la indústria, de Francisco de Goya
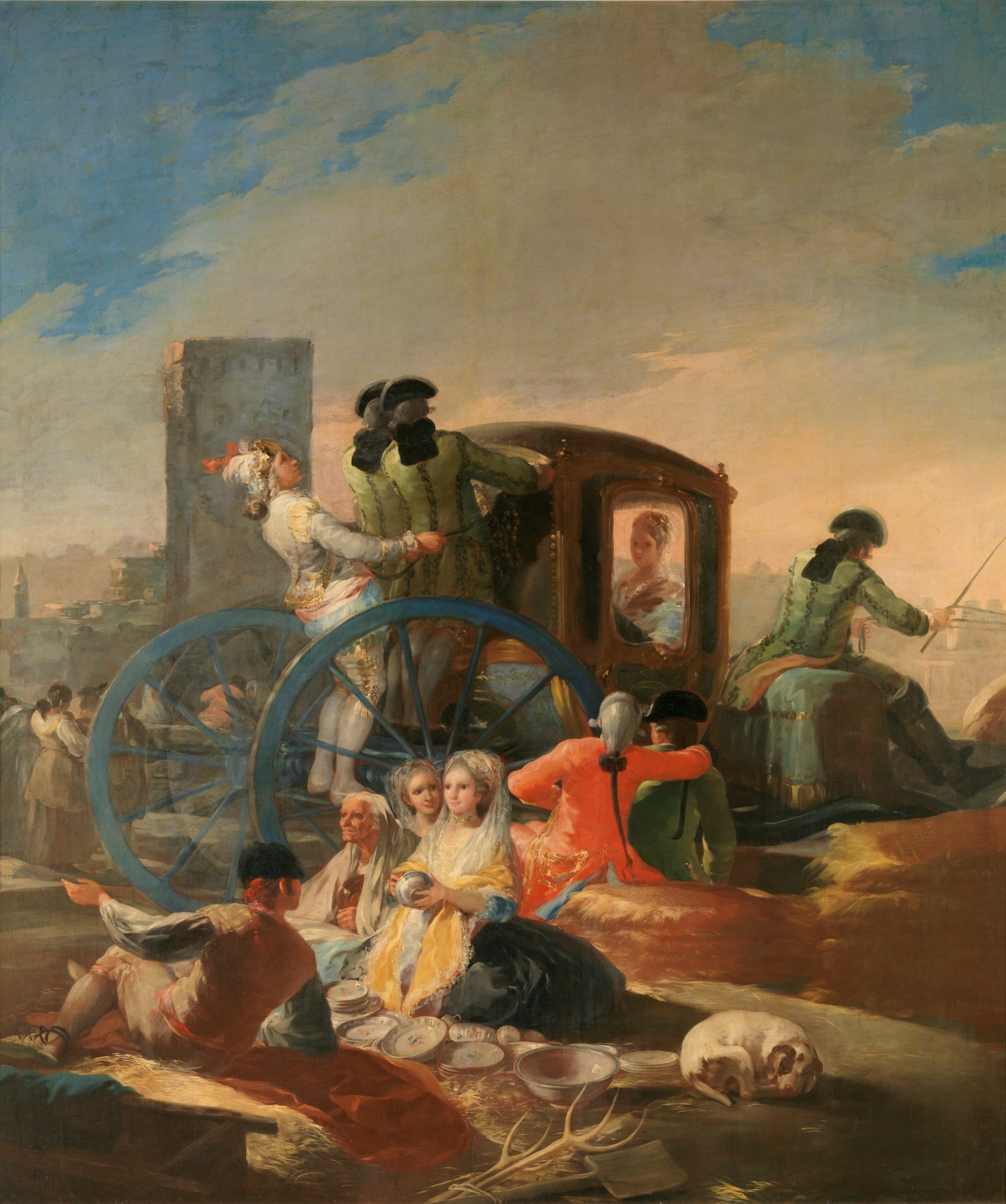
Plats-i-olles, de Francisco de Goya

Els il·lustrats espanyols van confiar que la Corona fos la «impulsora» de la modernització cultural, social i econòmica que ells propugnaven. Però la Corona, per la seva banda, va utilitzar les propostes il·lustrades per aconseguir que el seu poder fos indisctutit i sense cap tipus de traves. Per això la col·laboració Monarquia-Il·lustració va ser de vegades ambigua i contradictòria; els governs només van impulsar les reformes sempre que aquestes no fossin massa radicals com per posar en perill l'estabilitat de tot l'entramat de l'Antic Règim. D'aquí provindran precisament les majors frustracions per al moviment il·lustrat doncs, com ha assenyalat l'historiador espanyol Carlos Martínez Shaw, els reis «van estar més interessats en general en l'enfortiment de la seva autoritat, en el perfeccionament de la seva maquinària administrativa i en l'engrandiment de seus territoris que en la proclamada felicitat dels seus súbdits».
Com ha escrit l'historiador català Roberto Fernández, la majoria dels il·lustrats espanyols «eren bons cristians i fervents monàrquics que no tenien res de subversius ni revolucionaris en el sentit actual del terme. Eren, això sí, decidits partidaris de canvis pacífics i graduals que afectessin a tots els àmbits de la vida nacional sense alterar en essència l'ordre social i polític vigents. És a dir, reformar les deficiències per posar Espanya al dia i en peu de competència amb les principals potències europees mantenint les bases d'un sistema que no consideraven intrínsecament dolent ». Així, com ha remarcat l'historiador espanyol Carlos Martínez Shaw, «la campanya reformista dels il·lustrats va haver d'aturar-se davant els privilegis de les classes dominants, davant les estructures del règim absolutista i davant els anatemes de les autoritats eclesiàstiques».

#### La «Il·lustració catòlica»
Potser la característica més específica de la Il·lustració a Espanya va ser que tots els il·lustrats es van mantenir dins del catolicisme (no hi va haver cap deista entre les seves files, i per descomptat, cap ateu). «Negar la sincera religiositat dels nostres il·lustrats constituiria un error», afirmen Antonio Mestre i Pablo Pérez García.
Això és el que ha portat a alguns historiadors a parlar d'una «il·lustració catòlica» a Espanya en la qual els partidaris de les «llums de la raó» van ser respectuosos amb la «llum divina», ja que per a molts d'ells «la raó i la religió compartien una mateixa llum natural, obra del Creador».
Segons l'historiador valencià Pedro Ruiz Torres, el fet que el catolicisme ortodox continués sent hegemònic, fins i tot entre les elits obertes a les noves idees, va tenir conseqüències negatives per a la Il·lustració a Espanya perquè els diversos discursos il·lustrats elaborats en altres països aquí van ser amb freqüència amputats i tergiversats, a causa també de «la doble censura política i religiosa exercida a través del Consell de Castella i per mitjà de la Inquisició» que «tot just va deixar espai per a una opinió independent». En 1756 el Sant Ofici va prohibir L'esperit de les lleis de Montesquieu, per «contenir i aprovar tota classe d'heretgies»; el 1759 va dificultar la difusió de l'Enciclopèdia; el 1762 tota l'obra de Voltaire i Rousseau va ser prohibida. Tot i que aquestes obres van ser conegudes a Espanya gràcies a «la tasca d'uns llibreters disposats a vèncer la por al Sant Ofici i importar per als seus clients».
Un exemple de la «il·lustració catòlica» que intenta fer compatible el que diu la Bíblia amb els avenços de la ciència pot ser el següent fragment d'una obra del matemàtic i astrònom valencià Jordi Joan i Santacília, publicada el 1774 en la qual defensava la teoria heliocèntrica condemnada per l'Església i la física newtoniana, per la qual cosa va tenir problemes amb la Inquisició:
| « | No hi ha regne que no sigui newtonià i, per tant, copernicà; mes no per això pretenc ofendre a les Sagrades Lletres, que tant hem de venerar. El sentit en què aquestes van parlar és claríssim; no van voler ensenyar Astronomia, sinó donar-se solament a entendre a poble. Fins els mateixos que van sentenciar Galileo es reconeixen avui penedits d'haver-ho fet, i res ho acredita tant com la conducta de la mateixa Itàlia; per tota ella s'ensenya públicament el sistema copernicà. | » |

Però en la seva pretensió de conciliar els principis de «les llums» amb la fe cristiana van exposar una sèrie d'idees en matèria religiosa que «no van agradar ni una mica a àmplies capes del clergat ni a el mateix poble espanyol» pel fet que «els il·lustrats desitjaven introduir criteris racionals en les manifestacions religioses de la pietat popular, fomentada interessadament (al seu judici) pel clergat, especialment per les ordres de regulars».
Un exemple del xoc entre la «pietat racional» defensada pels il·lustrats i la «pietat barroca» que predominava a l'època (una religiositat «externa» basada en el culte a les relíquies i a les imatges, en els pelegrinatges i les processons, etc.) el podem trobar a l'oposició de Gregori Maians a la introducció a la seva localitat natal d'Oliva el 1751 de la devoció a la Divina Pastora per uns missioners. Maians es va negar a acceptar la presència de la imatge a casa i poc després li va explicar en una carta al comte d'Aranda que no es podia reconèixer el caràcter diví de la Mare de Déu perquè era una persona humana i perquè només Crist podia ser qualificat com a diví i com a pastor dels creients; «Estem davant dues visions radicalment diferents: al missioner li interessa fomentar la devoció a Maria de la manera que sigui; per a Maians, devot de la Verge on hi hagi, es tracta d'una devoció que contradiu els postulats bàsics de la teologia cristiana». Maians ja havia publicat el 1733 L'orador cristià, una obra en la qual denunciava els abusos del predicador i del «sermó barroc», «aparatós, rebuscat i buit, sense contingut doctrinal i basat en un joc de paraules altisonant i, en moltes ocasions escandalós», molt abans que fos ridiculitzat pel jesuïta José Francisco de Isla en la seva cèlebre obra Fray Gerundio de Campazas, i en la qual Maians defensava que l'objectiu principal del sermó havia de ser comunicar la paraula de Déu als fidels.

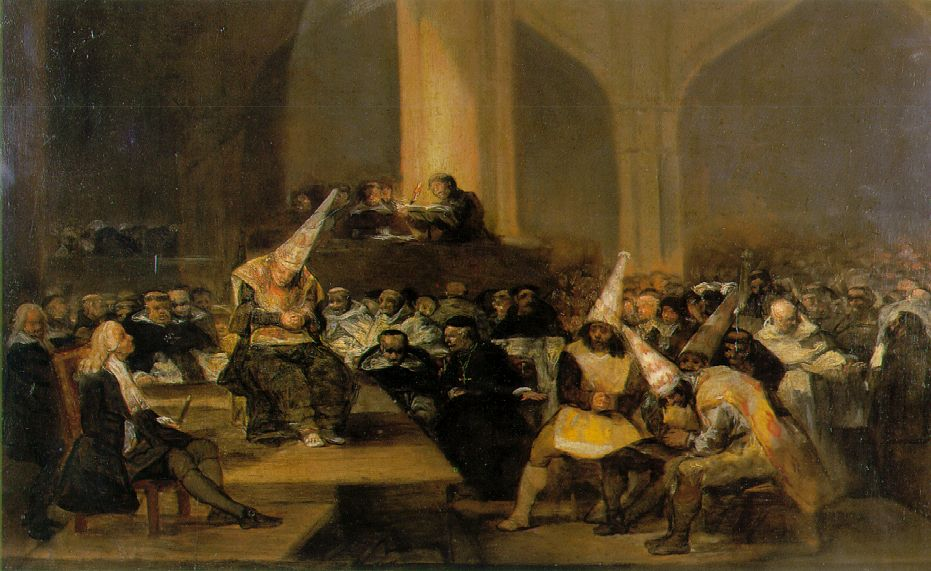
Escena d'inquisició, de Francisco Goya. La Inquisició espanyola encara estava vigent a finals del segle xviii, però amb un poder reduït
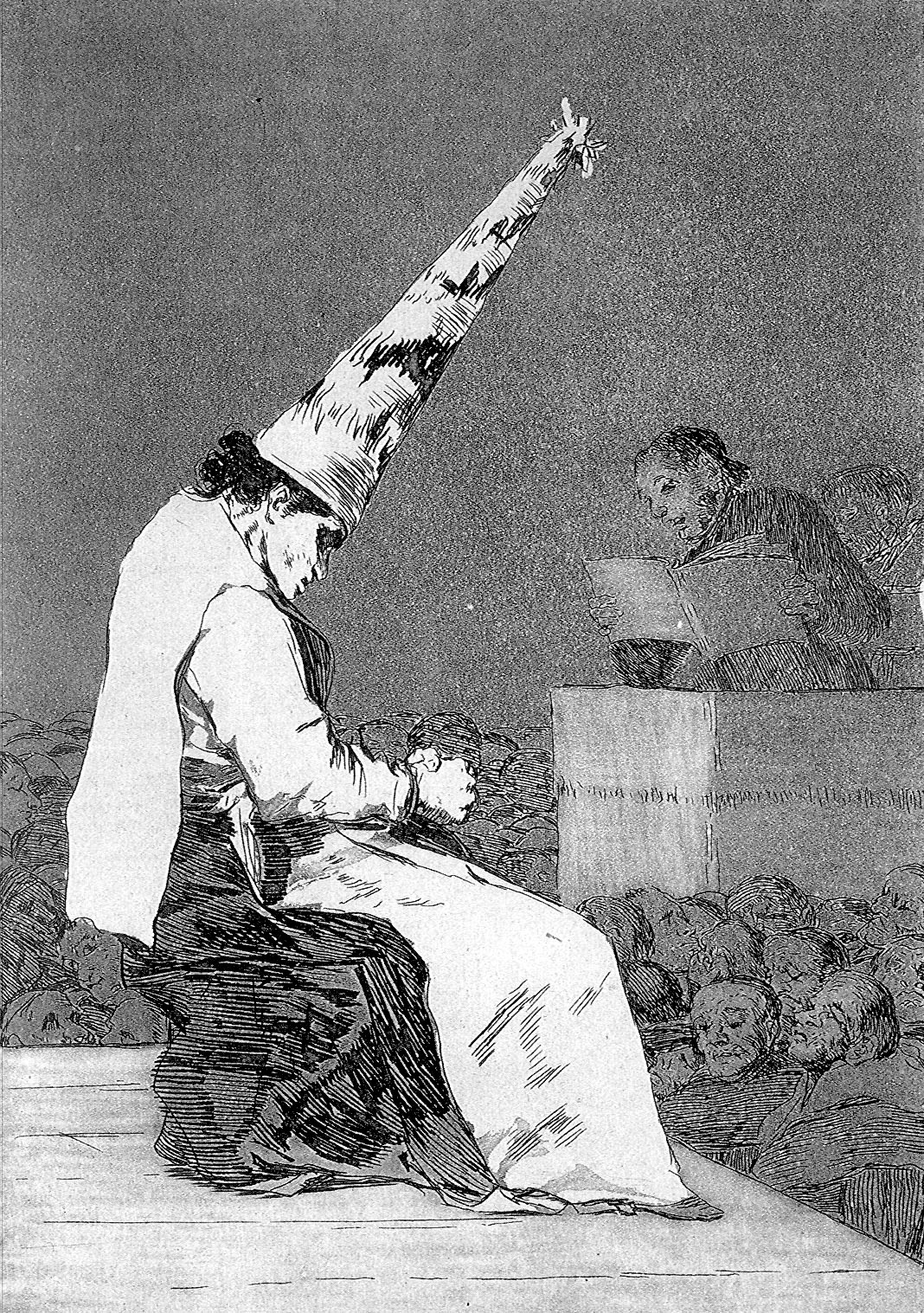
Reu de la Inquisició espanyola amb coroça i gramalleta. Capritx 23, de Francisco de Goya
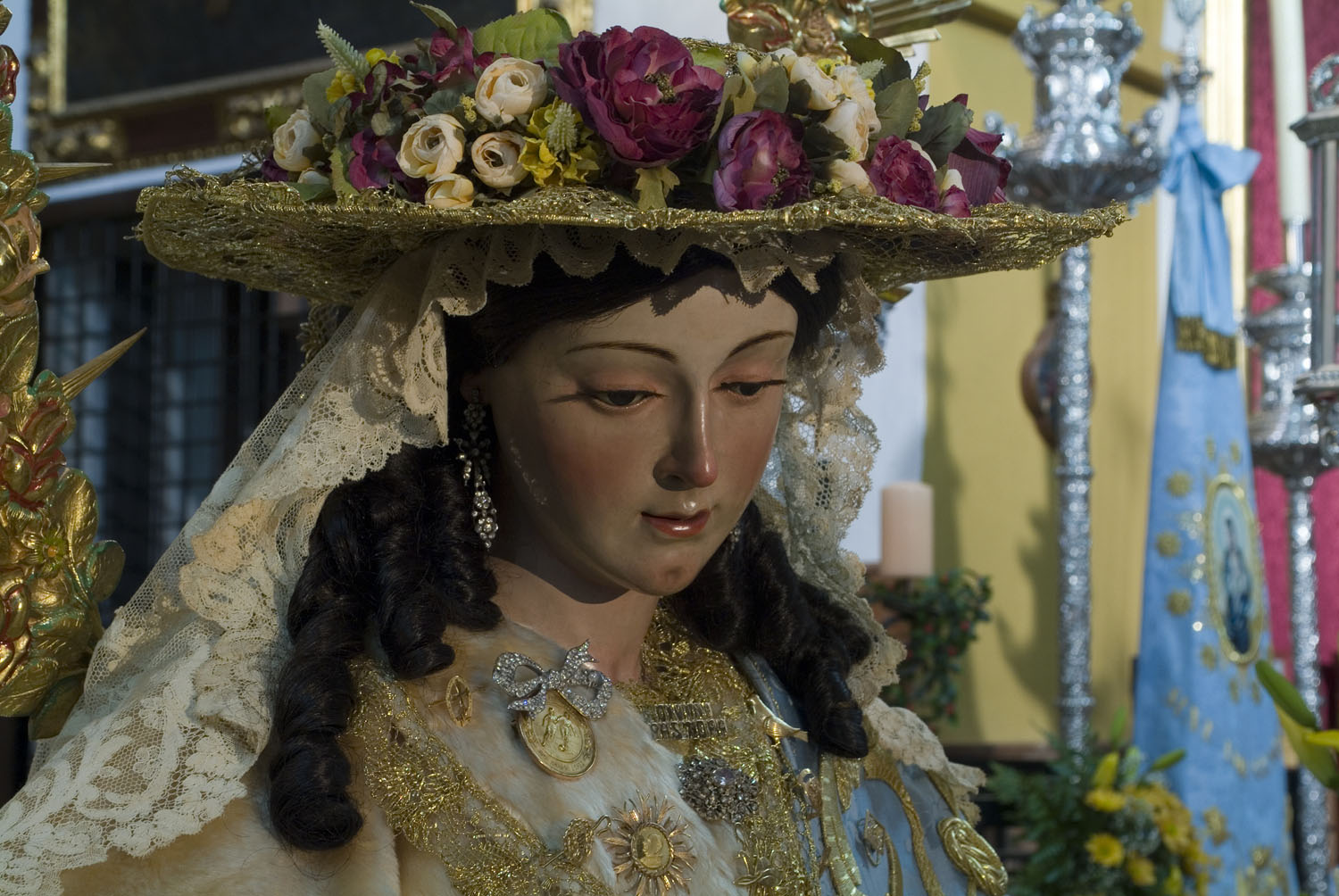
Divina Pastora de Màlaga, realitzada per José Montes de Oca en el segle xviii

La majoria dels il·lustrats van reivindicar el dret dels seglars a intervenir en l'Església i van defensar la lectura de la Bíblia en llengua vulgar pels creients, el que des del Concili de Trento estava prohibit (la Inquisició s'encarregava de l'acompliment d'aquesta norma a Espanyas). Aquesta situació es mantindria fins que el 1782, l'inquisidor general Felip Bertran va publicar el decret de llibertat de lectura de la Bíblia en llengua vulgar, decisió que va aixecar una gran polèmica. Així mateix la majoria dels il·lustrats defensaven el rigorisme en les qüestions morals davant el probabilisme dels jesuïtes, el que els va valer en ocasions ser acusats de jansenistes. I pel que fa a l'organització de l'Església, tots ells van ser episcopalistes i conciliaristes perquè la jurisdicció dels bisbes i la convocatòria de concilis sense el permís de Roma constituïen per a ells un instrument fonamental de la reforma eclesiàstica que propugnaven i un instrument de control del clergat regular que, segons ells, era el propagador de la religiositat «supersticiosa» de poble.
Però les propostes de la «il·lustració catòlica» van trobar fortes resistències entre la majoria del clergat, com l'arquebisbe de Santiago Alejandro Bocanegra, qui en una pastoral va afirmar:
| « | ... aquest llibertinatge en parlar dels seculars indoctes en punts de Religió amb el mateix orgull que si posseïssin tota la Ciència de l'Escola. Aquesta manera de parlar de l'Episcopat i del Papa, aquest abús de llegir llibres verinosos ... Una nació tan catòlica com l'espanyola està avui, sinó submergida, anar en orris de submergir-se en un abisme. Voltayre [sic] i un altre com ell són els que molts joves (i no joves) per tal de lluir en les seves juntes i assemblees llegeixen amb llibertat | » |

#### Una cultura tutelada per l'Estat
La cultura de la Il·lustració, per molt elevades que fossin les seves aspiracions de llibertat i humanitarisme, va ser una cultura tutelada i, en no poques ocasions, dirigida i controlada per millor servei de l'Estat i els seus interessos. Els seus creadors i protagonistes (excepte en aquella mena de paradís de les llibertats en què s'haurien convertit Anglaterra i Països Baixos i excepte algun autor peculiar que, com Voltaire, va aconseguir viure acomodadamente gràcies a un públic fidel) van ser en gran manera, funcionaris, oficials, buròcrates, magistrats o ministres de la corona i professors universitaris (la promoció i carrera dels quals depenien del favor reial), erudits i antiquaris a sou de mecenes principescos (laics i eclesiàstics), científics pertanyents a les acadèmies reials, així com a les escoles militars i d'enginyers, i clergues més o menys regalistes.
D'altra banda la Monarquia absoluta Borbònica comptava amb poderosos instruments per controlar la producció cultural i prohibir la que no servís als seus interessos. En primer lloc la Inquisició espanyola i el seu Índex de Llibres Prohibits encarregada de la censura «a posteriori», i en segon lloc el Jutjat Impremtes, dependent del Consell de Castella, que atorgava la llicència perquè un llibre o un fullet pogués ser publicat, exercint així la censura «a priori», que també era executada per l'autoritat eclesiàstica que era la que atorgava el nihil obstat sense el qual no podien publicar-se els llibres que abordessin temes de caràcter espiritual, religiós o teològic.
Aquests instruments coercitius estatals i eclesiàstics van fomentar l'autocensura de bona part dels il·lustrats espanyols, com es pot rastrejar en la seva correspondència privada. Especialment quan tractaven dos temes (la política i la religió), i d'aquí que alguns dels seus treballs van romandre inèdits i només fossin publicats al segle xix o al segle xx, com la Filosofia Cristiana de Maians, en què utilitzava l'Assaig sobre el coneixement humà de John Locke, una obra que podia ocasionar-li problemes amb la censura.

#### L'elitisme il·lustrat i la seva relació amb el «popular»

L'enterrament de la sardina, de Francisco de Goya.

Segons l'historiador espanyol Carlos Martínez Shaw, «les Llums van ser patrimoni d'una elit, d'intel·lectuals, mentre la major part de la població seguia movent-se en un horitzó caracteritzat per l'endarreriment econòmic, la desigualtat social, l'analfabetisme i l'imperi de la religió tradicional». En això últim residia una de les limitacions de les propostes culturals il·lustrades: el seu elitisme. És el cas, per exemple, de l'il·lustrat Gaspar Melchor de Jovellanos que «advoca calorosament per una educació a l'abast de tothom i per la proliferació de les escoles públiques, però al mateix temps deixa entreveure que el bon ordre social prescriu la limitació de la instrucció per a molts als seus nivells elementals i només com a via a la seva capacitació tècnica, ja que el contrari provocaria una igualació en els coneixements que seria perniciosa per a l'equilibri de la societat».
Així doncs, la Il·lustració va creure en general que els més alts nivells de la formació cultural havien d'estar reservats únicament a una elit. A més, aquesta elit havia de traslladar els seus models culturals a les classes populars a través, per exemple, del teatre, i oposar-se a les manifestacions més «pernicioses» de la cultura popular, com les romeries, les processons i altres mostres de religiositat «supersticiosa», o com les festa dels toros, les fires, les moixigangues, les baralles de galls o els carnavals.

#### Els mitjans de difusió de les idees il·lustrades
En la majoria d'estats europeus, la universitat va romandre en general al marge de la renovació intel·lectual il·lustrada, i les noves idees es van expandir a través de les tertúlies i de les acadèmies, i d'altres de nous espais de sociabilitat com les «societats d'agricultura», les «societats econòmiques», els «salons», les «lògies maçòniques», els «clubs» o els «cafès», en què van participar no només la noblesa i el clergat sinó altres sectors socials interessats en millorar la condició humana i la «societat civil» com es deia llavors a la forma de govern, amb la finalitat última d'aconseguir la «felicitat pública». A Espanya les tertúlies i les acadèmies, i posteriorment les Societats Econòmiques d'Amics del País, van ser els principals mitjans en l'elaboració i difusió de la cultura il·lustrada. A diferència de França, no van tenir tant èxit els salons de les dames cortesanes, si exceptuem el de Maria Francisca de Sales Portocarrero, comtessa de Montijo, i el de la comtessa de Benavente i la Junta de Dames de la Societat Econòmica Matritense d'Amics del País.

### Els orígens de la Il·lustració a Espanya: els«novatores»(1680-1720)
Entre 1680 i 1720 es va produir el que l'historiador francès Paul Hazard va anomenar en 1935 «la crisi de la consciència europea», un període decisiu de la seva història cultural, ja que durant el mateix es van posar en qüestió els fonaments del saber fins llavors admès gràcies als treballs de John Locke, Richard Simon, Leibniz, Pierre Bayle, Newton, etc. En aquesta època va culminar la revolució científica de segle xvii; els bol·landistes i els maurins van posar les bases de la història crítica; el iusnaturalisme i el contractualisme es van convertir en els nous fonaments de la filosofia política; es van difondre el jansenisme i el deisme, provocant una crisi religiosa, etc.
Segons Antonio Mestre i Pablo Pérez García, aquests autors que van commoure «els fonaments de la tradició europea» compartien tres característiques bàsiques: «En primer lloc, la seva aposta per una explicació racional de la realitat com a requisit indispensable per a desentranyar i transformar-la. En segon terme, el seu fastig davant la tradició, la mandra i l'immobilisme intel·lectual, acadèmic i científic. i finalment, la seva prudència o, si es prefereix, el seu convenciment que el camí pel qual hauria d'avançar el progrés de les lletres, les arts i les ciències no era el camí de la revolució».
No fa molt temps es pensava que el gran canvi cultural descrit per Hazard no hauria arribat a Espanya i que quan ho va fer va ser de la mà dels Borbons. Aquesta exaltació dels mèrits de la nova dinastia va ser obra dels propagandistes de la mateixa i es va produir especialment durant el regnat de Carles III. Entre ells va destacar Juan Sempere i Guarinos amb el seu Ensayo de una Biblioteca Española de los Mejores Escritores del Reynado de Carlos III (Assaig d'una biblioteca espanyola dels millors escriptors del regnat de Carles III) publicat el 1785. Fins i tot Jovellanos en el seu Elogio de Carlos III (Elogi de Carles III) va lloar l'actitud renovadora de Felip V. Però les investigacions històriques de les últimes dècades han demostrat que es tracta d'una visió falsa i propagandística, encara que segueixi havent historiadors que com Pedro Voltes continuïn afirmant que l'origen de la Il·lustració espanyola es troba en l'arribada de la dinastia borbònica. Avui sabem que els nous corrents culturals europees ja eren conegudes en les dues últimes dècades del segle xvii pels novatores (anomenats així despectivament pels tradicionalistes perquè, segons ells, constituïen una amenaça per a la fe), per tant abans de l'arribada dels Borbons. Hi historiadors que encara van més lluny i afirmen que la preocupació fonamental del fundador de la monarquia absoluta borbònica no va ser la renovació cultural sinó la política internacional i militar, el que va retardar l' «enlairament» de la Il·lustració a Espanya, a més que Felip V va obstaculitzar el desenvolupament de la mateixa, com ho demostra la lentitud en aprovar la Règia Societat de Medicina i altres Ciències de Sevilla, la prohibició de les pàgines que dedicava Ferreras a la tradició de la Verge del Pilar que van ser suprimides, o la persecució de Maians per haver editat Censura de Historias Fabuloses de Nicolás Antonio.
L'obra que marca el naixement del moviment novator va ser El Hombre Práctico o Discursos sobre su Conocimiento y Enseñanza (L'home pràctic o Discursos sobre el seu coneixement i ensenyament), de Francisco Gutiérrez de los Ríos, tercer comte de Fernán Núñez, un llibre publicat en 1680. Com ha assenyalat François López, citat per Mestre i Pérez García, «no falten en ell ni la condemna sense embuts de l'escolasticisme, ni l'esperat esment de Descartes, ni els elogis prodigats als quals, rebutjant la filosofia aristotèlica, consentint més en paraules i distincions quimèriques que en coses físiques i reals, es dediquen a l'autèntic coneixement de la natura i que la compon, atenent-se als criteris del més docte científic d'Europa, com jo jutjo ser-ho l'admirable Gassendi».

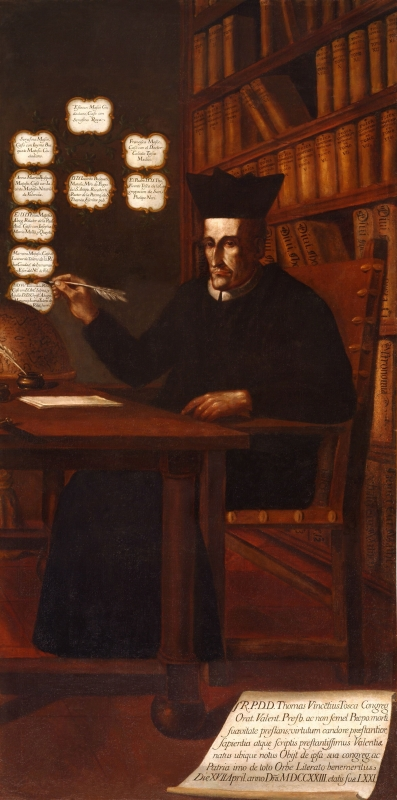
El valencià Tomás Vicente Tosca, un dels principals novatores
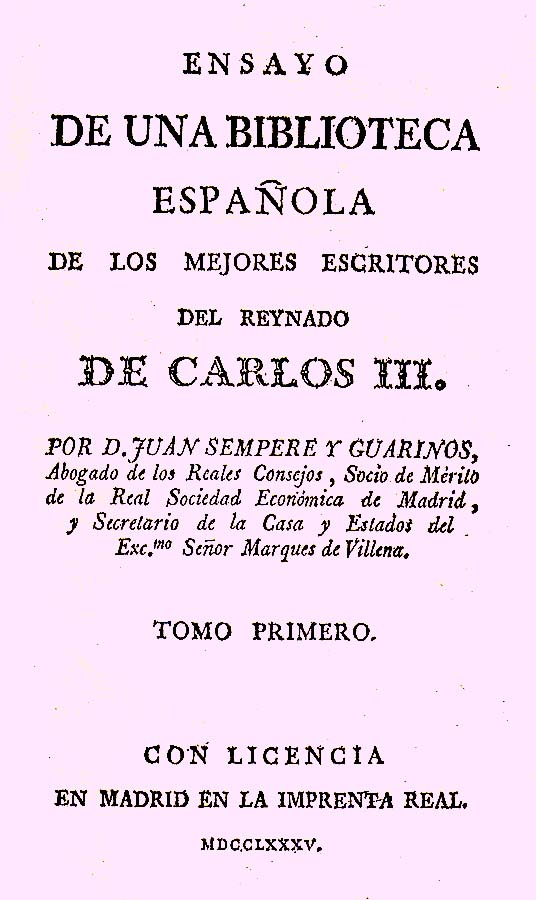
Ensayo de una Biblioteca Española de los Mejores Escritores del Reynado de Carlos III (1785) de Juan Sempere y Guarinos
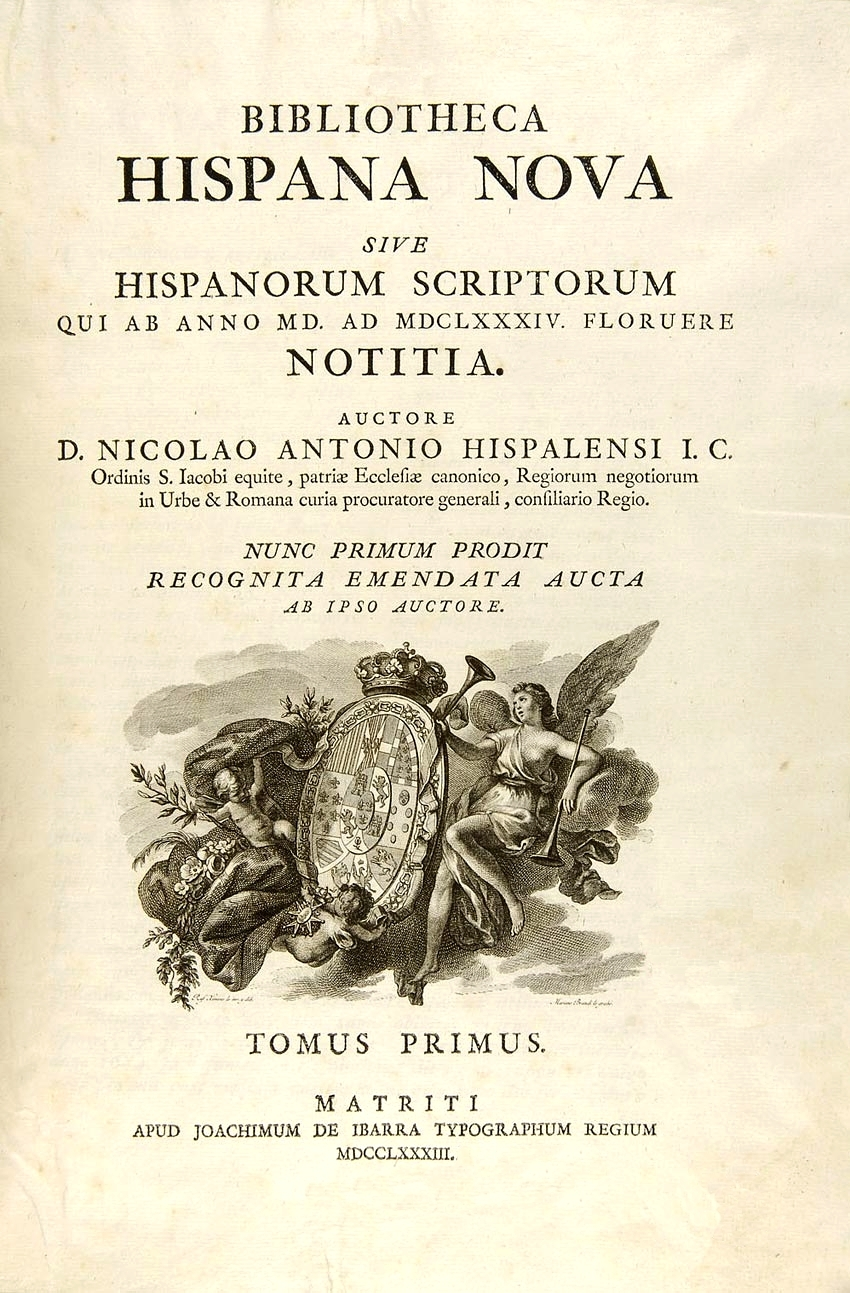
Portada de l'edició de 1783 de Joaquín Ibarra de Bibliotheca hispana nova, obra de Nicolás Antonio
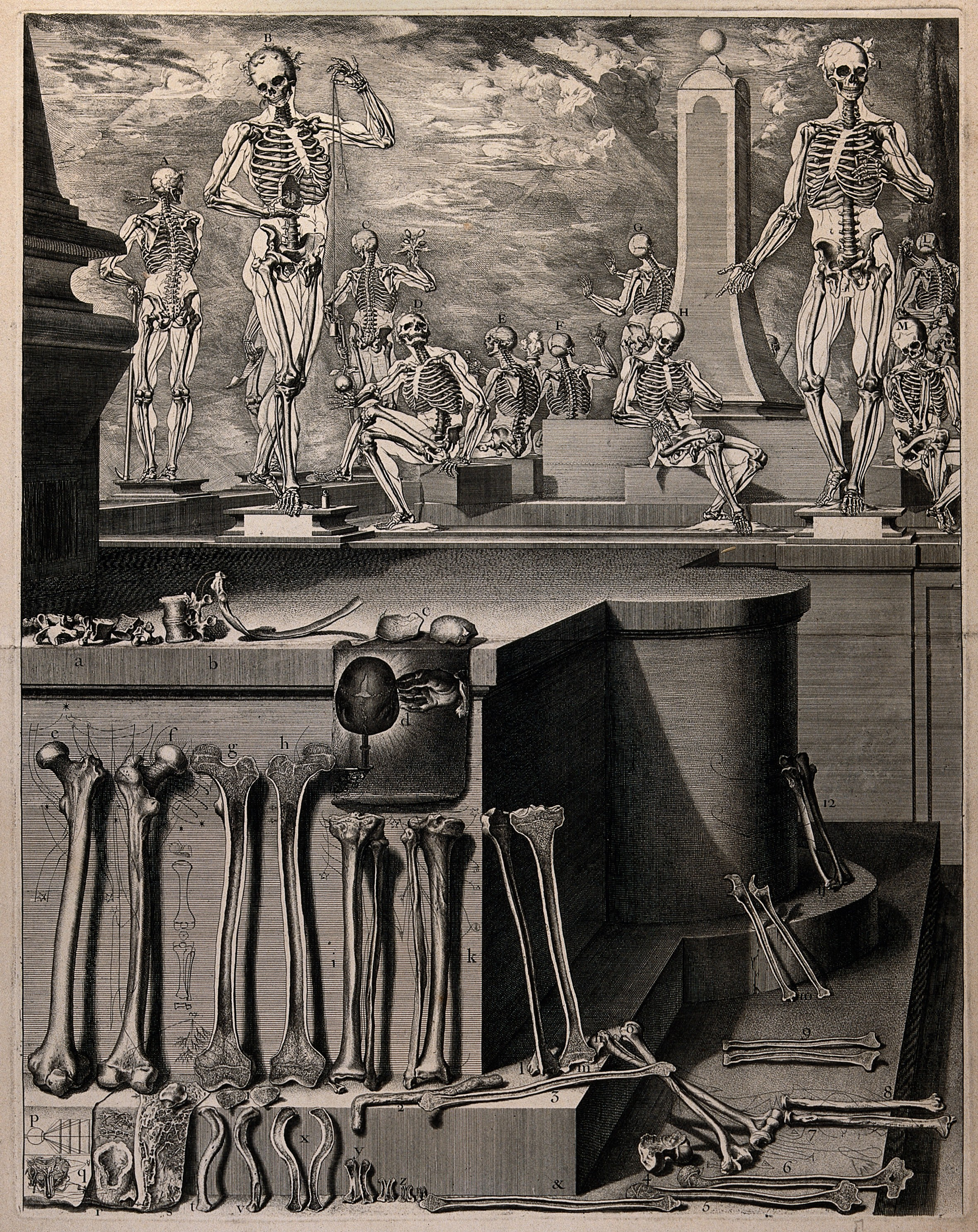
Gravat de l'Atlas Anatómico de Crisòstom Martínez. Biblioteca Nacional d'Espanya

Aquesta obra va obrir el camí a la recepció dels avenços en la història crítica, en el que van ser pioners Nicolás Antonio i Gaspar Ibáñez de Segòvia, marquès de Mondéjar, qui van ser els que van establir els primers contactes amb els bol·landistes. El marquès de Mondéjar, aconsellat per Daniel Papebroch amb qui va mantenir una relació epistolar, va començar la redacció i publicació de les Disertaciones Eclesiásticas (Dissertacions Eclesiàstiques) en què criticava els falsos cronicons (encara que l'edició completa de les mateixes no es va produir fins 1747 gràcies a Gregori Maians). El contacte directe amb l'altre grup de renovadors de la història crítica, els maurins, es va produir per mitjà dels benedictins de la Congregació de Valladolid que visitaven sovint el monestir parisenc de Saint Germain-des-Prés i van mantenir correspondència regular amb ells. En aquest camp també van destacar el cardenal José Sáenz de Aguirre, qui va publicar entre 1693 i 1694 la Collectio Maxima Concilliorum Hispaniae, i Juan Lucas Cortés, però el principal exponent de la mateixa va ser Manuel Martí, conegut com el degà d'Alacant, que va residir a Roma i va treballar com a bibliotecari del cardenal Sáenz de Aguirre. Quan va tornar a Espanya, Martí es convertirà en l'enllaç en el camp de l'humanisme i de la crítica històrica entre els novatores i la primera generació d'il·lustrats, representada pel valencià Gregori Maians.
Pel que fa a la recepció a Espanya dels avanços de la revolució científica de segle xvii, els historiadors destaquen l'obra pionera Carta Filosófico, Médico-Chymica de Juan de Cabriada, publicada a Madrid el 1687, encara que Cabriada havia nascut a València, en què va aparèixer el primer manifest del nou esperit innovador i una crítica del mètode escolàstic amb l'exigència de l'experimentació, de manera que va suscitar moltes crítiques a favor i en contra:
| « | És regla assentada i màxima certa en medicina, que cap cosa s'ha d'admetre per veritat en ella, ni en el coneixement de les coses naturals, sinó és allò que ha demostrat ser cert l'experiència, mitjançant els sentits exteriors. Així mateix és cert, que el metge ha de ser instruït en tres gèneres d'observacions i experiments, com són: anatòmics, pràctics i químics | » |

En aquest mateix any de 1687, Crisòstom Martínez, subvencionat per la municipalitat valenciana, va viatjar a París perquè finalitzés el seu Atles Anatòmic, reconegut com un dels primers tractats europeus de microscòpia anatòmica-òssia. Deu anys després, després de diversos intents de crear una acadèmia que defensés la nova ciència, es va fundar a casa del doctor Peralta la qual el 1700 s'anomenaria «Règia Societat de Medicina i altres Ciències» gràcies a un privilegi atorgat pel rei Carles II. No obstant això, en el camp de la ciència moderna, els novatores també tenien els seus límits. Coneixien les aportacions de Descartes, Gassendi, Galileu, Boyle i William Harvey, però desconeixien l'obra de Newton; i sempre van defensar l'heliocentrisme com una «hipòtesi» i no com una teoria científica per por a la repressió de la Inquisició.
L'arribada de la nova dinastia borbònica no va aportar cap canvi important en el terreny científic, excepte la major centralització que va suposar la creació de la Reial Biblioteca i la Reial Acadèmia Espanyola. Amb els Borbó tampoc van cessar els atacs contra els novatores, com el del teòleg tomista pare Francisco Polanco, qui va publicar el 1714 un llibre amb un apèndix amb el significatiu títol de Dialogus Physico-Theologicus contra Philospohiae Novatores, sive Tomista contra Atomistas. Tot i que els novatores li van respondre, especialment el Pare Tosca en un passatge del seu Compendium Philosophicum de 1721, publicat anys després del Compendi Matemàtic (1709-1715).

### La primera Il·lustració (1720-50)
Més que les institucions culturals creades per Felip V, que l'historiador Pedro Ruiz Torres les va anomeran «nova planta acadèmica», va ser l'activitat intel·lectual de determinats individus en tres camps específics el que va conduir a la plena Il·lustració a Espanya: 
- l'assaig (en forma de discursos, oracions, cartes, informes, etc.) i la història crítica
- el pensament polític, social i econòmic
- la ciència.

#### L'assaig i la història crítica: Feijoo i Maians
Els dos innovadors més importants en el camp de l'assaig i de la història crítica en els dos primers terços del segle xviii van ser el gallec establert a Astúries Benito Feijoo i el valencià Gregori Maians, que, d'altra banda, són les dues grans figures de la primera Il·lustració espanyola.
Feijoo va publicar entre 1726 i 1739 la que seria la seva obra més important anomenada Teatro crítico universal (teatre crític universal), que seria completada amb la sèrie de Cartas eruditas y curiosas (Cartes erudites i curioses). L'obra de Feijoo, en contra del que s'ha vingut mantenint, enllaça amb la dels novatores, i la segona font de la seva activitat intel·lectual són els maurins francesos. I d'altra banda, a diferència de l' «austriacista» Maians, es va adaptar plenament a les exigències de la monarquia absoluta borbònica, la qual va exalçar en nombroses ocasions, encara que va criticar amb duresa l'endarreriment de les universitats on seguia predominant el pensament escolàstic el que impedia la introducció de la ciència moderna.

En el seu Teatre Crític Feijoo va censurar la superstició i es va ocupar especialment de denunciar els miracles falsos, perquè considerava a més que no feien cap favor al cristianisme. Així va afirmar:
| « | Qualsevol faula portentosa que es vessa entre la gent vulgar troba ràpidament patrons, fins i tot fora dels vulgars, sota el pretext que s'ha de deixar al poble en la seva bona fe. | » |

Feijoo defensa la recerca de l'explicació dels fets per causes naturals, i només considera lícit recórrer a la intervenció de Déu quan les raons humanes no poden explicar fenòmens o esdeveniments estranys. Així el seu mètode d'anàlisi de la realitat es va basar en el que ell mateix va anomenar «escepticisme» o «dubte metòdic», el que el va portar a la superació de molts errors i a l'acceptació dels postulats d'autors estrangers, encara que no fossin catòlics, com ja va fer el novàtor Manuel Martí (Feijoo es va confessar newtonià), i a no menysprear les idees que venien de l'exterior, seguint una actitud iniciada pel també novàtor Cabriada.
No obstant això, l'afany de Feijoo de cenyir-se a l'experiència va tenir els seus límits a causa de la seva concepció providencialista de la història, que prové de Bossuet, ignorant la crítica de Voltaire. Una mostra d'aquest es pot observar en aquest paràgraf:
| « | Dos apòstols tan grans (Sant Jaume i Sant Pau), empleats per missió divina, en plantar la fe catòlica a Espanya, mostren que Espanya engruixava molt en la sobirana ment, com qui havia de servir, sobre totes les altres nacions, a l'exaltació de la fe catòlica. | » |

La conseqüència d'aquest providencialisme va ser que la crítica històrica de Feijoo s'aturarà davant les tradicions, i així acceptarà, per exemple, la vinguda de Jaume el Major a Espanya encara que no hi hagi proves d'això. Així confessa que:
| « | deixaré al poble en totes aquelles opinions, que o entretinguin la seva vanitat o fomentin la seva devoció. Només en cas que la seva vana creença li fagi anar per algun camí perjudicial, procuraré fer-lo baixar d'ella, mostrant-li el motiu del dubte. | » |

Així, per exemple, Feijoo censurarà l'obra de Juan de Ferreras precisament quan tractava les tradicions catòliques per l'excessiva freqüència amb què les rebutjava perquè no tenia documents que provessin la seva existència. Ferreras havia afirmat que «quan una cosa no s'assegura per testimonis coetanis o propers a aquella època, si després d'ella alguns segles algú ho asseguri, no pot ser cregut per la seva afirmació», el que li havia portat a rebutjar la tradició de la Verge del Pilar, pel que va ser delatat a la Inquisició. Així, amb l'aprovació del confessor de Felip V, el jesuïta Guillaume Daubenton, van ser suprimides les pàgines de la seva Història d'Espanya en què abordava aquest tema. Ferreras va respondre amb la publicació en 1720 d'un fullet sota el pseudònim de Pedro Pablo i Francisco Antonio titulat Examen de la Tradició del Pilar, en què concloïa que la tradició del Pilar, ni és segura, ni veritable; encara que ja no es va atrevir a negar la tradició de la vinguda de Sant Jaume a la península.

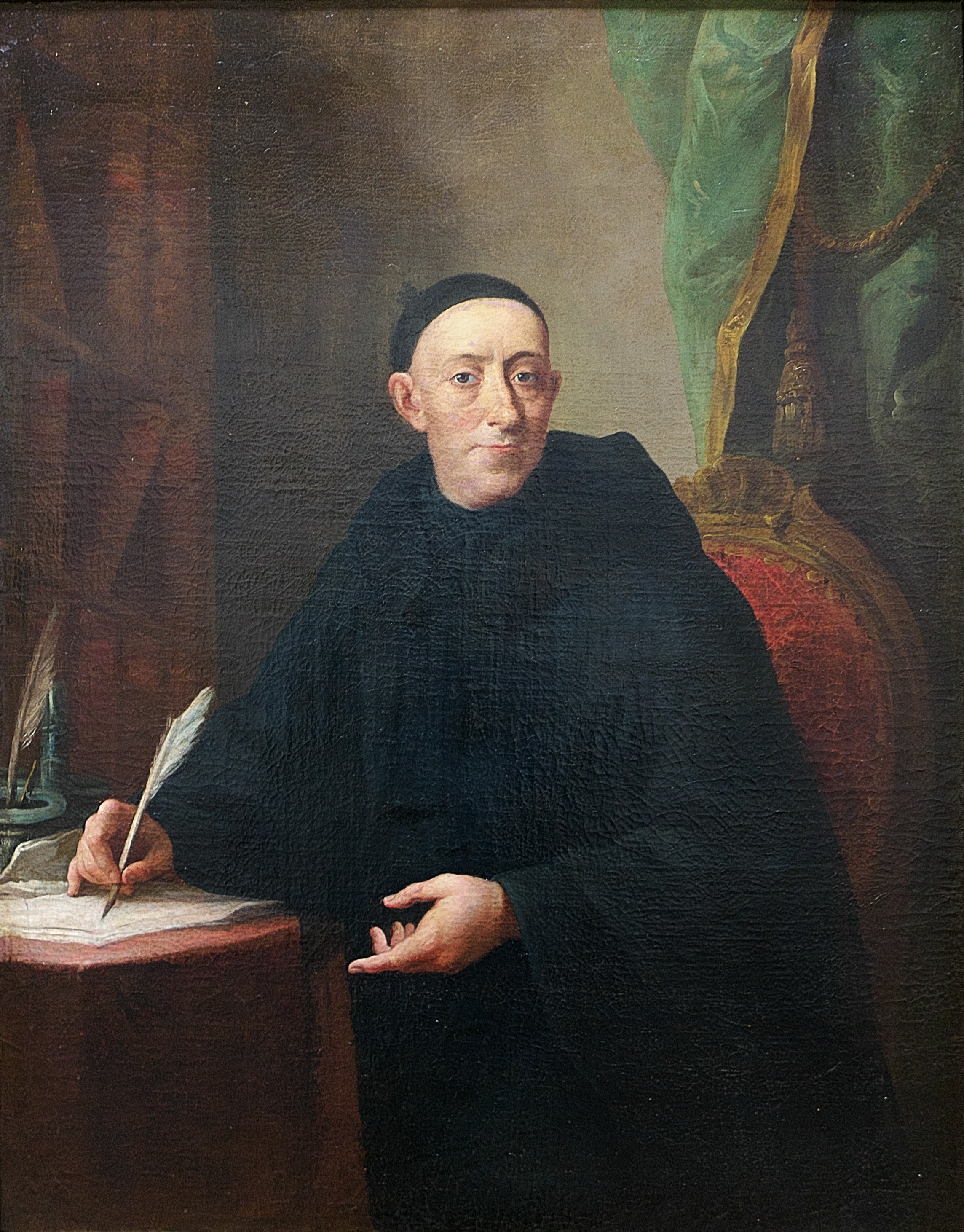
Benito Jerónimo Feijoo
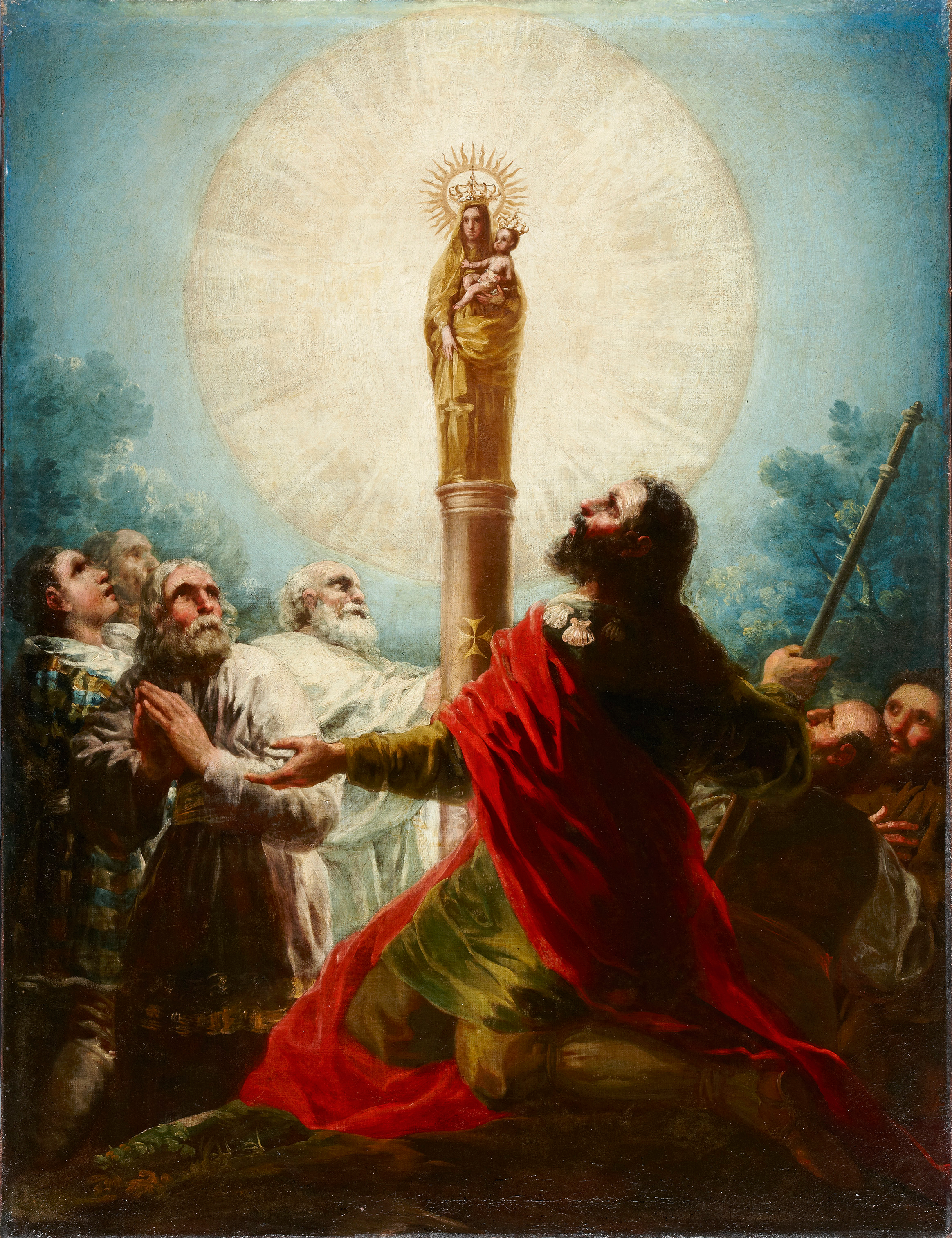
L'apòstol Sant Jaume i els seus deixebles venerant la Mare de Déu del Pilar, de Francisco de Goya
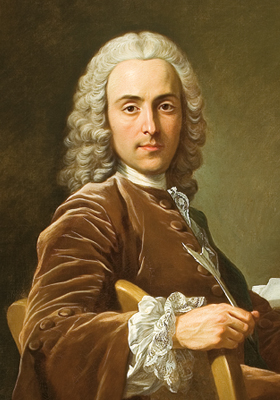
Gregori Maians

Quant a la història crítica, el valencià Gregori Maians va anar més lluny que Feijoo i fins i tot que Ferreras, de qui no acceptava que recorregués a la «versemblança» per omplir els buits en el coneixement del passat. Maians defensava que només es podia conèixer la veritat històrica recorrent a les fonts i sotmetent-les a un rigorós examen crític. Maians va arribar a aquesta conclusió a partir de les lectures dels autors que el novàtor Manuel Martí, degà d'Alacant, li va recomanar, singularment el mauríns Jean Mabillon i Nicolás Antonio, l'actitud crítica dels quals enfront dels falsos cronicons i la seva Biblioteca Hispana van marcar els plantejaments intel·lectuals de Maians. Maians va exposar aquests principis a la Carta-Dedicatòria a Patiño, publicada en 1734 poc després d'haver estat nomenat director de la Reial Biblioteca i per la qual aspirava a ser nomenat Cronista d'Índies, càrrec que finalment no va aconseguir, i els va aplicar a la seva obra més important, Orígenes de la Lengua Española (Orígens de la Llengua Espanyola) publicada poc després. Paradoxalment aquesta última obra va ser criticada per no atenir-se a unes suposades normes de l'estudi de la història. La rèplica de Maians va ser molt dura. Finalment Maians va renunciar al càrrec de bibliotecari reial i es va retirar a la seva localitat natal d'Oliva on va preparar l'edició de Censura de Historias Fabulosas (Censura de Historias Fabulosas, 1742) pel que va ser denunciat a la Inquisició. Tot i que el Sant Ofici va desestimar l'acusació, el Consell de Castella va embargar l'edició així com tots els manuscrits que posseïa Maians, i els fragmens de les Obras cronológicas (Obres cronològiques) del marquès de Mondéjar, l'edició de la qual preparava l'Acadèmia Valenciana, fundada per Maians el 1742 «amb la finalitat de propiciar la història crítica que anul·lés la prepotència dels historiadors partidaris dels falsos cronicons».
Gregori Maians va poder finalment editar les Obres cronològiques, amb un pròleg en què va exposar un programa complet per a una història crítica, que incloïa la crida als historiadors perquè el posessin en pràctica. Aquest va ser respost pel jesuïta Andrés Marcos Burriel qui en una carta de 1745 li va comunicar a Maians: «He vist al pròleg (el qual no vull lloar, perquè excedeix tota lloança) l'abast de les idees de Vmd. i no puc menys de dir a Vmd. que moltes se m'han ofert a mi també de la mateixa manera que a Vmd., quan em poso a somiar el que desitjo ... ». No obstant això, Burriel no va poder culminar els seus projectes a causa de la caiguda en 1756 del seu protector el Pare Rávago, confessor del nou rei Ferran VI. Qui sí ho va aconseguir va ser l'agustí Enrique Flórez, que també va respondre a la crida de Maians. Aquest per mitjà d'una abundant correspondència li va proporcionar ajuda i consells (com la lectura de Censura d'Historias Fabuloses de Nicolás Antonio) per a l'elaboració de la gran obra de Flórez, España Sagrada, encara que finalment es va produir la ruptura entre tots dos a propòsit de la seva diferent interpretació de l'Era Hispànica i, sobretot, dels orígens del cristianisme a Espanya, ja que Flórez va acceptar com històriques la vinguda a la península de Sant Pau i de Sant Jaume, o la tradició de la Verge del Pilar, perquè per Flórez el criteri per provar un fet històric era diferent a la «història civil» que en la «història eclesiàstica». En aquesta última, segons Flórez, es podia afirmar un fet encara que no hagués proves de la seva existència si no hi havia proves en contra. Maians en una carta al nunci a Espanya, amb qui mantenia bones relacions, va criticar l'ús de Flórez de «l'argument negatiu»:
| « | Encara que sóc amantíssim de les glòries d'Espanya i procuro moure-les quant puc, desestimo les falses, i mentrestant que a Espanya no es permet desenganyar als crèduls, m'alegro que hagi erudits estrangers que el procurin i que un d'ells sigui el [dominic italià] pare Mamachi pel que toca a la vinguda de Santiago a Espanya, que tinc jo per una faula mal ideada. | » |

#### El pensament polític, social i econòmic
Les investigacions de les últimes dècades han posat de manifest que el pensament polític, social i econòmic dels il·lustrats espanyols en la seva major part ha romàs inèdit ja que publicar sobre «política» en el sentit ampli de la paraula comportava molts riscos, com veure's embolicat en un procés inquisitorial o haver de lidiar amb el Consell de Castella. Gràcies a l'estudi dels papers manuscrits i de la correspondència s'ha pogut conèixer millor el que pensaven realment els il·lustrats espanyols sobre aquests temes, el que «ha arribat a provocar alguna sorpresa majúscula. Com de diferent ha acabat sent, sense anar més lluny, la imatge que es tenia de Maians i Siscar autor públic i la que hem pogut forjar després de l'edició dels vint grans lliuraments del seu epistolari o de la publicació dels seus inèdits filosòfics i econòmics!».
L'obra més important sobre aquests temes i de major influx publicada a la primera meitat de segle xviii va ser Theórica y Práctica de Comercio y Marina (Teoria i pràctica de comerç i marina) de Jerónimo d'Ustáriz (1724), la qual va ser traduïda a l'anglès el 1751 i utilitzada per Adam Smith per estudiar l'economia espanyola; i al francès el 1753. Considerada per molts com l'estudi màxim del pensament mercantilista espanyol, no es podria considerar com un paradigma del pensament econòmic de la Il·lustració (que es va moure entre la fisiocràcia francesa i el liberalisme econòmic d'Adam Smith), però sí que és una obra il·lustrada per dos dels seus trets: «interés científic» i «objectiu de progrés social». L'obra va influir en les polítiques dels últims governs de Felip V, els membres més destacats es proclamaven «ustarizistes» i també va afavorir la publicació d'altres obres seguint la seva estela: Rapsodia Económico-Político-Monárquica d'Álvaro Navia Osorio y Vigil, marquès de Santa Cruz de Marcenado, publicada el 1732; Representación al Rey Nuestro Señor don Felipe V, dirigida al más seguro Aumento del Real Erario y conseguir la Felicidad, Mayor Alivio, Riqueza y Abundancia de su Monarquía, de Miguel de Zabala i Auñón, també editada en 1732, i en la qual ja es s'entreveu la influència dels fisiòcrates; Restablecimiento de las Fábricas y Comercio Español de Bernardo Ulloa, publicat el 1740. També va influir en Benito Feijoo, qui en 1739 va publicar Honra y Provecho de la Agricultura, dins el vuitè volum del seu Teatre Crític.

#### La ciència
En el camp científic també hi va haver continuïtat entre l'obra dels novatores i els de la primera Il·lustració, «a penes interrompuda pel canvi dinàstic». Precisament el paper que van exercir els governs de Felip V en el desenvolupament de la ciència moderna a Espanya és objecte de debat. Tots els estudiosos reconeixen el seu suport als progressos en les ciències aplicades, encara que els més crítics assenyalen que la seva finalitat era proporcionar a l'exèrcit i a la marina dels «coneixements útils» necessaris per posar-les a l'alçada de la resta de les potències europees (fins i tot hi ha historiadors que parlen de «militarització de la ciència espanyola de la Il·lustració». En aquesta línia crítica també es destaca que no es fundés una Reial Acadèmia de Ciències (com les que existien a Londres, París, Berlín o Sant Petersburg) «que estructurés i avalés la investigació científica de forma autònoma respecte al poder o les institucions universitàries dominades per l'escolàstica».
En una primera etapa, l'herència dels novatores va ser determinant. El Compendi Matemàtic del Pare Tosca (1707-1715) va esdevenir el manual de les acadèmies militars fins al regnat de Carles III. Així mateix el Compendium Philosophicum de Tosca, publicat el 1721, en el qual es defensaven les postures mecanicistes de Galileu, Descartes i Gassendi, també va exercir una gran influència.

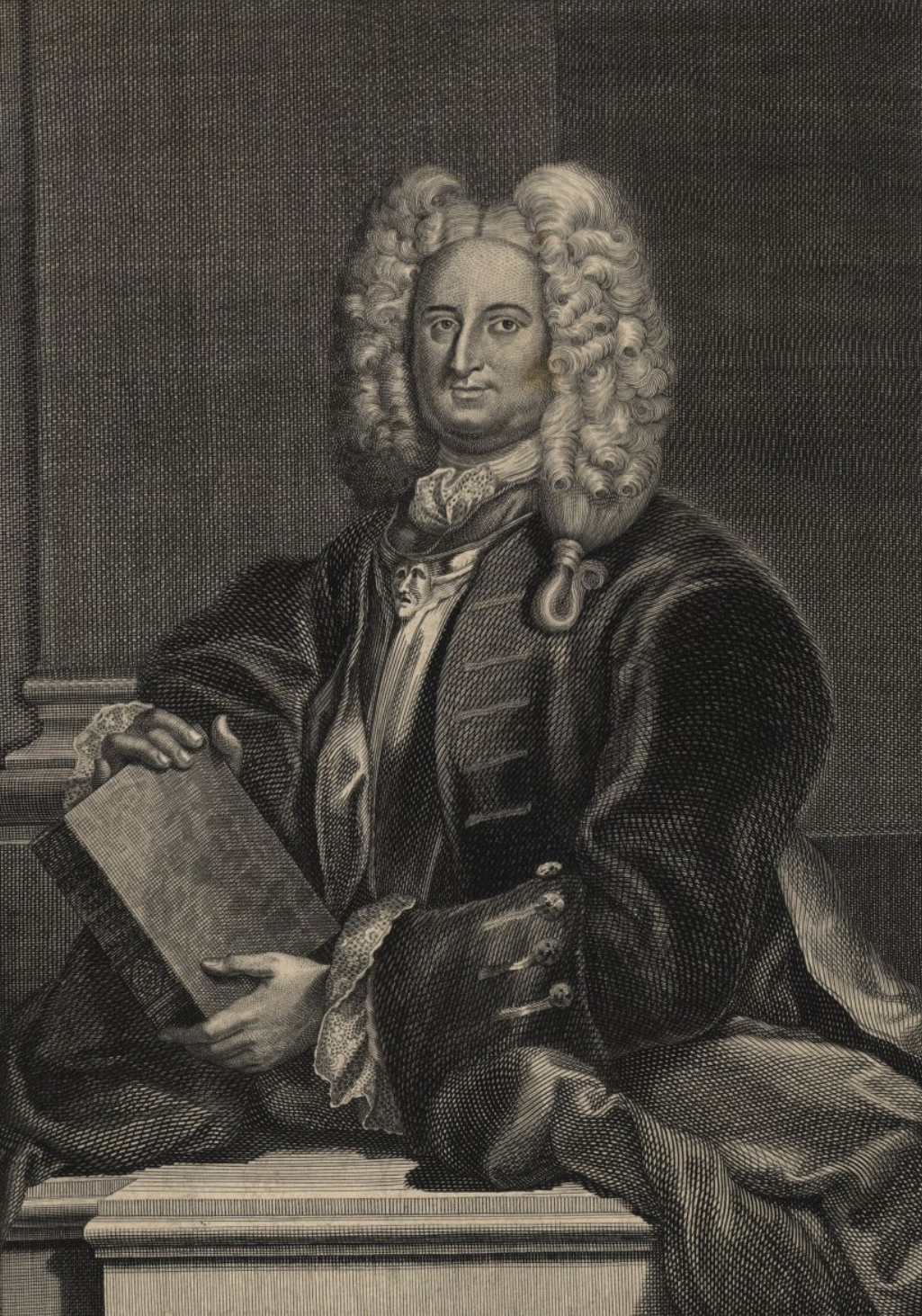
Álvaro Navia Osorio y Vigil
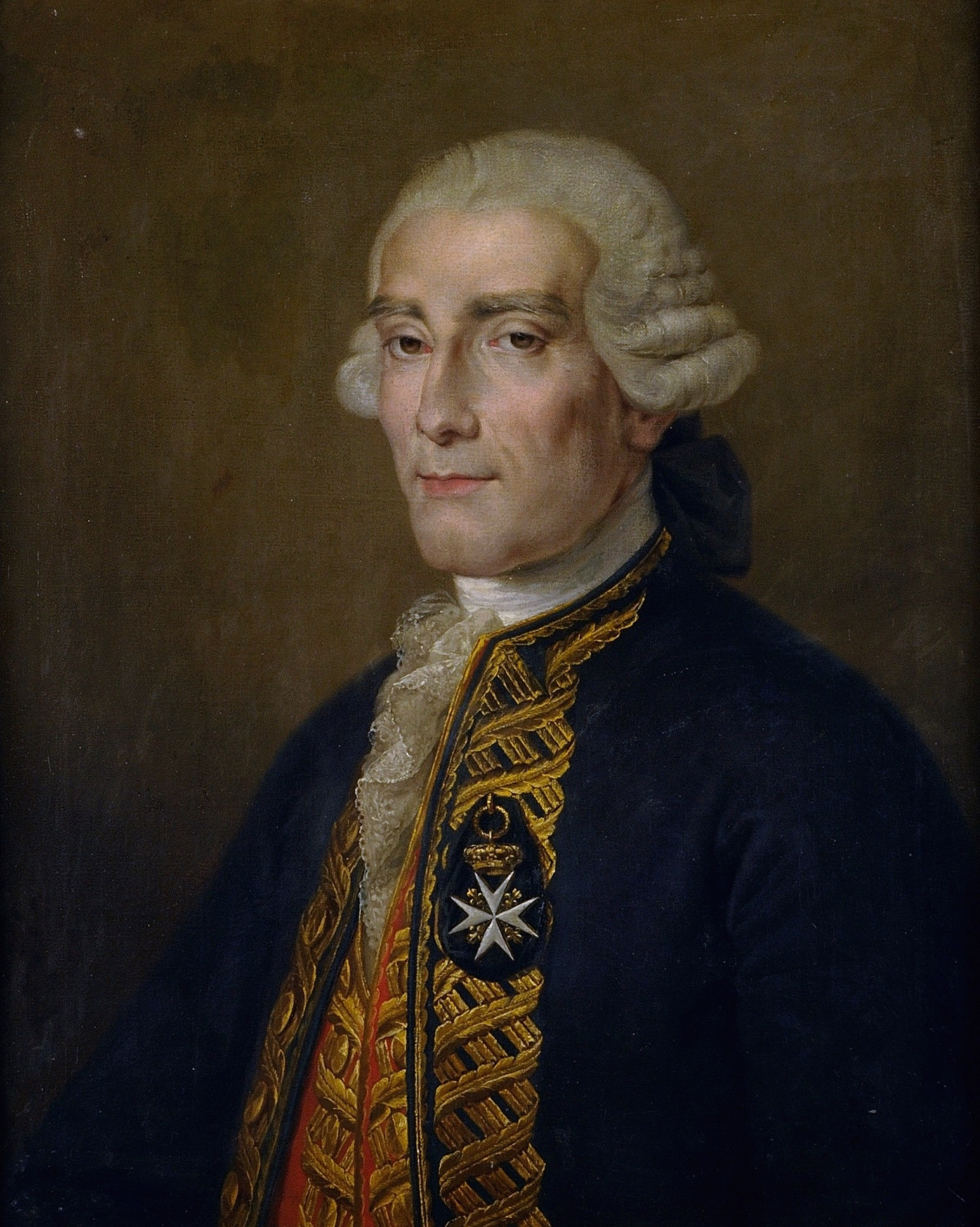
Jorge Juan
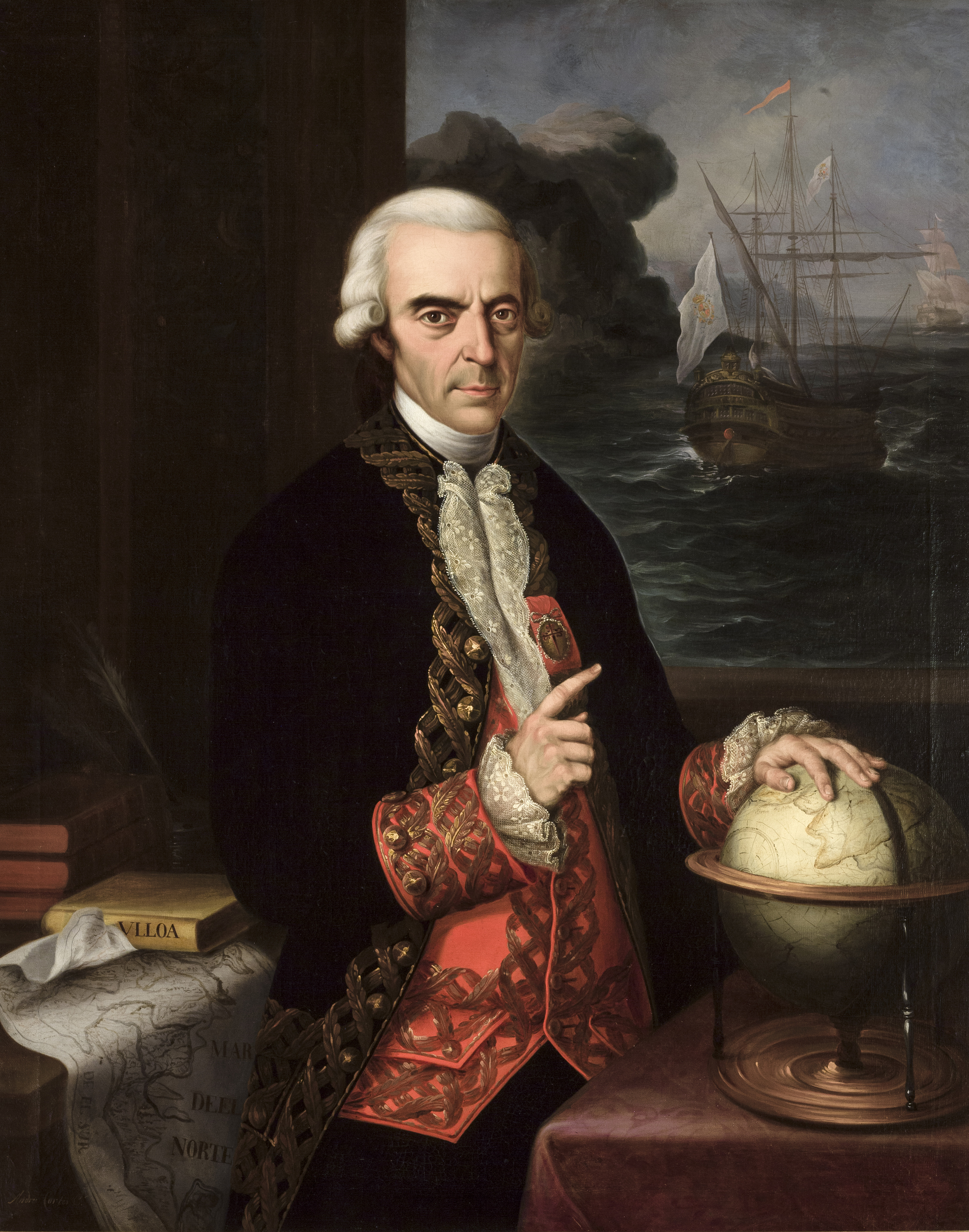
Antonio de Ulloa

No obstant això, Tosca no va recollir les aportacions de Newton, l'obra del qual no seria coneguda en profunditat a Espanya (encara que Feijoo s'havia confessat newtonià) fins a l'expedició de la Missió Geodèsica Francesa (patrocinada per l'Acadèmia de Ciències de París per mesurar un grau de meridià terrestre a l'Equador (1735 -1744)) en què van participar Jordi Joan i Antonio de Ulloa, qui al seu retorn i anticipant-se als francesos van publicar el 1748 el llibre Observaciones Astronómicas y Físicas, hechas de Orden de S.M. en los Reinos del Perú, «sens dubte l'obra científica més important del nostre segle xviii», segons Antonio Domínguez Ortiz. S'hi defensaven els postulats newtonians, que és clar incloïa l'heliocentrisme, pel que va ser objecte d'examen per la Inquisició que va obligar, en principi, a afegir la frase: «sistema dignament condemnat per l'Església». Sembla que Ulloa estava disposat a acceptar aquesta imposició, però Jorge Juan es va negar i va acudir al jesuïta Andrés Marcos Burriel, qui va explicar les circumstàncies a Maians. I entre Burriel i Maians van calmar a l'inquisidor general (Francisco Pérez de Prado), qui es va conformar amb que es introduïssin les paraules: «encara que aquesta hipòtesi sigui falsa».
En el camp de la medicina també enllaça amb els novatores l'obra de Martín Martínez, metge de Cambra i membre de Protomedicat, que va publicar en 1724 el Compendio y Examen Nuevo de Cirugía Moderna (Compendi i examen nou de cirurgia moderna), que va tenir nombroses edicions, encara que va ser més conegut per una obra publicada dos anys abans amb el títol Medicina Esceptica, i que va tenir la seva continuïtat en la Philosophia Escrptica publicada en 1730. Així mateix destaca l'obra del metge Andreu Piquer, les obres del qual també van aconseguir diverses edicions com el seu Medicina Vetus et Nova (Medecina antiga i nova, 1735) o el Tratado de las Calenturas (Tractat de les febres), qui també es va endinsar en el camp de la filosofia amb Física Moderna, Racional y Experimental (1745) i Lógica Moderna (1747).

### La plena Il·lustració(1750-1810)

#### Els focus de la plena Il·lustració
Antonio Domínguez Ortiz ha destacat que la Il·lustració a Espanya «es va obrir pas amb dificultat i només va arribar a constituir illots poc extensos i gens radicals» però que «aquests illots no van sorgir a l'atzar». «El brou de cultiu de les idees il·lustrades es trobava en ciutats i comarques dotades d'una infraestructura material i espiritual: impremta, biblioteques, centres d'ensenyament superior, sector terciari desenvolupat, burgesia culta, comunicació amb l'exterior; condicions difícils de trobar en el interior, excepte en comptades ciutats: Madrid, Salamanca, Saragossa... Més aviat es trobaven al litoral, en ports comercials».
A la costa cantàbrica van sorgir dos focus primerencs de la Il·lustració: 
- El primer va ser l'asturià, gràcies al camí obert pel benedictí Benito Feijoo qui va desenvolupar la major part de la seva activitat intel·lectual al monestir de Sant Vicente d'Oviedo. A la segona meitat de segle les seves dues figures més excel·lents van ser Pedro Rodríguez de Campomanes (qui va ocupar càrrecs importants durant el regnat de Carles III per la qual cosa «el governant va eclipsar l'intel·lectual») i Gaspar Melchor de Jovellanos, qui va desenvolupar la seva màxima activitat durant el regnat de Carles IV. Aquest últim, va entrar en contacte amb els postulats il·lustrats durant la seva estada a Sevilla, on havia obtingut la plaça d'oïdor a l'Audiència, al participar en la tertúlia que reunia a l'alcàsser l'intendent Pablo de Olavide. El 1778 va ser nomenat Alcalde de Casa i Cort a Madrid, i la seva estada a la «vila i cort» van ser els de la seva màxima activitat intel·lectual. Va ser nomenat Secretari de Gràcia i Justícia el 1798, però poc després va ser detingut i va passar vuit anys de presó al castell de Bellver a Mallorca.[81]
- L'altre focus il·lustrat de la costa cantàbrica va ser Guipúscoa. Allí va néixer la primera Societat Econòmica d'Amics del País, que serviria de model a totes les altres, a iniciativa dels «Caballeritos d'Azcoitia», nom que es va donar a el grup encapçalat per Xavier María de Munibe y Idiáquez (comte de Peñaflorida), Joaquín Eguía (tercer marquès de Narros), i Manuel Ignacio de Altuna, aquest últim admirador de Rousseau, de qui va ser amic. La Reial Societat Bascongada d'Amics del País aprovada el 1765, després de l'expulsió dels jesuïtes d'Espanya de 1767, va aconseguir la cessió del col·legi de Bergara, en el qual van fundar el Reial Seminari de Nobles. Alguns dels seus membres o persones del seu entorn, com el fabulista Samaniego o el marquès de Narros, van ser processats per la Inquisició. El marquès, tot i ser familiar del Sant Ofici, va ser condemnat per difondre proposicions «herètiques» tretes de Voltaire, Rousseau i altres enciclopedistes, encara que gràcies a la intervenció del comte de Floridablanca el càstig es va limitar a una abjuració de levi i unes penitències secretes.[81]

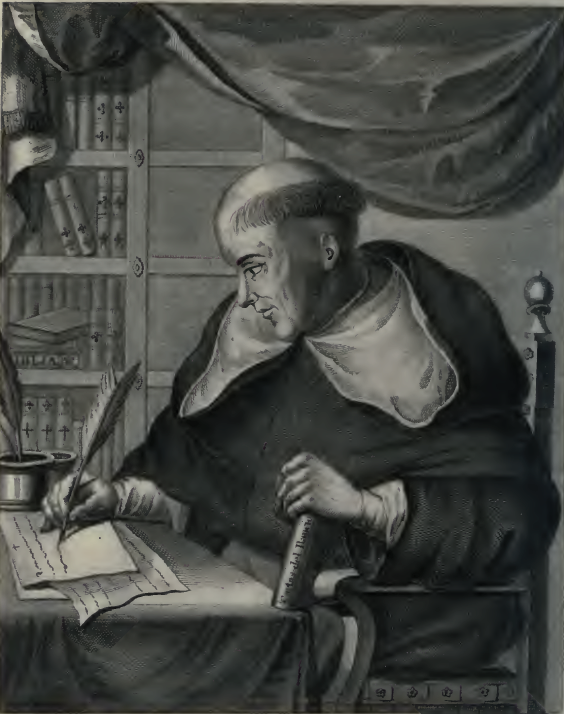
Francisco Alvarado, publicista antiil·lustrat conegut com «el Filòsof ranci»
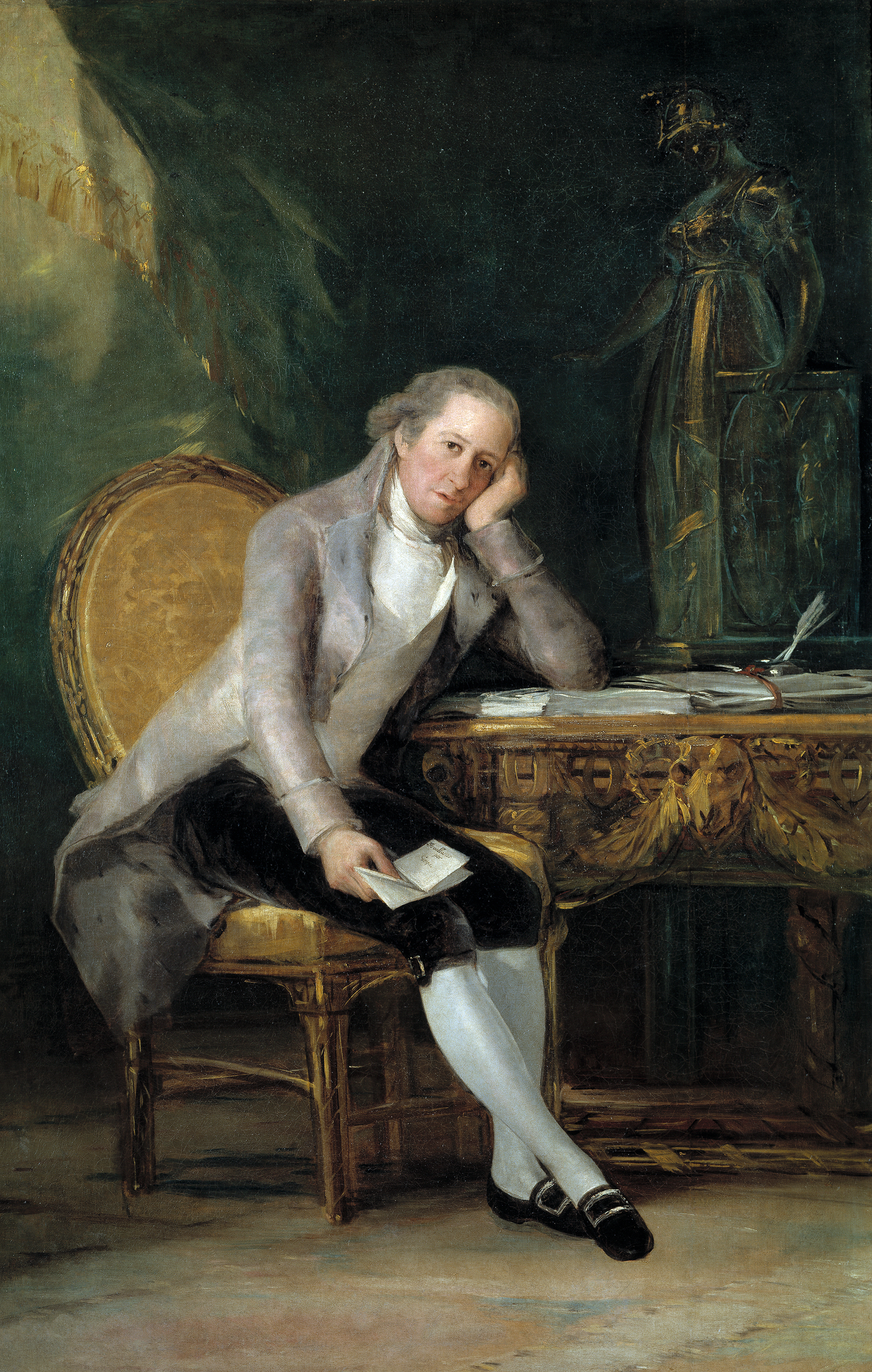
Gaspar Melchor de Jovellanos, retratat per Francisco de Goya
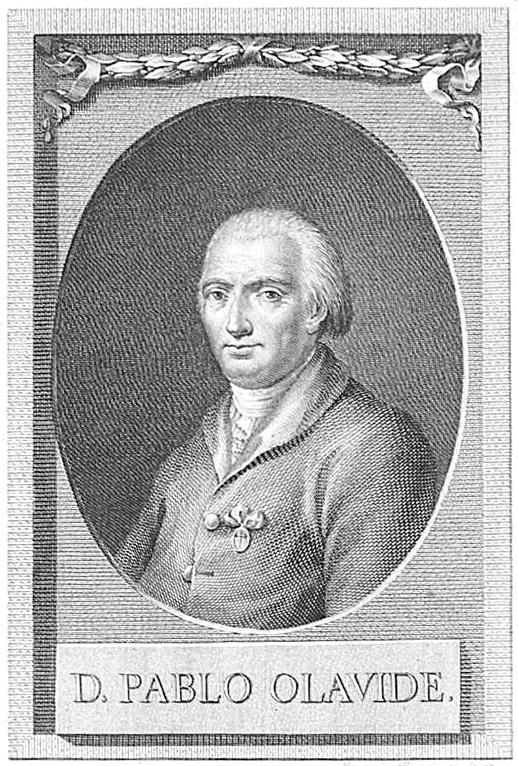
Pablo de Olavide, c. 1800

A la costa mediterrània també van sorgir dos focus:
- El focus il·lustrat més important va ser València, a causa que ja havia estat un dels centres principals de l'activitat dels novatores, ja que allí va seguir treballant Gregori Maians després de la seva marxa de Madrid el 1740, i la intensa i llarga activitat intel·lectual va continuar fins ben entrada la segona meitat de segle. Entre l'àmplia nòmina dels il·lustrats valencians es poden destacar el matemàtic i astrònom Jordi Joan i el botànic Antoni Josep Cavanilles. El primer, després de la publicació juntament amb Antonio de Ulloa el 1748 de les Observaciones astronómicas y físicas hechas en los reinos del Perú (Observacions astronòmiques i físiques fetes en els regnes del Perú), obra que va tenir molts problemes amb la Inquisició, es va fer càrrec de l'observatori astronòmic de Cadis, on va reunir una tertúlia científica, i va dur a terme missions per encàrrec de govern en diversos països, com a Anglaterra on va ser l'encarregat de reclutar tècnics de construcció naval.[82] Anys després, Jorge Juan va explicar amb tota claredat el seu pensament en Estado actual de la Astronomía en Europa (Estat actual de l'Astronomia a Europa, 1774), amb una defensa clara i rotunda de la teoria astronòmica de Newton.[78] Antoni Josep Cavanilles va estar a París dotze anys (1777-1789) acompanyant el Duc de l'Infantado nomenat ambaixador de la Monarquia d'Espanya davant Lluís XVI, on va mantenir contacte amb els mitjans intel·lectuals més avançats. Al seu retorn va ser nomenat director del Jardí Botànic de Madrid, però la seva obra magna va ser molt enllà de la botànica, ja que en ella va analitzar fenòmens demogràfics, antropològics, socials i econòmics. Es tracta de les Observaciones sobre la historia natural, geografía, población y frutos del Reino de Valencia (Observacions sobre la història natural, geografia, població i fruits del Regne de València).[83]
- El segon gran focus il·lustrat de la costa mediterrània va ser Barcelona. Allí, a més de l'Acadèmia de Bones Lletres, reconeguda per Ferran VI el 1754, va tenir un paper destacat en la difusió de les noves idees la Junta de Comerç de Barcelona que va desplegar una activitat similar a la que en altres llocs portaven a terme les Societats d'amics del País, i que va prestar especial atenció a l'Escola Naval, a més de crear la primera escola de taquigrafia d'Espanya. D'altra banda, la Universitat de Cervera, tot i que va ser fundada com a càstig als catalans per la seva rebel·lió a la Guerra de Successió Espanyola, ja que va suposar el tancament de les universitats catalanes existents el 1714, va ser també bressol de il·lustrats, entre els que va destacar el jurista Josep Finestres, gran amic del valencià Maians. El final de segle està dominat per la figura d'Antoni de Capmany, autor de la que es podria considerar la primera història econòmica d'Espanya, titulada Memorias históricas sobre la Marina, Comercio y Artes de Barcelona (Memòries històriques sobre la Marina, Comerç i Arts de Barcelona). La seva activitat va continuar al segle següent i va participar en les Corts de Cadis.[84]

A la façana atlàntica van destacar els focus de Sevilla i Galícia:
- A Sevilla el grup il·lustrat més destacat es va formar al voltant de la tertúlia de l'Alcàsser organitzada per l'intendent Pablo de Olavide, nascut en el Virregnat del Perú, i que, segons l'historiador andalús Domínguez Ortiz, «va ser durant algun temps el nucli il·lustrat més important d'Espanya». A ella van assistir Cándido María Trigueros, Antonio de Ulloa i un jove Jovellanos acabat de nomenar oïdor de l'Audiència. Dissolta la tertúlia, la seva herència va ser continuada pels il·lustrats de les dues últimes dècades de segle, com Marchena, Lista, Reinoso, Mármol o Blanco White, l'activitat s'endinsa en el segle xix. Tot i que a Sevilla i a Andalusia en general hi va haver fortes resistències al moviment il·lustrat, com la del Pare Ceballos, autor de La falsa Filosofía, crimen de Estado (La falsa filosofia, crim d'Estat); el Pare Alvarado que va escriure amb el pseudònim «El filòsof ranci»; o fra Diego de Cadis, famós pels seus sermons antiil·lustrats.[85]
- A Galícia, els centres il·lustrats van ser Santiago de Compostel·la i els ports marítims, i les seves propostes van ser molt moderades, com el Discurso crítico sobre las leyes y sus intérpretes (Discurs crític sobre les lleis i els seus intèrprets, 1756-1770) de Juan Francisco de Castro Fernández, Estorbos y remedios de la riqueza de Galicia (Entrebancs i remeis de la riquesa de Galícia, 1775) de Francisco Somoza de Monsoriu, o la Descripción económica del reino de Galicia (Descripció econòmica de el regne de Galícia, 1804) de Lucas Labrada. No va ser el cas de Vicente del Seixo, qui va tenir problemes amb la Inquisició pel seu llibre Origen de la tolerancia (Origen de la tolerància, 1788) i amb l'autoritat civil per Ensayos para una instrucción de la juventud española (Assaigs per a una instrucció de la joventut espanyola, 1797) que va acabar prohibint la seva difusió.[86]

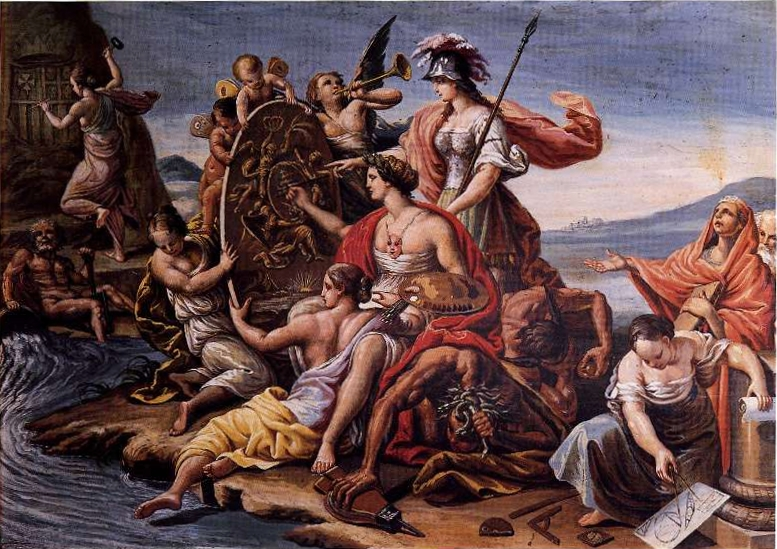
Fra Manuel Bayeu, Al·legoria de las Belles Arts exaltant a la Reial Societat Econòmica Aragonesa d'Amics del País, c. 1785
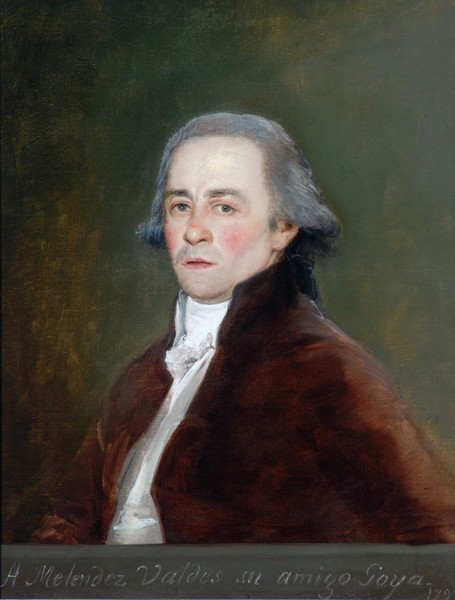
Juan Meléndez Valdés, retratat por Goya el 1797
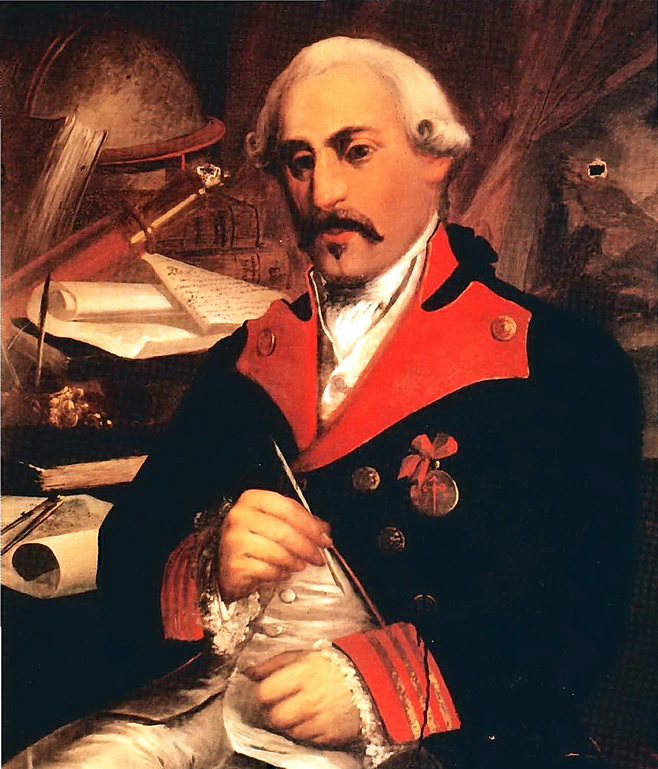
Retrat de José Cadalso, per Pablo de Castas Romero (1855). Museu Municipal de Càdis

A l'Espanya interior, els únics focus il·lustrats de certa rellevància van ser Saragossa, Salamanca i, sobretot, Madrid:
- A Saragossa, el moviment il·lustrat es va articular al voltant de la Reial Societat Econòmica Aragonesa d'Amics del País que va ser una de les més actives d'Espanya. S'hi va fundar la primera càtedra de «Economia civil» (el que després es coneixeria com a «Economia política») que va estar a càrrec de Lorenzo Normante, molt influït pel napolità Antonio Genovesi. La seva crítica a la propietat amortitzada, la seva defensa del luxe com a estímul al creixement econòmic i l'afirmació que el celibat eclesiàstic era perjudicial per a l'Estat, li va valer moltes crítiques per part dels membres de la Universitat de Saragossa i des dels púlpits, campanya que va culminar amb l'arribada la capital aragonesa del caputxí fra Diego de Cadis, qui el va denunciar a la Inquisició, encara que aquesta va decidir no intervenir, i a més Normante va trobar suport en la Cort que va nomenar una comissió de teòlegs i juristes que van emetre un dictamen favorable i va poder seguir ensenyant. Quan va marxar a Madrid, el seu successor va divulgar les teories d'Adam Smith, novetat absoluta a Espanya.[87]
- El nucli il·lustrat de Salamanca es reduïa a la Universitat de Salamanca, el claustre de la qual estava molt dividit entre el sector tradicionalista i el defensor de la introducció de les noves idees. Juan Justo García, introductor de la matemàtica moderna a Espanya, va haver de lluitar perquè s'abandonés l'aristotelisme i s'introduïren les noves teories científiques. Així mateix, en els estudis de dret romà es va introduir el regalisme d'arrel jansenista. Gràcies a aquests i altres canvis, la universitat de Salamanca va deixar de ser baluard del tradicionalisme, i de les seves aules van sortir en les últimes dècades de segle José Cadalso, el poeta Juan Meléndez Valdés, el jurista Ramon de Salas, i Diego Muñoz-Torrero, destacat diputat a les Corts de Cadis.[88]
- Madrid, a l'ésser la seu de la Cort, va atreure governants, pensadors i artistes de totes les regions, i fins i tot de països estrangers: d'Astúries van arribar Campomanes i Jovellanos; de València, Cavanilles, Antonio Ponz (autor de Viatge per Espanya, 1772-1792) i Francisco Pérez Bayer (deixeble de Maians); d'Andalusia, entre d'altres, el gadità José Cadalso, autor de Cartas Marruecas,... També van arribar a Madrid alguns genis, com León de Arroyal, veritable autor de Cartas político-económicas (Cartes polítiques-econòmiques) que abans s'atribuïen al comte de Campomanes, autor també de la sàtira Pan y toros (Pa i toros), i d'un interessant projecte de Constitució que el situa en el pas a la generació següent, preliberal. Amb aquests diversos aportacions, Madrid va ser indubtablement el centre de la Il·lustració gràcies a un conjunt de factors que no es trobaven en cap altra ciutat: institucions docents d'esperit modern, l'ambient cosmopolita, premsa abundant, mecenatge d'aristòcrates il·lustrats, una Societat Econòmica (l'activitat de la qual va empènyer molt a les societats de les altres províncies), i una presència governamental que era, segons els casos, impuls, fre o tutela.[89]

#### Les Societats Econòmiques d'Amics del País
La primera Societat Econòmica d'Amics del País va ser una iniciativa dels nobles il·lustrats guipuscoans coneguts com els «Caballeritos d'Azcoitia», encapçalats per Javier Maria de Munibe, comte de Peñaflorida, qui el 1748 van formar una tertúlia anomenada «Junta Acadèmica», les activitats de la qual «incloïa les matemàtiques, la física, la història, la literatura, la geografia, sessions de teatre i concerts de música». Van prendre com a model les societats econòmiques que estaven proliferant a tot Europa a causa de l'interès creixent pels temes econòmics (i en especial pel progrés de l'agricultura), i que tenien un caràcter més utilitari que les acadèmies literàries i científiques. El 1763, les Juntes Generals de Guipúscoa van aprovar el projecte de creació d'una «Societat Econòmica de la Província de Guipúscoa», els membres de la qual serien reclutats «entre les persones més conegudes de país per la seva saviesa en l'agricultura, les ciències i arts útils a l'economia i en el comerç», donant entrada a la societat a gent enriquida pel comerç que tenien els mateixos drets que els socis procedents de la noblesa o el clergat. La iniciativa dels «Caballeritos d'Azcoitia» va ser secundada per polítics i il·lustrats de la Senyoria de Biscaia i de la província d'Àlaba, qui es van reunir amb els guipuscoans en Azkoitia al desembre de 1764 per aprovar els estatuts d'una nova societat anomenada Reial Societat Bascongada d'Amics del País (coneguda també con La Bascongada), que rebria l'aprovació del Consell de Castella el 1772. Uns dels seus objectius era «estrènyer més la unió de les tres províncies basques» (comptava amb tres seccions, una per cada territori) i més tard va promoure la formació de les dues societats d'amics del país del Regne de Navarra establertes a Pamplona (Sociedad Económica de Pamplona) i Tudela (Real Sociedad Tudelana de los Deseosos del Bien Público).

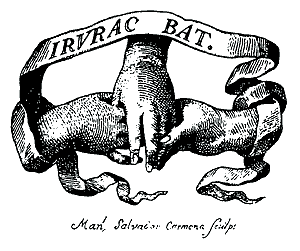
Emblema de la Reial Societat Bascongada d'Amics del País amb el lema «Irurac bat» (Les tres, una)
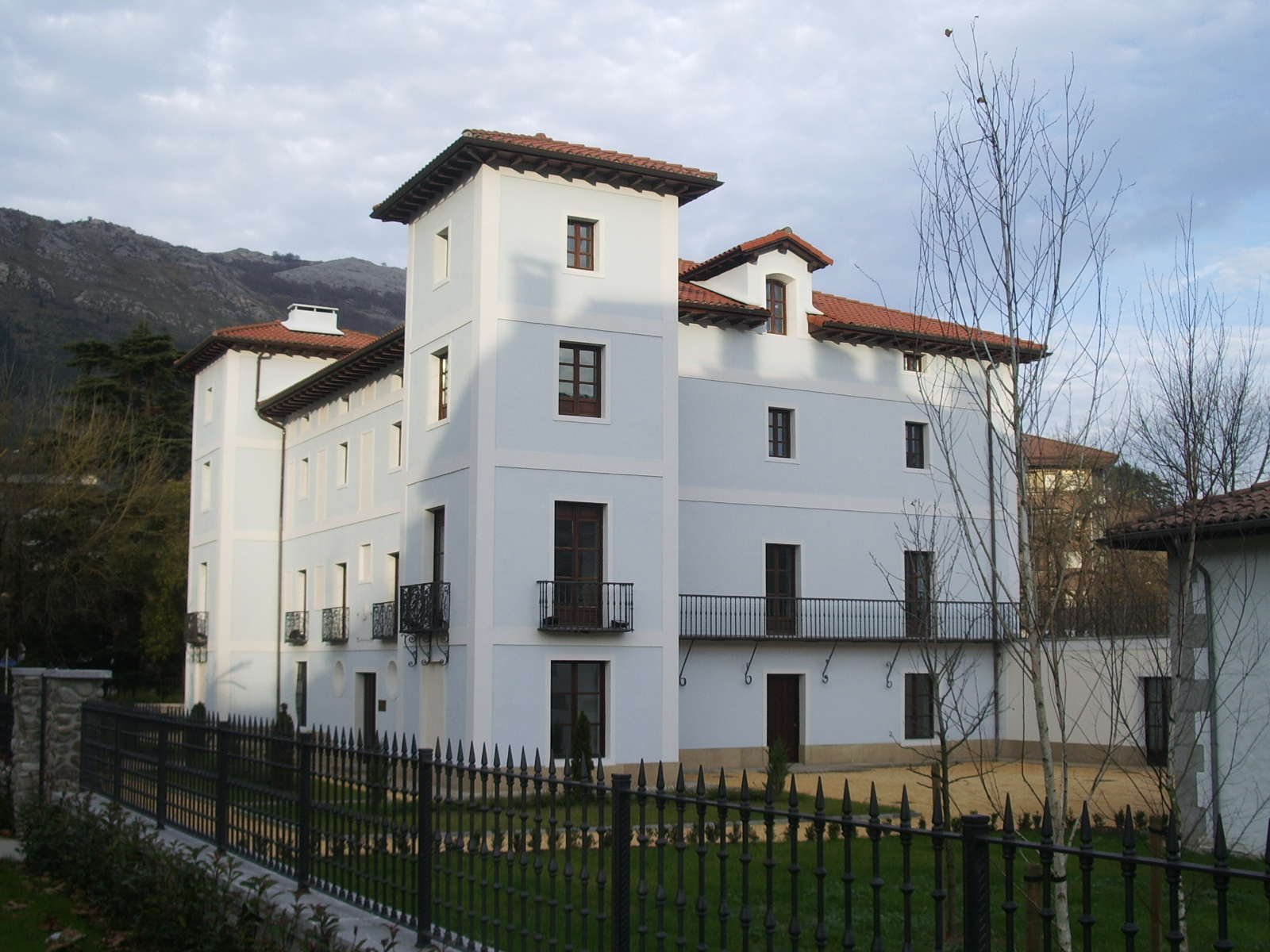
El palau d'Insausti d'Azkoitia va ser la seu principal de la Reial Societat Bascongada d'Amics del País
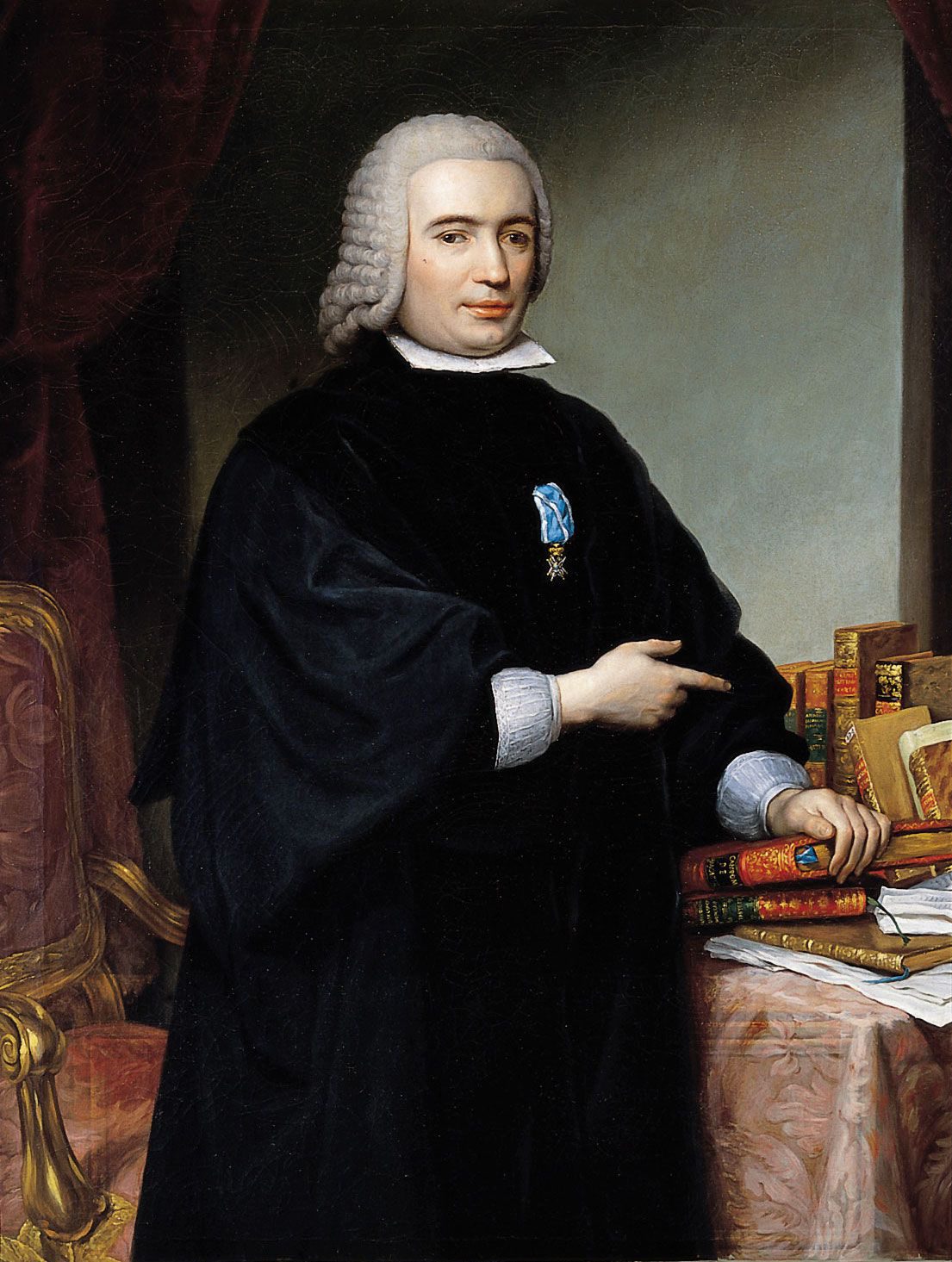
Pedro Rodríguez de Campomanes (1777)

Els objectius de la Reial Societat Bascongada d'Amics del País, eren aplicar els nous coneixements científics a les activitats econòmiques, per exemple en les fargues, i ensenyar aquelles matèries que no s'explicaven a les universitats, com la física experimental o la mineralogia (que seria la llavor de la Reial Escola de Metal·lúrgia). També van establir càtedres d'història i de francès. Quan van ser expulsats els jesuïtes el 1767, els «Caballeritos d'Azcoitia» van aconseguir la cessió del col·legi de Bergara, en el qual van fundar el Reial Seminari de Nobles. La Societat va aconseguir formar una important biblioteca i va aconseguir el permís per a subscriure's a l'Enciclopèdia, encara que amb la condició que només pogués ser consultada pels socis de l'entitat que tinguessin llicència de la Inquisició per llegir llibres prohibits (condició que sembla que no es va complir). Les seccions provincials de La Bascongada es van dividir en quatre comissions: «Agricultura i Economia rústica», «Ciències i arts útils», «Indústria i Comerç» i «Història, Política i Bones Lletres». D'altra banda, no va reduir el seu àmbit d'actuació a les tres províncies basques i al regne de Navarra, sinó que es va estendre a Cadis, Sevilla i Madrid, i també a Mèxic, Buenos Aires, Lima i l'Havana a Amèrica.
Per iniciativa del fiscal del Consell de Castella, Pedro Rodríguez de Campomanes, l'exemple de La Bascongada es va estendre a tota la Monarquia. El projecte el va exposar en el Discurso sobre el fomento de la industria popular (Discurs sobre el foment de la indústria popular, 1774) i en el Discurso sobre la educación popular y su fomento (Discurs sobre l'educació popular i el seu foment, 1775), dues obres impreses sense el nom de l'autor pel seu caràcter oficial a instàncies de Consell de Castella i amb el permís del rei Carles III. Segons l'historiador valencià Pedro Ruiz Torres, el projecte de Campomanes presentava cinc notables diferències respecte de la institució basca:
- La primera, era que la iniciativa partia de govern, de manera que l'existència d'un grup d'il·lustrats no era una condició prèvia per a la seva fundació.
- En segon lloc, els seus estatuts havien d'ajustar al model de la Societat Econòmica Matritense d'Amics del País, fundada el 1775, i que havien estat supervisats pel mateix Campomanes, per tant la seva funció fonamental seria donar suport a les reformes empreses pels ministres del rei.
- En tercer lloc, augmentava considerablement la tutela pública sobre les mateixes.
- En quart lloc, l'accés a les societats quedava restringit a la noblesa més il·lustrada, cavallers, eclesiàstics i gent rica, i membres de l'administració i autoritats locals, de manera que la seva base social era molt més reduïda que la de La Bascongada.
- En cinquè lloc, el seu àmbit d'activitats es restringia a la teoria i la pràctica de l'economia política en totes les províncies d'Espanya, per la qual cosa es prescindia de la «Història, Política i Bones Lletres» i passaven a un segon pla les matemàtiques, la física i la medicina.

Així doncs, les més de seixanta Societats d'Amics del País que es van constituir per tot Espanya entre 1775 i el final del regnat de Carles III, el 1788, no van seguir el mateix camí que La Bascongada.
Pel que fa a l'aportació que van fer les Societats d'Amics del País al progrés de les idees il·lustrades, Pedro Ruiz Torres, afirma que «van tenir moltes limitacions» i no van ser lluny a l'hora de fer el que Jovellanos enaltia (en el seu Elogi de Carles III de 1788 va dir que «en la nova institució, nus de les aficions de l'interès personal, i tocats del desig del bé comú, tots es reuneixen, es reconeixen ciutadans, es confessen membres de l'associació general abans que de la seva classe, i es preparen a treballar per la utilitat dels seus germans»), Manuel Aguirre concebia com el substitut d'una manca, «la manca de lleis constitucionals que portessin als vassalls a un estat d'homes amb llibertat amb capacitat de manifestar als tribunals i als seus conciutadans, per escrit, els mals i violències que patien i agenciar la seva felicitat, i sense un suprem Consell d'Estat que representi la veu del poble tot i la seva voluntat general», i Fernando de Cevallos les criticava amb evident exageració, i va denunciar que «en les societats es parlava amb perillosos aires republicans i que algunes haguessin aconseguit la llicència de llegir llibres prohibits amb el consegüent perill d'introduir idees subversives».
No obstant això, no hi ha dubte que es van convertir en un dels productes més representatius de l'idealisme d'una minoria d'il·lustrats. La seva concepció de la societat encara unia la felicitat pública a la desigualtat jurídica i a la monarquia absoluta, per molt que reivindiqués el talent, les ciències i la utilíssima ciència de l'economia, però no per això va deixar de provocar la reacció adversa dels sectors socials més tradicionals.

#### La ciència
La monarquia de Carles III es va preocupar per les ciències i va intensificar l'impuls que s'havia donat a Espanya durant el regnat de Ferran VI. En diverses institucions acadèmiques espanyoles van treballar destacades personalitats científiques i en diferents organismes oficials es van introduir càtedres de química, i la mineralogia i la metal·lúrgia es van convertir en objecte d'especial protecció per al govern. Les necessitats de l'exèrcit i de l'armada van continuar estimulant la introducció a Espanya dels nous coneixements de medicina, matemàtiques, física experimental, geografia, cartografia i astronomia, imprescindibles per a un millor coneixement i protecció de l'imperi.
Jordi Joan va promoure el Reial Institut i Observatori de l'Armada (ROA) inaugurat a finals de segle, i va seguir desenvolupant els seus estudis astronòmics, matemàtics i físics, que van culminar amb la publicació el 1771 d'Examen Marítim, que segons el parer de molts historiadors és «l'única obra espanyola de mecànica racional que és original». Va tenir una segona edició amb addicions de Gabriel Siscar, que li van merèixer fama universal, i va ser traduïda al francès, a l'anglès i a l'italià. Siscar va continuar la tasca científica i docent de Jordi Joan i d'Antonio de Ulloa a l'Escola de Guàrdiamarines per a la qual va redactar un seguit de manuals d'àmplia difusió com el Tractat d'Aritmètica (1795), el Tractat de Cosmografia (1796) o el Tractat de Trigonometria Esfèrica (1796). Tots aquests mèrits li van valer ser nomenat representant espanyol en la comissió que anava a establir a París el nou sistema de pesos i mesures d'abast universal que seria conegut com a sistema mètric decimal. El seu treball Memòria Elemental sobre els Nous Pesos i Mesures Decimals de 1800 va ser lloat per l'Acadèmia de Ciències de París.
En el camp de les matemàtiques també va destacar, tot i que amb aportacions menys originals que les de Jordi Joan o les de Siscar, el jesuïta Tomàs Cerdà, qui va publicar Lliçons de Matemàtiques (1760) i Lliçó d'Artilleria (1764) i va ser professor del Reial Col·legi d'Artilleria de Segòvia.

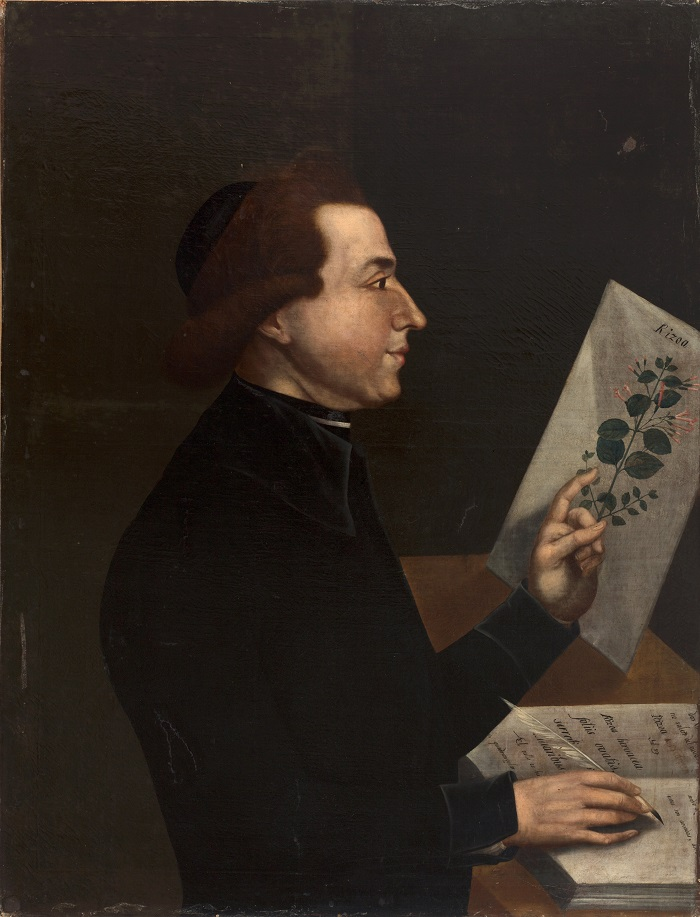
Antonio José de Cavanilles
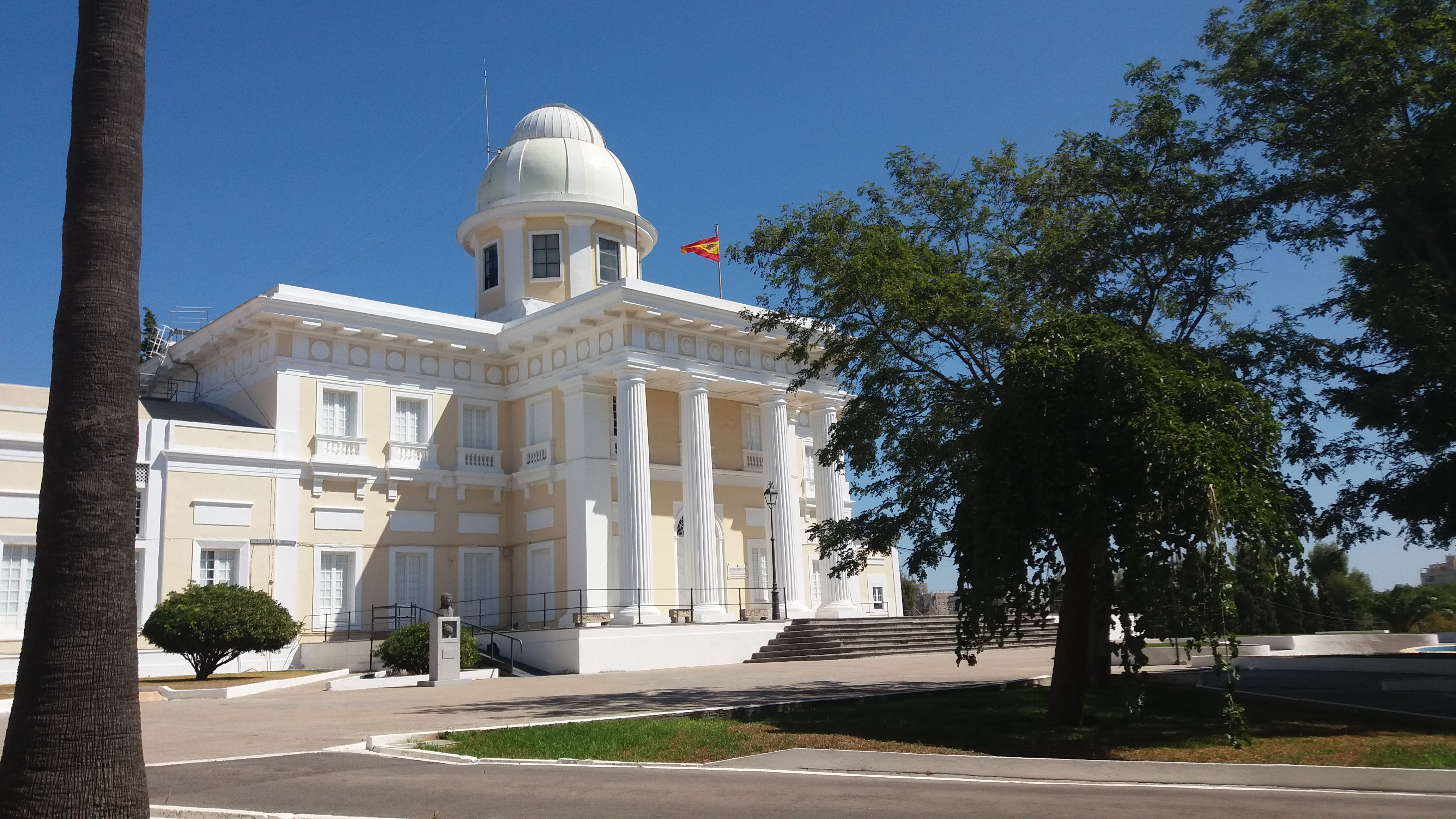
Reial Institut i Observatori de l'Armada a San Fernando (Cadis), promogut per Jordi Joan
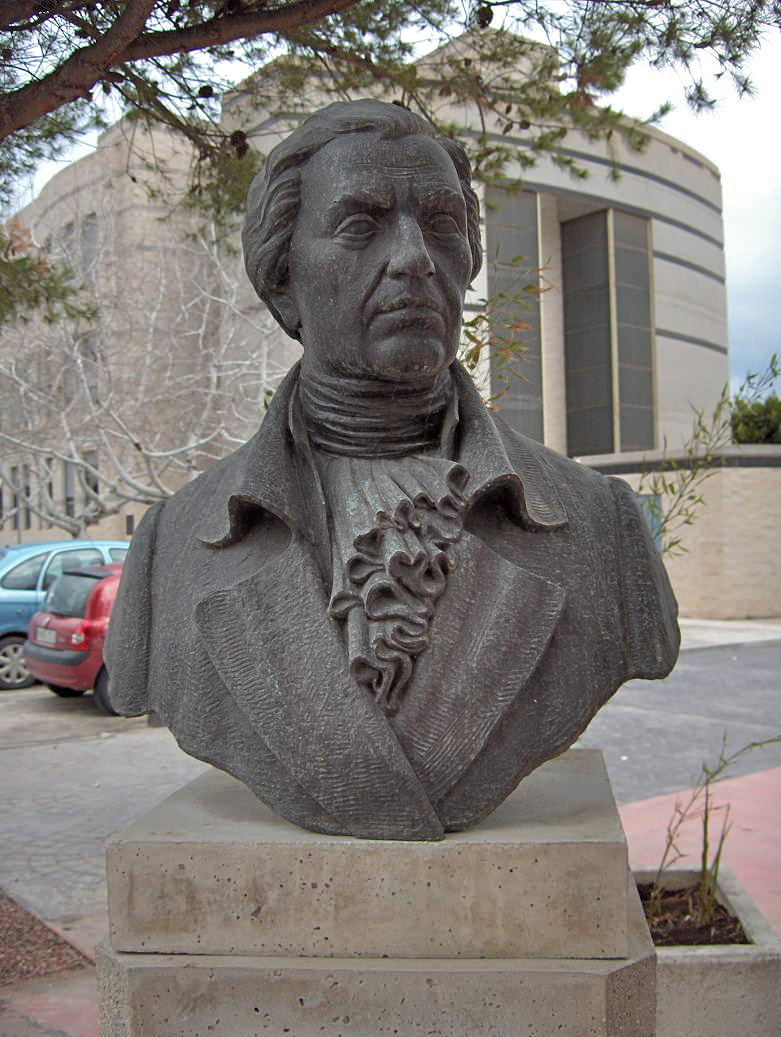
Bust de Francesc Xavier Balmis a la Facultat de Medicina de la UMH en Sant Joan d'Alacant

En el camp de la botànica, el sistema de Linné va ser acceptat per la majoria dels científics (i pels jardins botànics creats llavors: Barcelona, Sevilla, València, Saragossa, etc.), gràcies a la vinguda a Espanya el 1751 de Pehr Löfling per estudiar la flora espanyola i al suport del director del Jardí Botànic de Madrid, el valencià Antoni Josep Cavanilles, autor de nombrosos treballs sobre botànica i creador i director de la revista Anales de Historia Natural (Anals d'Història Natural). A més Cavanilles, el mètode científic va ser lloat a tot Europa, va mantenir contacte amb el naturalista francès Georges-Louis Leclerc, comte de Buffon, els treballs va difondre a Espanya el Reial Gabinet d'Història Natural, que va impulsar la traducció de la seva Història Natural, General i Particular per José Clavijo y Fajardo, editor del diari El Pensador, qui per tal d'evitar dificultats amb el Sant Ofici, va incloure la retractació a què s'havia vist obligat el mateix Buffon.
A diferència de les dificultats que va trobar la física newtoniana, els plantejaments de Lavoisier van ser ràpidament acceptats, i així van sorgir diversos laboratoris de química fundats per la Secretaria d'Índies (1786), d'Hisenda (1787) i per la Secretaria d'Estat (1788), a més dels d'Azpeitia, Barcelona, Cadis, Segòvia o València creats per les Societats Econòmiques d'Amics del País o altres entitats. Una cosa semblant va passar amb la geologia de l'alemany Abraham Gottlob Werner.
Durant aquest període es van realitzar diverses expedicions científiques que van tenir gran ressonància a tot Europa, especialment dues:
- La primera va estar dirigida per Félix de Azara, germà del diplomàtic i humanista aragonès José Nicolás de Azara, i es va dirigir al Riu de la Plata i al Paraguai, i les conclusions va publicar en una obra que en 1801 va ser traduïda al francès, i que clarificava els estudis de Buffon. Es tractava dels Apuntamientos para la Historia Natural de los Quadrúpedos del Paraguay y Río de la Plata que va ser seguida dels Apuntamientos para la Historia Natural de los Páxaros del Paraguay y Río de la Plata (1802-1805).[100]
- La segona expedició va tenir una repercussió d'abast mundial perquè l'objectiu de la mateixa va ser propagar el vaccí contra la verola, descoberta pel britànic Edward Jenner, a Amèrica i Àsia. Va estar encapçalada pel cirurgià militar Francesc Xavier Balmis, qui ja era molt conegut per haver descobert durant la seva estada a les Antilles unes arrels índies com a remei per a les malalties venèries i la troballa del qual l'havia publicat en 1794. La Reial Expedició Filantròpica del Vaccí va tenir lloc entre 1803 i 1806 i va aconseguir merescuda fama, fins a l'extrem de ser lloada pel poeta Manuel José Quintana i ser celebrada pels científics estrangers com una de les fites bàsiques en els inicis de la moderna medicina preventiva.[100]